# Индия
И́ндия (хинди भारत, англ. India), официальное название — Респу́блика И́ндия (хинди भारत गणराज्य Bhārat Gaṇarājya, англ. Republic of India) — государство в Южной Азии. Население на 2024 год составило 1,45 миллиарда человек, территория — 3 287 263 км², по обоим этим показателям является крупнейшей страной Южной Азии. Занимает 1-е место в мире по численности населения и седьмое по территории.
Индия граничит с Пакистаном на западе, с Китаем, Непалом и Бутаном на северо-востоке, с Бангладеш и Мьянмой — на востоке. Кроме того, имеет морские границы с Мальдивами на юго-западе, со Шри-Ланкой на юге и с Индонезией на юго-востоке. Спорная территория Ладакх имеет границу с Афганистаном.
Наравне с Египтом и Китаем является родиной одной из древнейших цивилизаций в истории человечества. В прошлом, до 15 августа 1947 года, была Британской Индией — колонией Британской империи. Столица — Нью-Дели.
В Конституции определён 21 официальный язык, на которых говорит значительная часть населения или которые имеют классический статус.
Федеративное государство, парламентская республика. Премьер-министр — Нарендра Моди, президент — Драупади Мурму. Подразделяется на 28 штатов и 8 союзных территорий.
Индийский субконтинент является родиной древней индской цивилизации. На протяжении большей части своей истории Индия являлась центром важных торговых маршрутов и славилась своими богатствами и высокой культурой. В Индии зародились такие религии, как индуизм, буддизм, сикхизм и джайнизм. В первом тысячелетии нашей эры на индийский субконтинент пришли также христианство и ислам, оказавшие значительное влияние на развитие разнообразной культуры региона. В XVIII — первой половине XIX века Индия постепенно была колонизирована Британской империей. В 1947 году, после многолетней борьбы, страна получила независимость.
К концу XX века Индия достигла больших успехов в экономическом и военном развитии, экономика страны стала одной из самых быстроразвивающихся в мире. Несмотря на это, значительная часть населения продолжает жить за чертой бедности. Насущными проблемами являются также высокий уровень коррупции и отсталая система здравоохранения.
Индия является космической державой, обладающей ядерным оружием. Она входит в такие международные организации, как ООН, G20, ВТО, Ассоциация регионального сотрудничества Южной Азии, Содружество наций, а также БРИКС и ШОС.
В 2020 году Индии не оказалось среди 20 стран-лидеров по расходам на НИОКР (ППС). В 2024 году Индия поднялась на 9 строчку в рейтинге Nature Index и заняла 39 место в рейтинге Глобального инновационного индекса. Бангалор, Дели, Ченнаи и Мумбаи вошли в сотню научно-технологических кластеров мира.

## Этимология
Официальное название страны — Республика Индия, происходящее от древнеперсидского слова хинду, родственного санскритскому синдху (санскр. सिन्धु) — историческое название реки Инд. Древние греки называли индийцев индои (др.-греч. Ἰνδοί) — «люди Инда».
Конституция Индии устанавливает название на хинди, официальном языке страны — Бхарат (хинди भारत), происходящее от санскритского имени древнеиндийского царя, история которого была описана в «Махабхарате». Со времён империи Великих Моголов использовалось также название Хиндустан, но официального статуса оно не имеет.

## Физико-географическая характеристика
Индия расположена на территории Южной Азии и занимает седьмое место в мире по площади (3 287 590 км², в том числе, суши: 90,44 %, водной поверхности: 9,56 %). Имеет сухопутные границы с Пакистаном на западе, с Китаем, Непалом и Бутаном на северо-востоке, с Бангладеш и Мьянмой на востоке. Кроме того, Индия имеет морские границы с Мальдивскими островами на юго-западе, со Шри-Ланкой на юге и с Индонезией на юго-востоке. Спорная территория Ладакх имеет границу с Афганистаном.
Речная сеть Индии — густая, но крупных озёр в стране немного.

### Гидрология

Гидрологическая карта Индии

Внутренние воды Индии представлены многочисленными реками, которые в зависимости от характера питания делятся на «гималайские», полноводные в течение всего года, со смешанным снегово-ледниковым и дождевым питанием, и «деканские», преимущественно с дождевым, муссонным питанием, большими колебаниями стока, паводком с июня по октябрь. На всех крупных реках летом наблюдается резкий подъём уровня, часто сопровождающийся наводнениями. Река Инд, давшая название стране, после раздела Британской Индии, оказалась наибольшей частью в Пакистане.
Самые крупные реки, берущие своё начало в Гималаях и большей своей частью протекающие по территории Индии, это Ганг и Брахмапутра; обе они впадают в Бенгальский залив. Главные притоки Ганги это Ямуна и Коши. Их низкие берега каждый год становятся причиной катастрофических наводнений. Другие важные реки Индостана, это Годавари, Маханади, Кавери и Кришна, также впадающие в Бенгальский залив, и Нармада и Тапти, впадающие в Аравийское море — крутой берег этих рек не даёт их водам разливаться. Многие из них имеют важное значение как источники орошения. Значительных озёр в Индии нет.
Наиболее замечательные прибрежные регионы Индии — это Большой Качский Ранн в Западной Индии и Сундарбан — заболоченные низовья дельты Ганги и Брахмапутры в Индии и Бангладеш. Частью Индии являются два архипелага: коралловые атоллы Лакшадвип к западу от Малабарского берега; и Андаманские и Никобарские острова, — цепь вулканических островов в Андаманском море.

### Климат

Климатические зоны Индии

На климат Индии оказывают сильное влияние Гималаи и пустыня Тар, вызывая муссоны. Гималаи служат преградой холодным центрально-азиатским ветрам, таким образом делая климат на большей части Индии теплее чем в соседних Южном Китае и Мьянме. Пустыня Тар играет ключевую роль в привлечении влажных юго-западных ветров летнего муссона, которые в период с июня по октябрь обеспечивают большую часть Индии дождём. В Индии преобладают четыре основных климата: влажный тропический, сухой тропический, субтропический муссонный и высокогорный.
На большей части территории Индии выделяются три сезона: жаркий и влажный с господством юго-западного муссона (июнь — октябрь); относительно прохладный и сухой с преобладанием северо-восточного пассата (ноябрь — февраль); очень жаркий и сухой переходный (март — май). В течение влажного сезона выпадает свыше 80 % годовой суммы осадков. Наиболее увлажнены наветренные склоны Западных Гат и Гималаев (до 6000 мм в год), а на склонах плато Шиллонг находится самое дождливое место на Земле — Черрапунджи (около 12 000 мм). Наиболее сухие районы — западная часть Индо-Гангской равнины (менее 100 мм в пустыне Тар, сухой период составляет 9-10 месяцев) и центральная часть Индостана (300—500 мм, сухой период — 8-9 месяцев). Количество осадков сильно колеблется в разные годы. На равнинах средняя температура января возрастает с севера на юг от +15 до +27 °C, в мае — повсеместно +28…+35 °C, иногда доходя до +45…+48 °C. Во влажный период на большей части страны температуры равны +28 °C. В горах на высоте 1500 м в январе — −1 °C, в июле — +23 °C, на высоте 3500 м, соответственно, — −8 °C и +18 °C.
Основные центры оледенения сосредоточены в Каракоруме и на южных склонах хребта Заскар в Гималаях. Питание ледников осуществляется за счёт снегопадов во время летних муссонов и метелевого переноса снега со склонов. Средняя высота снеговой линии понижается с 5300 м на западе до 4500 м на востоке. Вследствие глобального потепления ледники отступают.

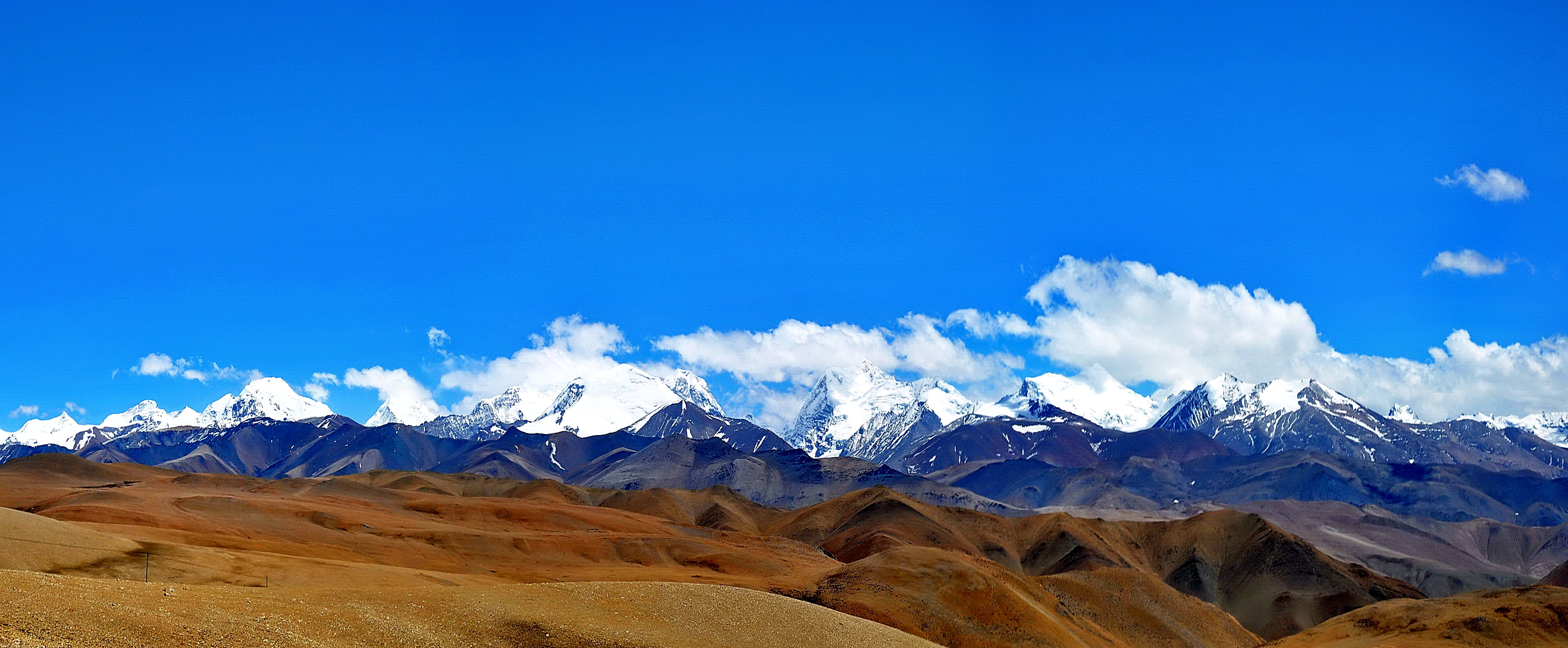
Гималаи
Кашмир
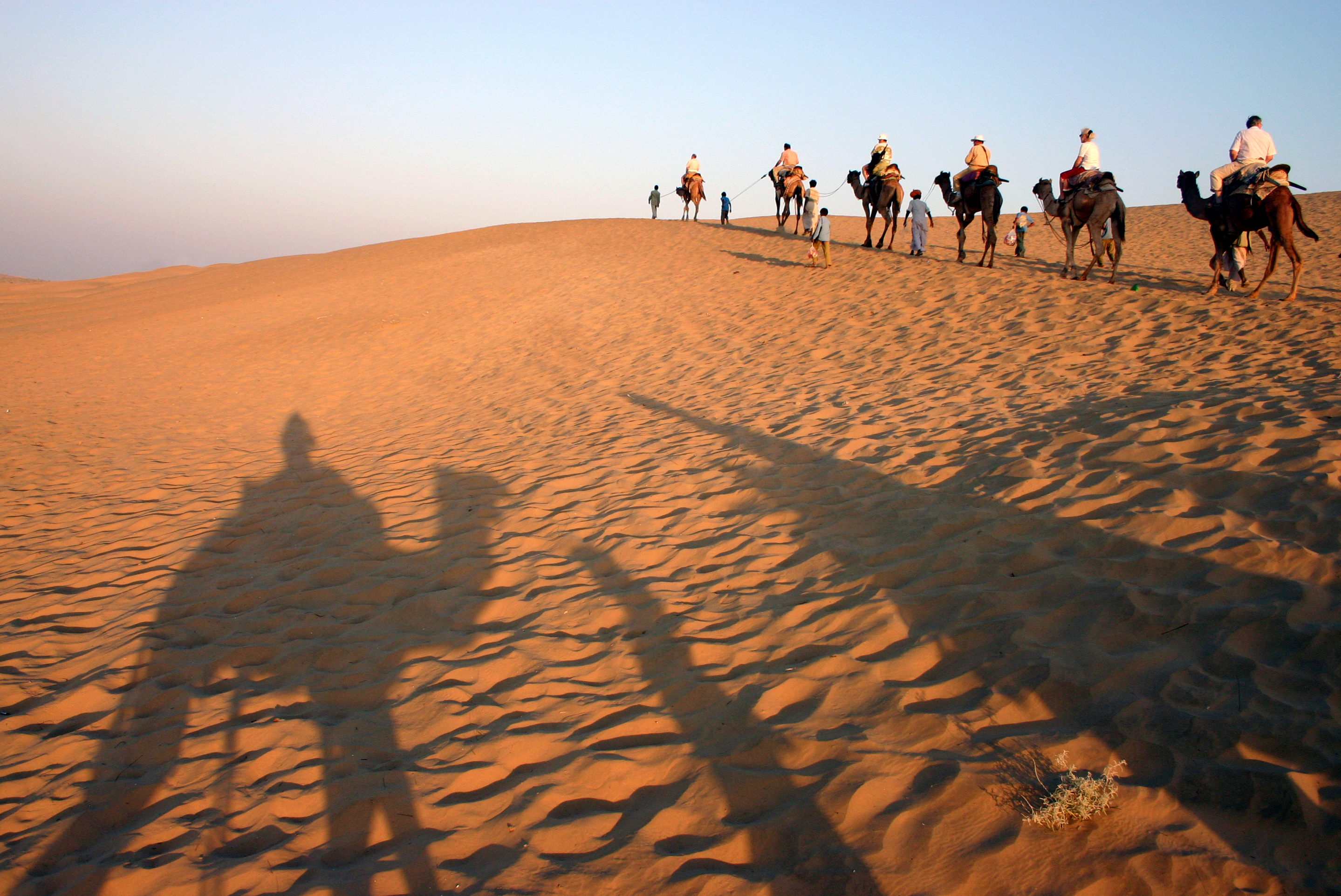
Тар
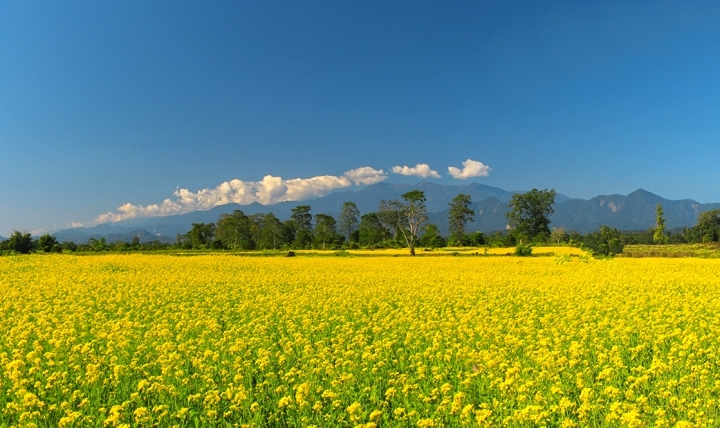
Аруначал-Прадеш
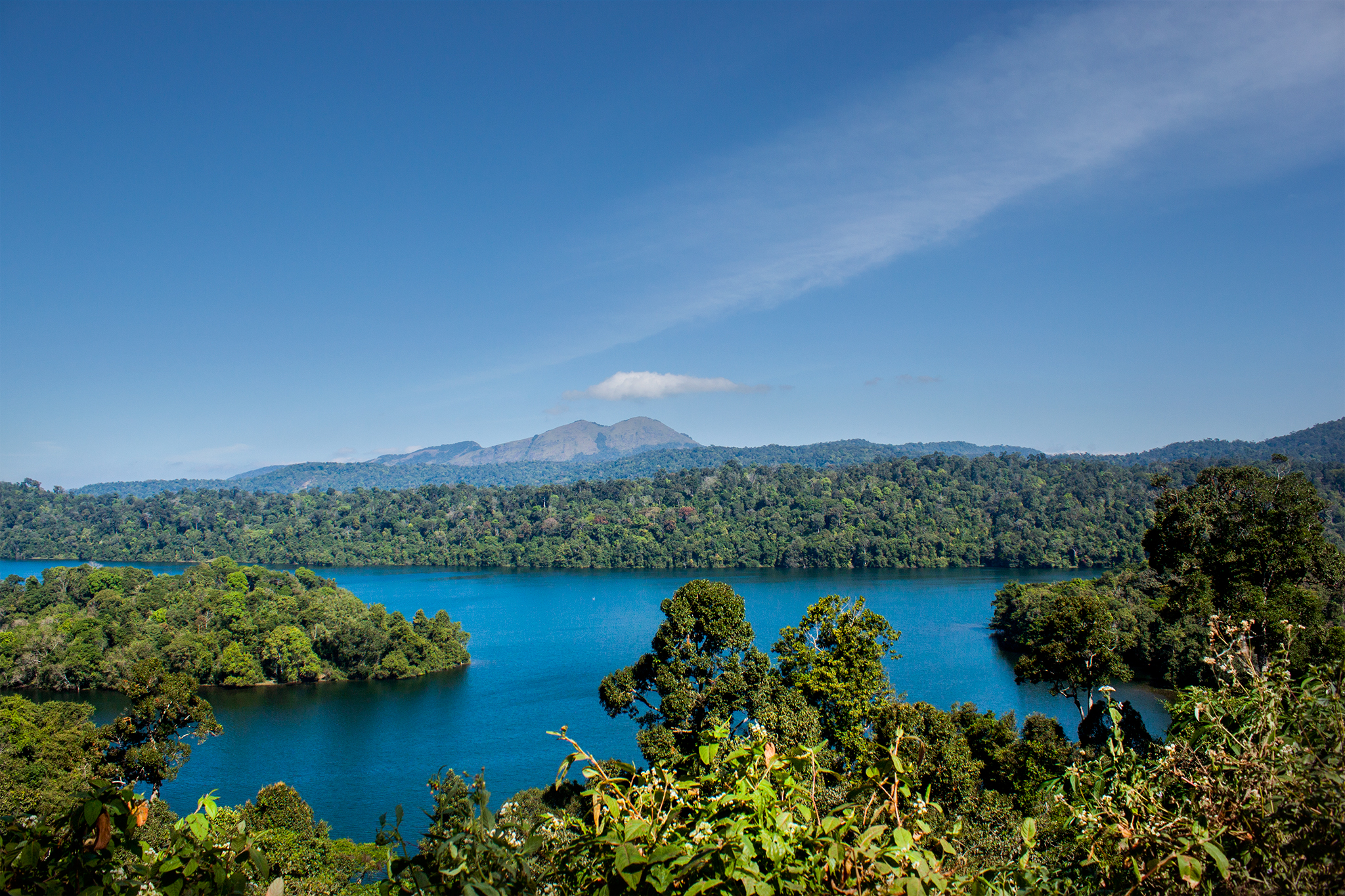
Западные Гаты
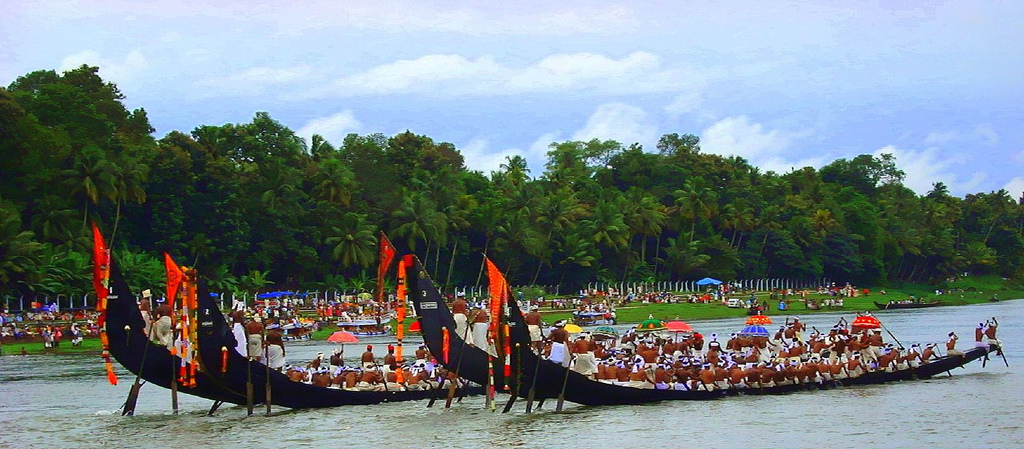
Керала
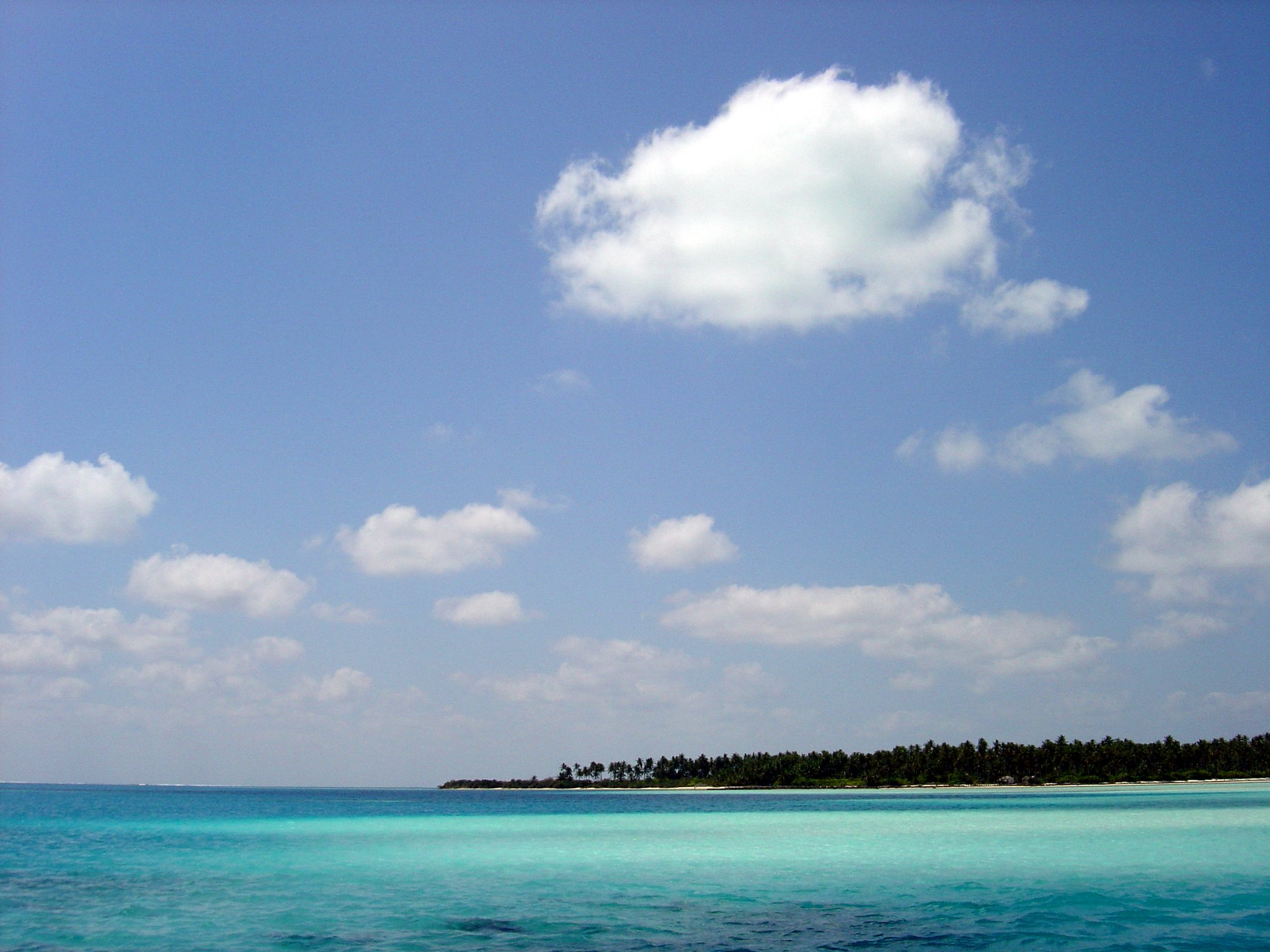
Лакшадвип
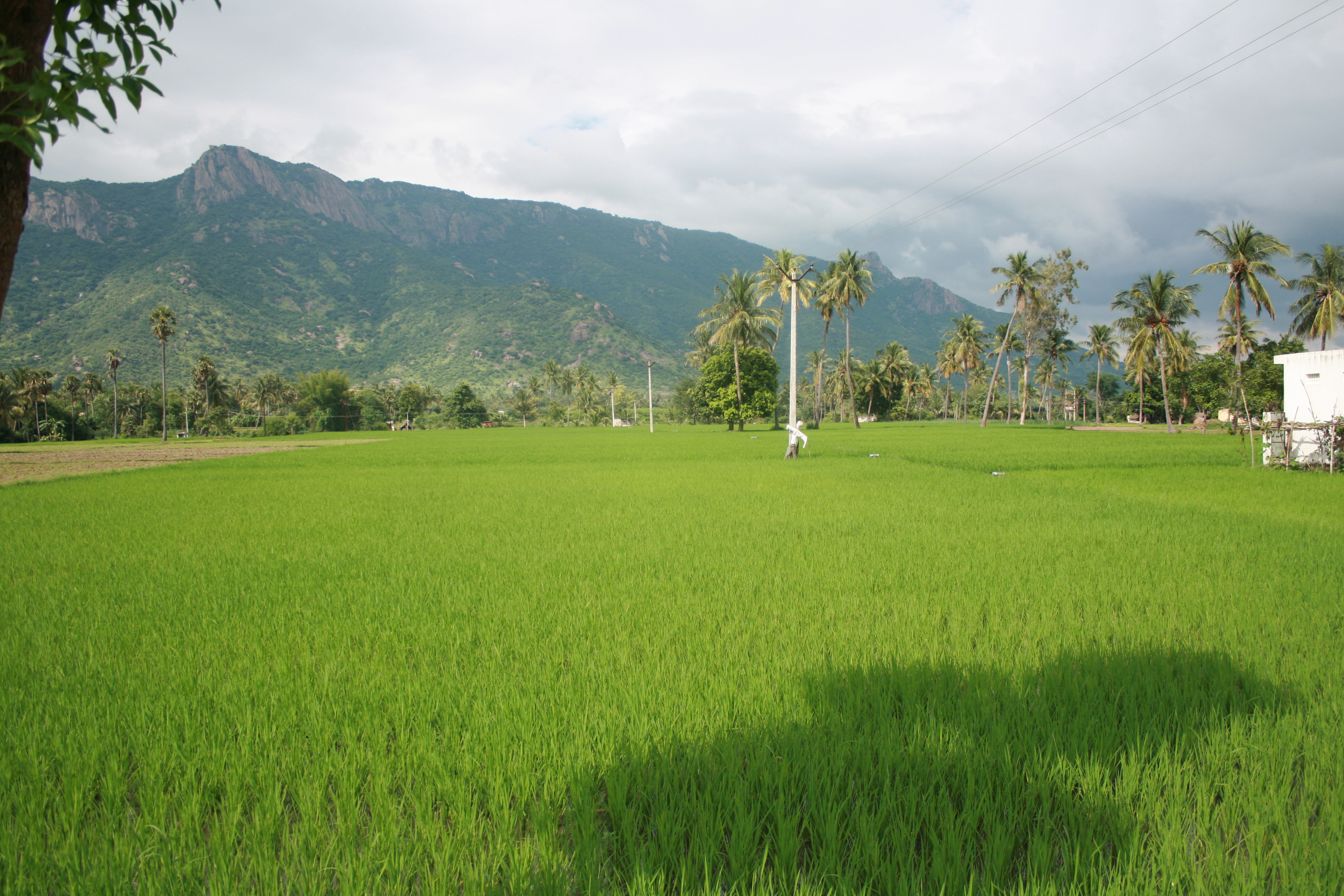
Тамилнад
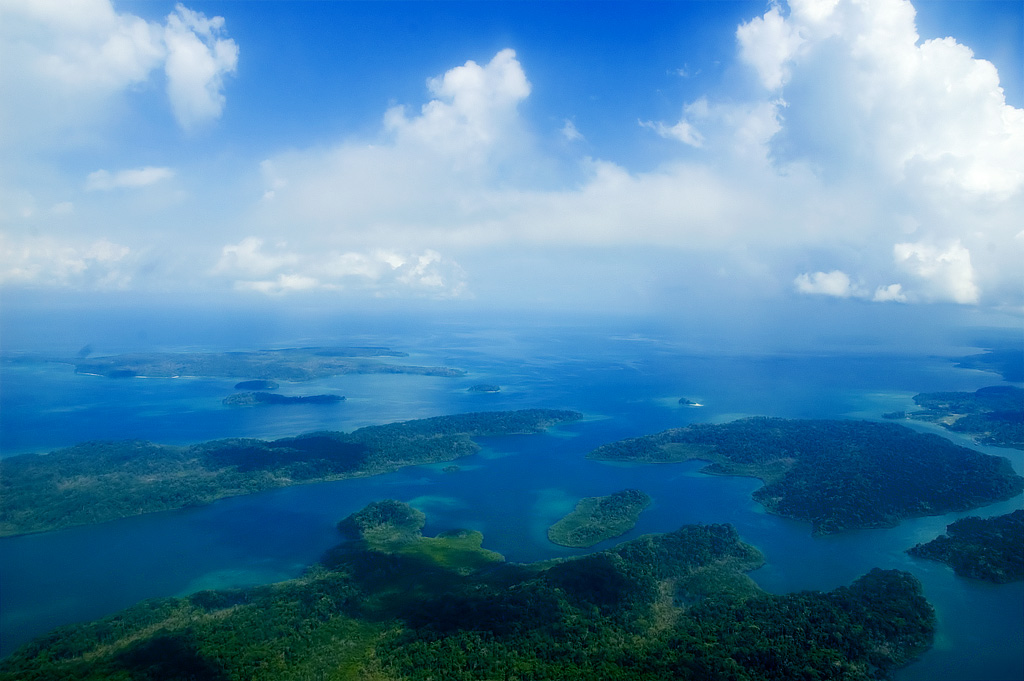
Андаманские и Никобарские острова

### Растительный и животный мир

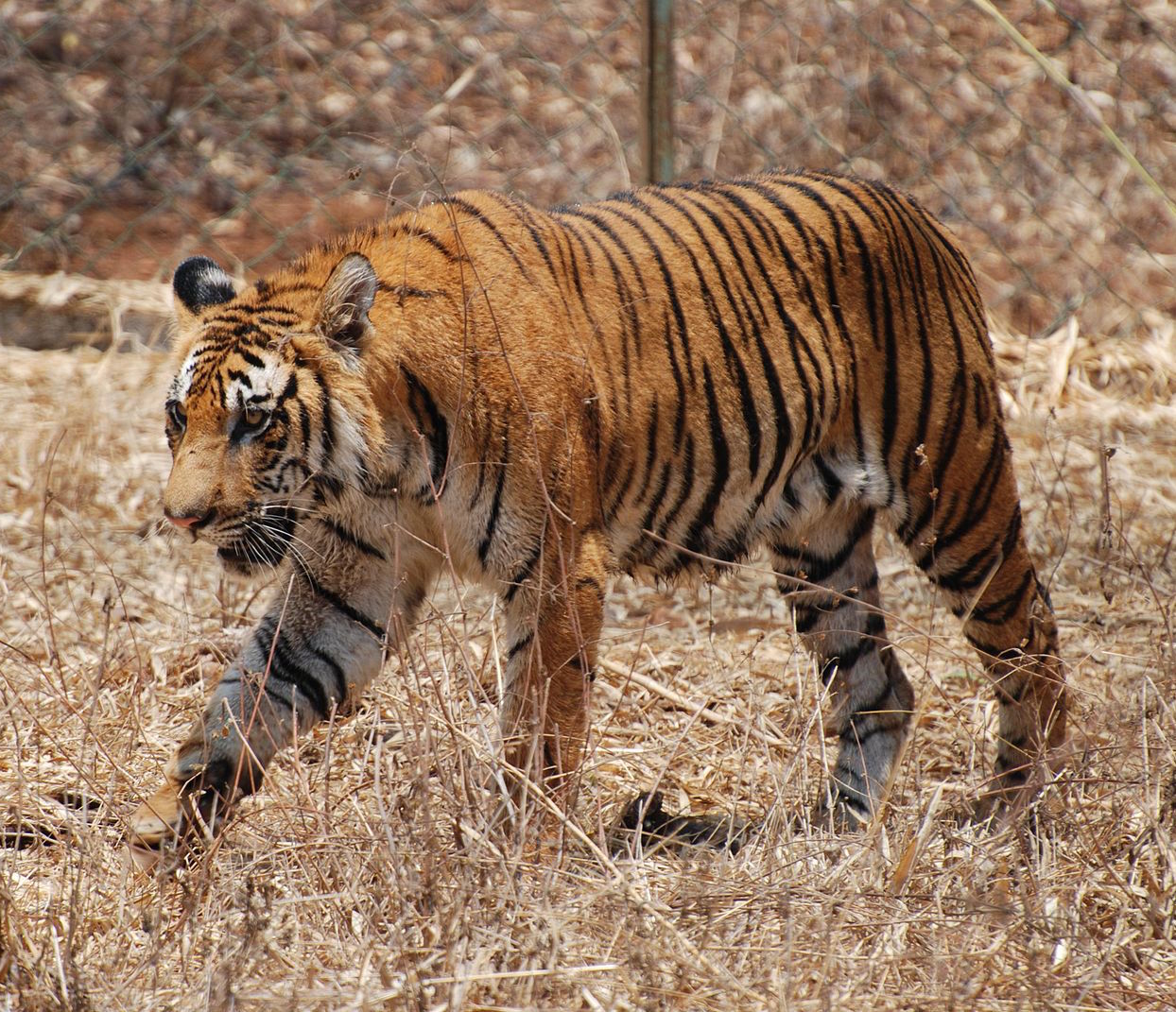
Бенгальский тигр, из-за деятельности браконьеров находящийся под угрозой вымирания

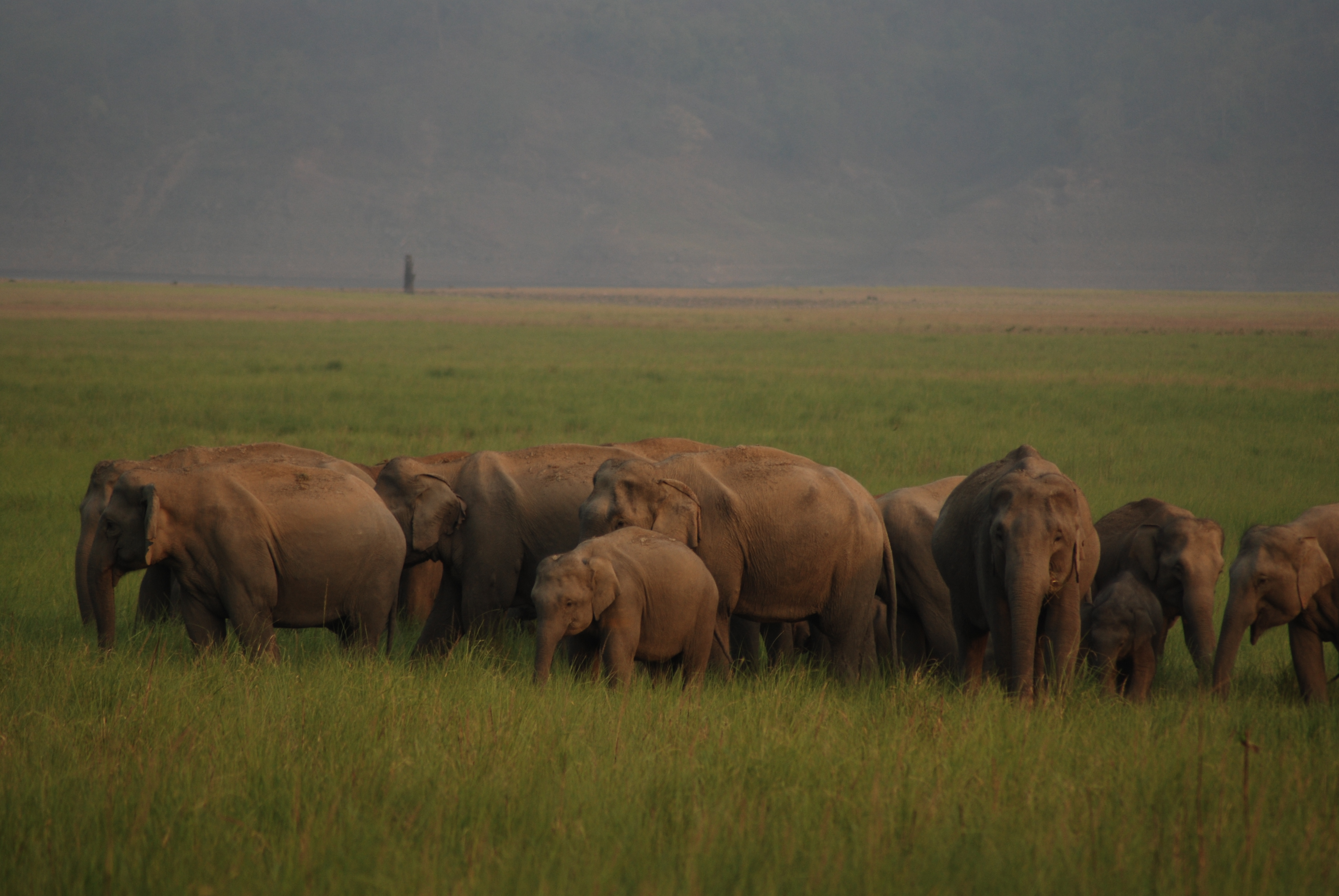
Индийский слон

Индия расположена в Индо-Малайской зоогеографической области и является одной из стран мира с наибольшим биоразнообразием. Индия — родина 7,6 % видов всех млекопитающих, 12,6 % всех птиц, 6,2 % всех пресмыкающихся, 4,4 % всех земноводных, 11,7 % всех рыб, и 6,0 % всех цветковых растений. Многие экорегионы, такие как леса шола — дождевые леса юго-западных Гат, характеризуются необыкновенно высоким уровнем эндемизма; в общей сложности, 33 % видов растений Индии являются эндемичными. За тысячелетия хозяйственного освоения Индии, естественный растительный покров на бо́льшей части её территории сохранился мало, однако, он отличается большим разнообразием: от тропических дождевых лесов Андаманских островов, Западных Гат, и Северо-восточной Индии, до хвойных лесов Гималаев. На равнинах внутренних районов Индостана преобладают вторичные саванны из акаций, молочаев, пальм, баньянов, редкостойные леса и колючие кустарники антропогенного происхождения. В горах сохранились муссонные леса из тика, сандала, бамбуков, терминалий, диптерокарповых. На северо-востоке полуострова растут листопадные смешанные леса с преобладанием сала, на наветренных склонах Западных Гат — вечнозелёные смешанные леса.
Приморская полоса восточного побережья местами заболочена. Естественный растительный покров Индо-Гангской равнины не сохранился, а её ландшафты изменяются от пустынь на западе до вечнозелёных смешанных лесов на востоке. Высотная поясность отчётливо проявляется в Гималаях и Каракоруме. От подножия Западных Гималаев вверх поднимаются тераи (до 1200 м), выше идут муссонные леса, горные сосновые леса с вечнозелёным подлеском, темнохвойные леса с участием вечнозелёных и листопадных пород, а на высоте 3000 м начинаются горные луга и степи. На востоке Гималаев влажные тропические вечнозелёные леса поднимаются до 1500 м, сменяясь выше горными субтропическими лесами, темнохвойными лесами и горными лугами.
К основным деревьям Индии принадлежит ниим, широко используемый в аюрведических медицинских препаратах. По легенде, под священным баньяновым деревом (см. Дерево Бодхи), изображение которого были обнаружены на печатях в Мохенджо-Даро, Будда Гаутама достиг просветления после многолетней медитации в Бодх-Гае.

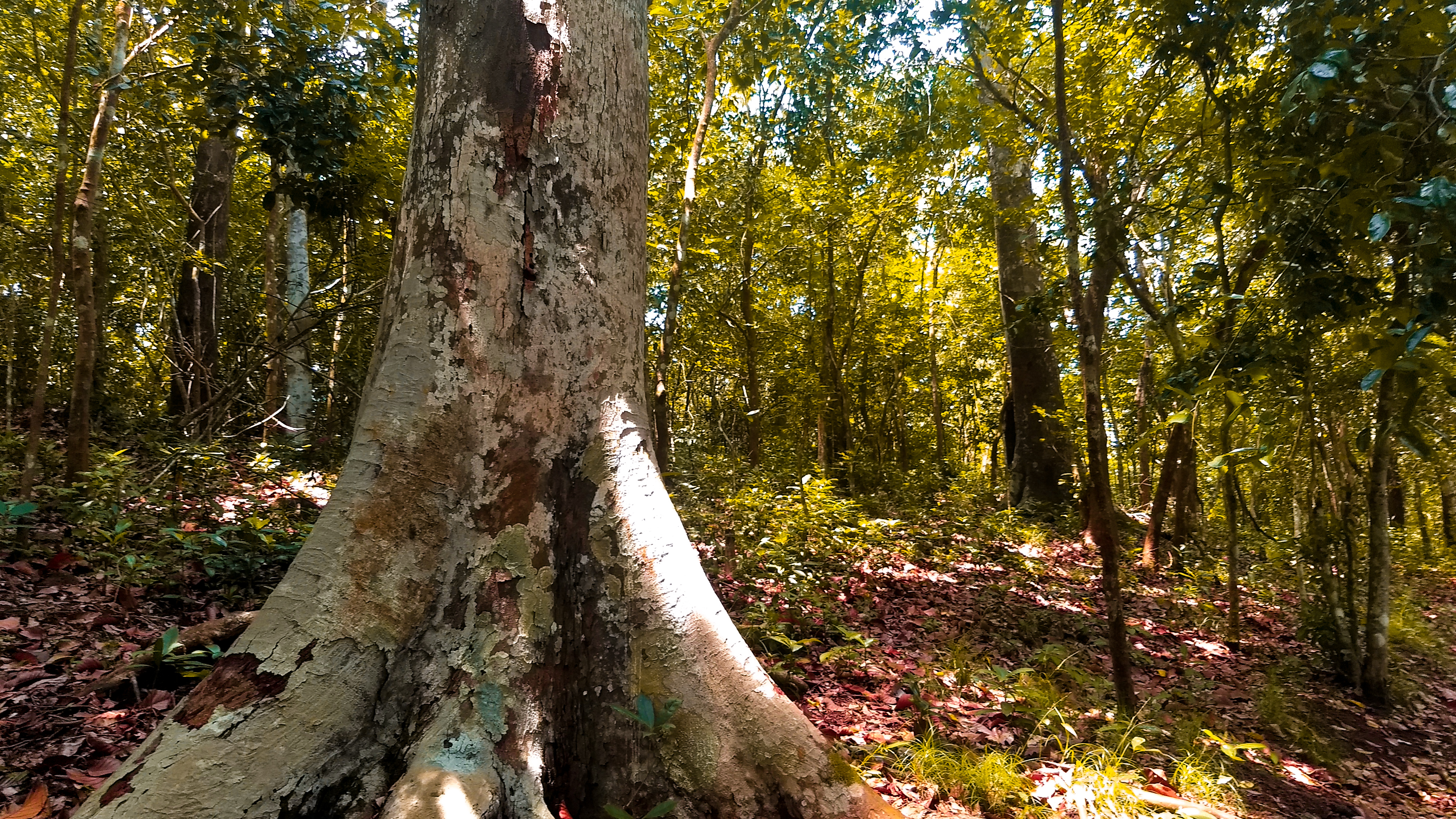
Лиственный лес в Индии

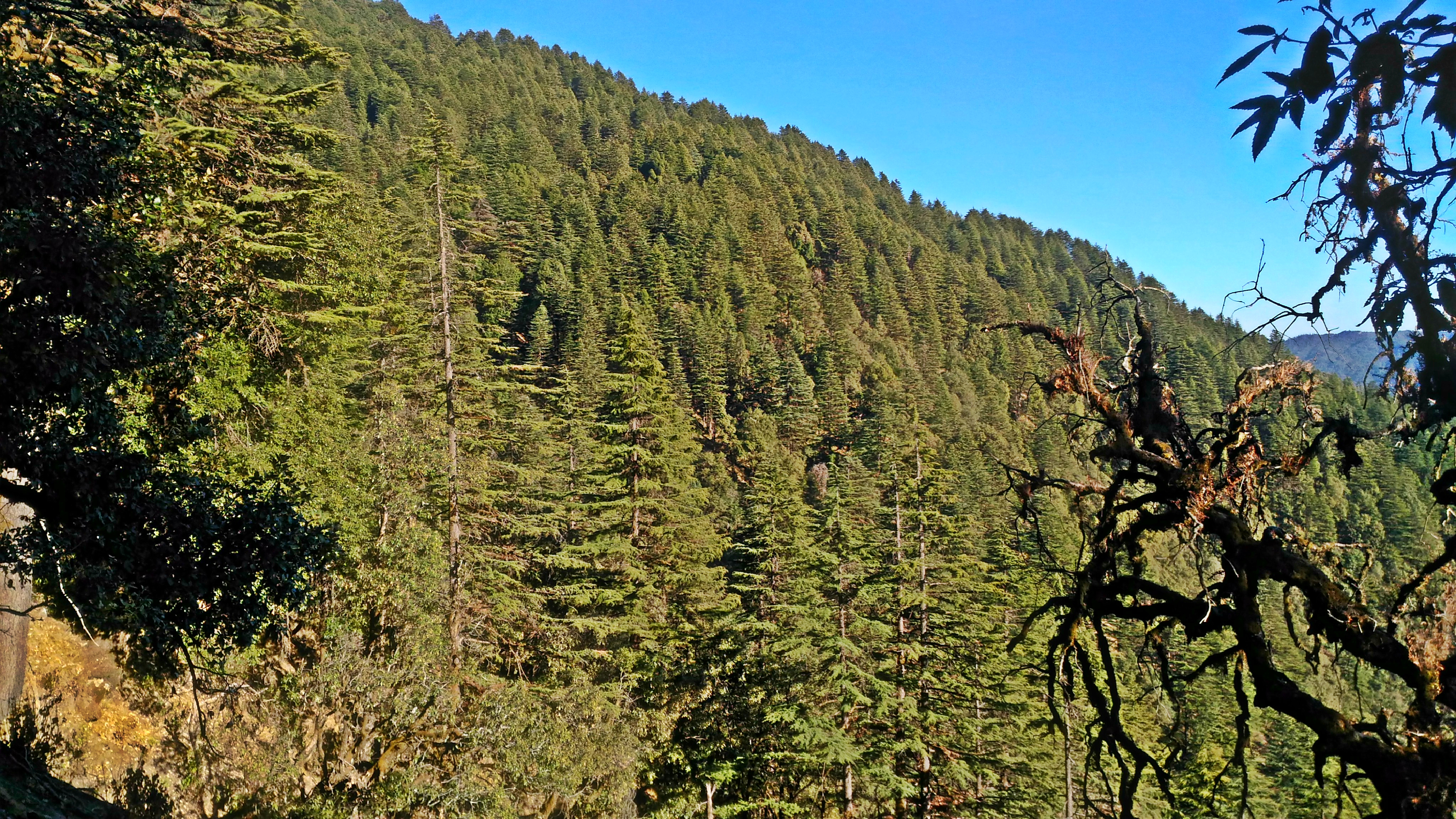
Лес в предгорье Гималаев

Многие индийские виды являются потомками таксона, появившегося на суперконтиненте Гондвана, частью которого когда-то являлся индийский субконтинент. Последующее движение полуострова Индостан и его столкновение с Лавразией привели к массовому смешению видов. Однако, вулканическая активность и климатические перемены, произошедшие 20 млн лет назад, послужили причиной вымирания многих эндемических индийских видов. Вскоре после этого в Индии появились млекопитающие, пришедшие из Азии через два зоогеографических прохода с обеих сторон зарождавшихся Гималаев. Как следствие этого, среди индийских видов, только 12,6 % млекопитающих и 4,5 % птиц являются эндемичными, в сравнении с 45,8 % пресмыкающимися и 55,8 % земноводными. Наиболее замечательные эндемики, это лангур Нилгири и коричневая керальская жаба, обитающие в Западных Гатах. В Индии существует 172 вида, которые находятся в списке видов под угрозой вымирания Всемирного союза охраны природы, что составляет 2,9 % от общего числа видов в списке. К ним принадлежит азиатский лев, бенгальский тигр, а также бенгальский сип, который чуть не вымер из-за поедания разлагающейся плоти крупного рогатого скота, для лечения которого использовался диклофенак.
Высокая плотность населения Индии и преобразование естественных ландшафтов привели к обеднению животного мира страны. За последние десятилетия, расширение хозяйственной деятельности людей представило угрозу дикому миру страны. В ответ на это был создан ряд национальных парков и заповедников, первый из которых появился в 1935 году. В 1972 году в Индии были приняты «Закон о защите дикой природы» и проект «Тигр» с целью сохранения и защиты его местообитания; вдобавок к этому, в 1980 году был принят «Закон о сохранении лесов». В настоящее время в Индии существует более 500 национальных парков и заповедников, в том числе 13 биосферных заповедников, четыре из них являются частью Всемирной сети биосферных заповедников ЮНЕСКО; 25 водно-болотных угодий были официально зарегистрированы как объекты охраняемые положениями Рамсарской конвенции.

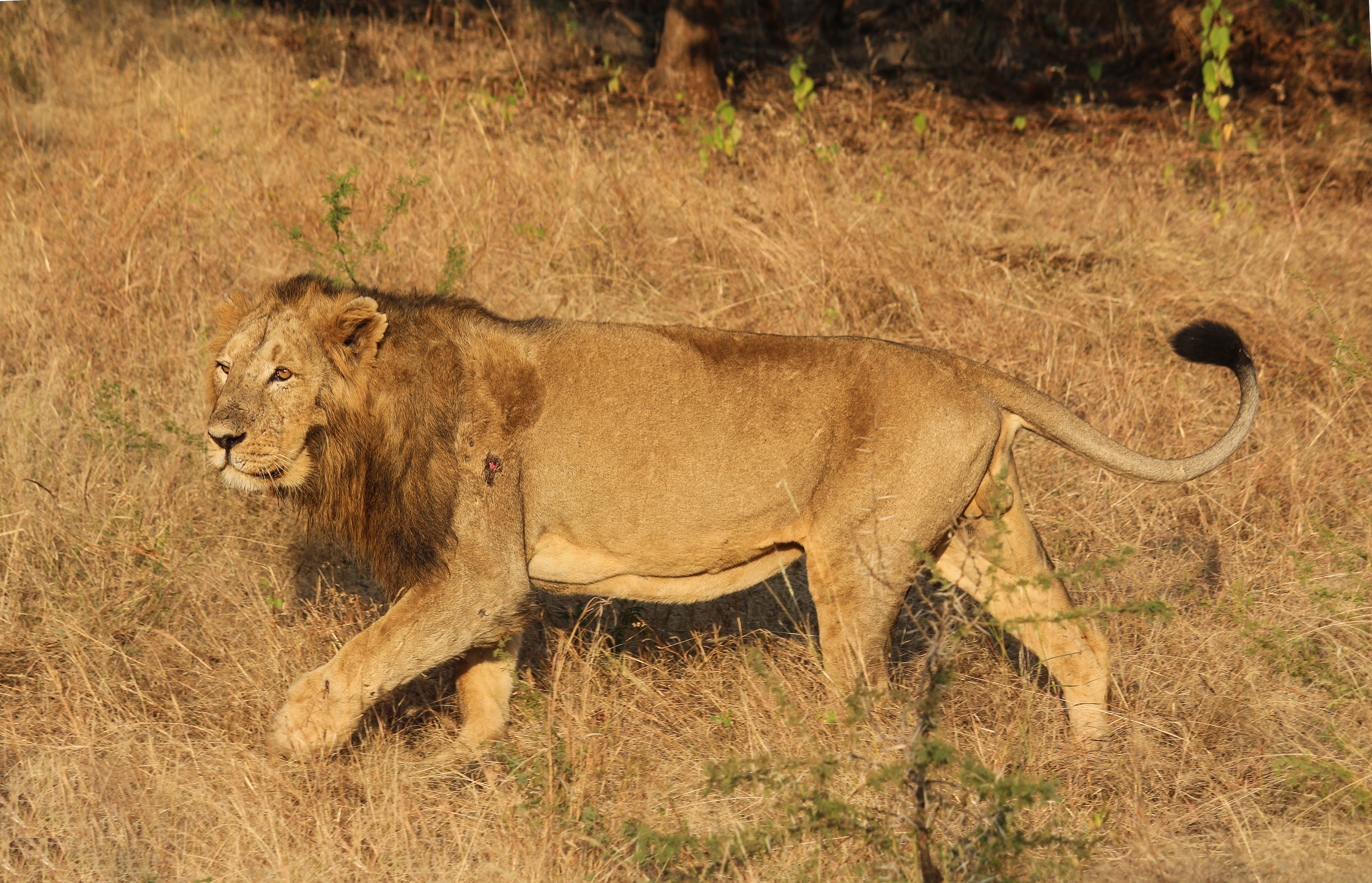
Азиатский лев
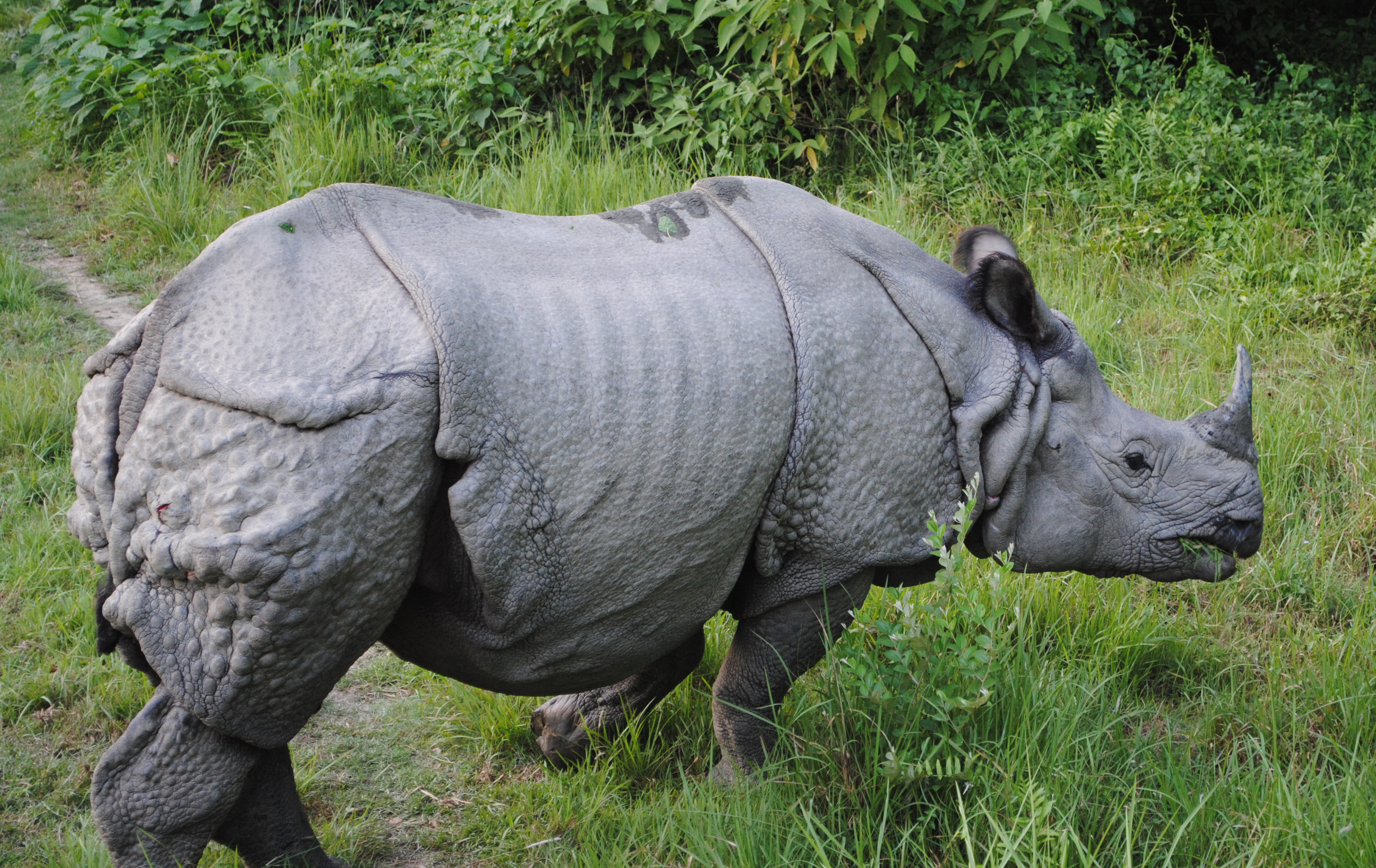
Индийский носорог
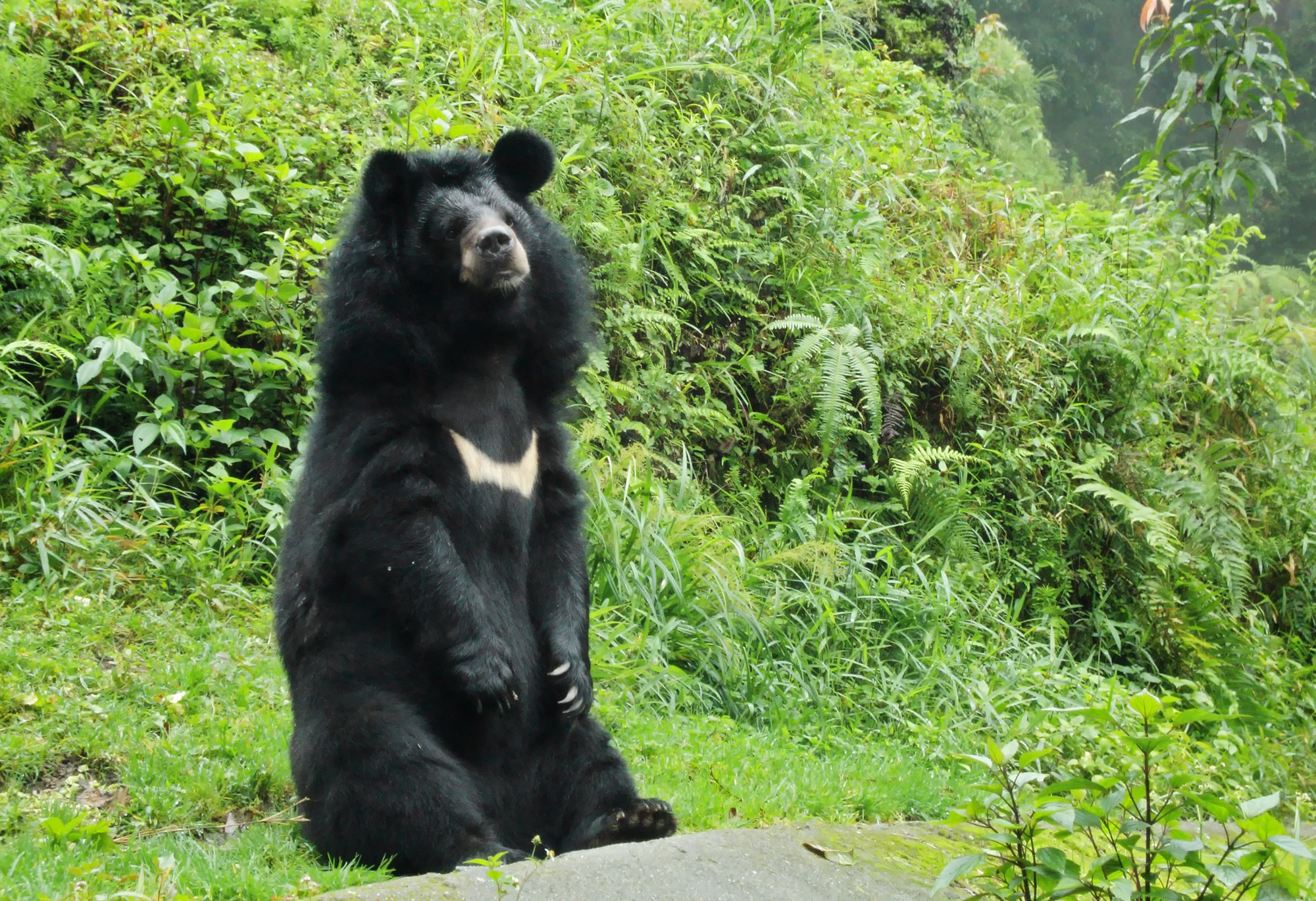
Гималайский медведь
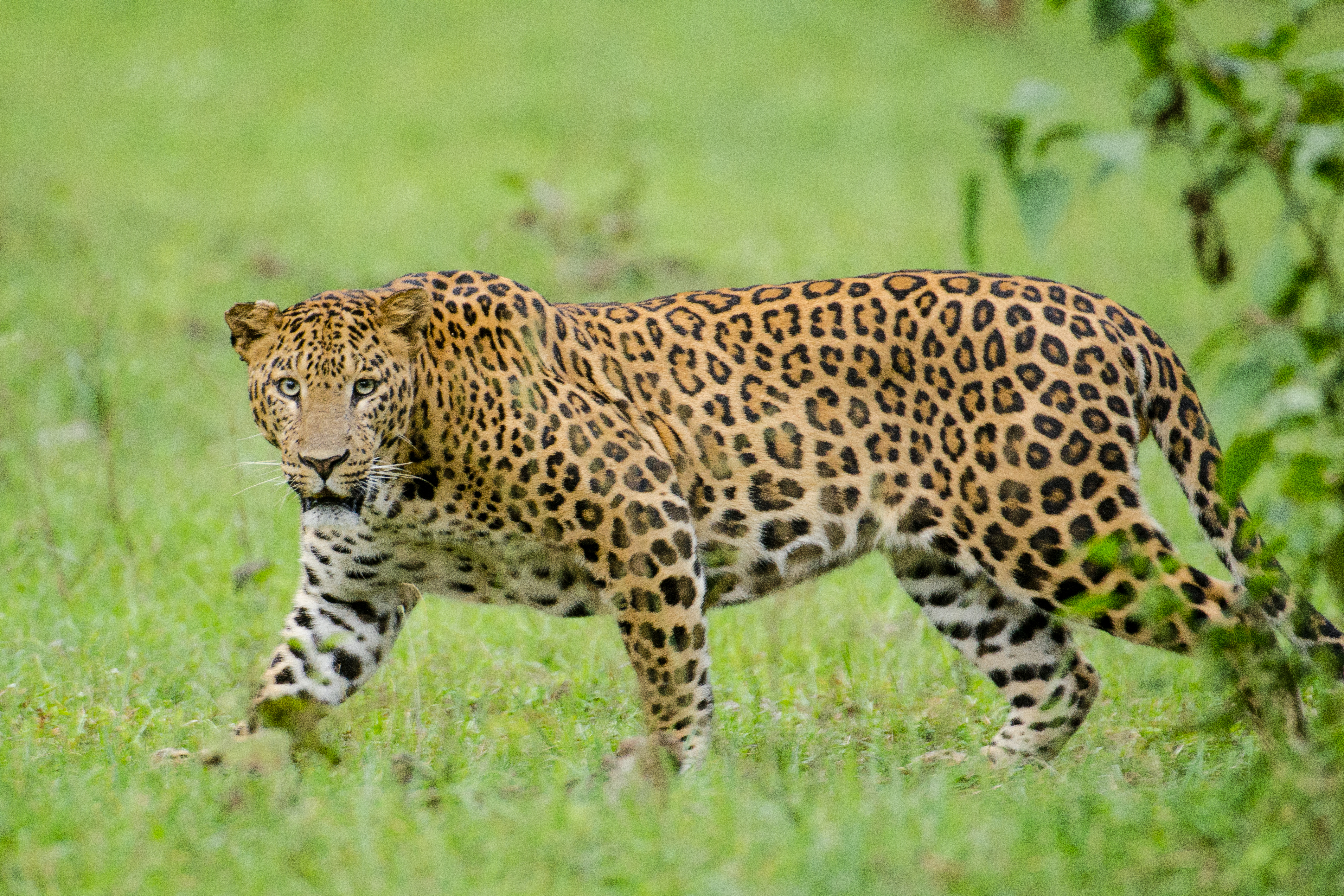
Индийский леопард

### Геология

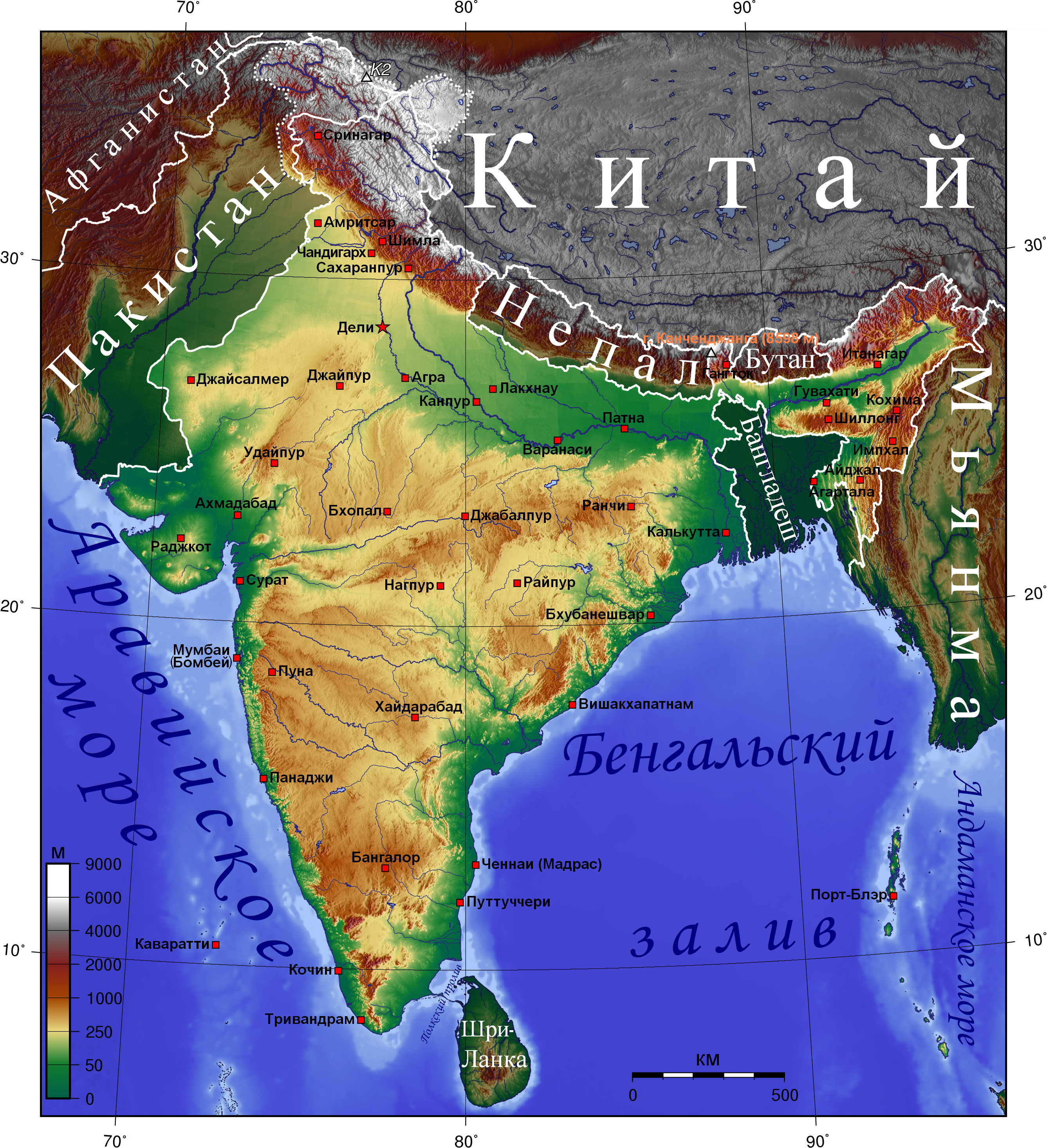
Рельеф Индии

Бо́льшая часть Индии расположена в пределах докембрийской Индостанской плиты, которая слагает одноимённый полуостров и прилегающую к нему с севера Индо-Гангскую равнину и является частью Австралийской плиты.
Определяющие геологические процессы Индии начались 75 млн лет назад, когда индийский субконтинент, в то время являвшийся частью южного суперконтинента Гондваны, начал дрейфовать в северо-западном направлении через Индийский океан (тогда ещё так не называвшийся) — процесс, который продолжался около 50 млн лет. Последовавшее за этим столкновение субконтинента с Евразийской плитой и его субдукция под ней привели к появлению Гималаев, — самых высоких гор планеты, которые в настоящее время окружают Индию с севера и северо-востока. На бывшем морском дне, непосредственно к югу от появившихся Гималаев, в результате движения плит образовался огромный прогиб, который постепенно заполнился аллювием и превратился в современную Индо-Гангскую равнину. К западу от этой равнины, отделённая от неё горным хребтом Аравали, простирается пустыня Тар. Изначальная Индостанская плита сохранилась до наших дней как полуостров Индостан, древнейшая и геологически наиболее устойчивая часть Индии, простирающаяся на север до горных хребтов Сатпура и Виндхья в центральной Индии. Эти параллельные горные хребты пролегают от побережья Аравийского моря в Гуджарате на западе до богатого каменным углём плоскогорья Чхота Нагпур в Джаркханде на востоке. Внутреннюю часть полуострова Индостан занимает плоскогорье Декан, разбитое сбросами на низкие и средневысотные горы со сглаженными вершинами и обширные плоские или волнистые плато, над которыми возвышаются холмы и столовые горы с обрывистыми склонами. К западу и востоку плоскогорье Декан повышается, образуя, соответственно, Западные и Восточные Гаты. Обращённые к морю склоны Гат — крутые, а обращённые к Декану — пологие, прорезанные речными долинами. На плоскогорье Декан расположены древнейшие горные образования Индии, некоторые возрастом более 1 млрд лет. Декан богат месторождениями железных, медных, марганцевых, вольфрамовых руд, бокситов, хромитов, слюды, золота, алмазов, редких и драгоценных камней, а также каменного угля, нефти и газа.
Индия расположена к северу от экватора между 6°44' и 35°30' северной широты и 68°7' и 97°25' восточной долготы
Длина береговой линии составляет 7517 км, из которых, 5423 км принадлежат континентальной Индии, и 2094 км — Андаманским, Никобарским и Лаккадивским островам. Побережье континентальной Индии имеет следующий характер: 43 % — песчаные пляжи, 11 % — каменистый и скалистый берег, 46 % — ватты или болотистый берег. Слабо расчленённые, низкие, песчаные берега почти не имеют удобных естественных гаваней, поэтому крупные порты расположены либо в устьях рек (Калькутта), либо устроены искусственно (Ченнай). Юг западного побережья Индостана называется Малабарским берегом, юг восточного побережья — Коромандельским берегом.
По территории Индии Гималаи протягиваются дугой с севера на северо-восток страны, являясь естественной границей с Китаем на трёх участках, прерываемых Непалом и Бутаном, между которыми, в штате Сикким, расположена высочайшая вершина Индии гора Канченджунга. Каракорум расположен на крайнем севере Индии в Ладакхе, в основном в той части Кашмира, которую удерживает Пакистан. В северо-восточном аппендиксе Индии расположены средневысотные Ассамо-Бирманские горы и плато Шиллонг.

## История

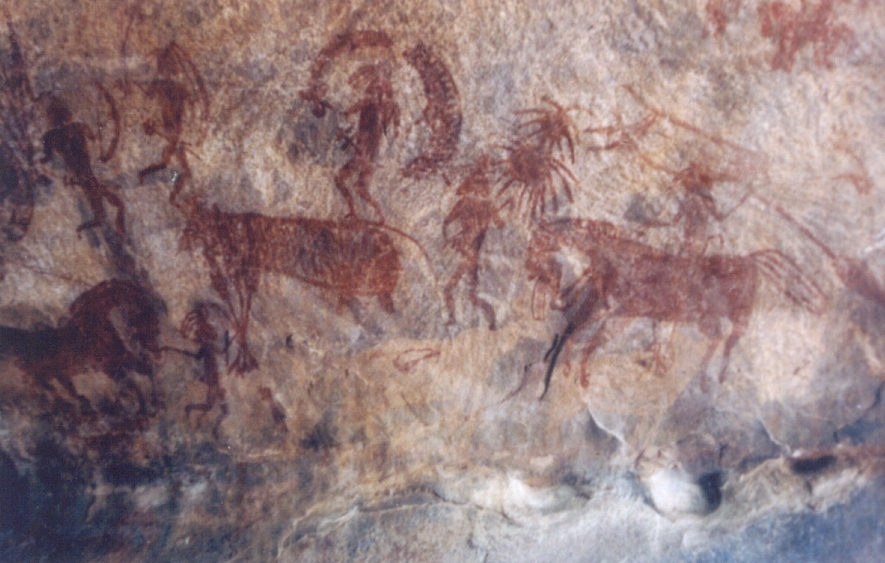
Наскальные рисунки в Бхимбетке

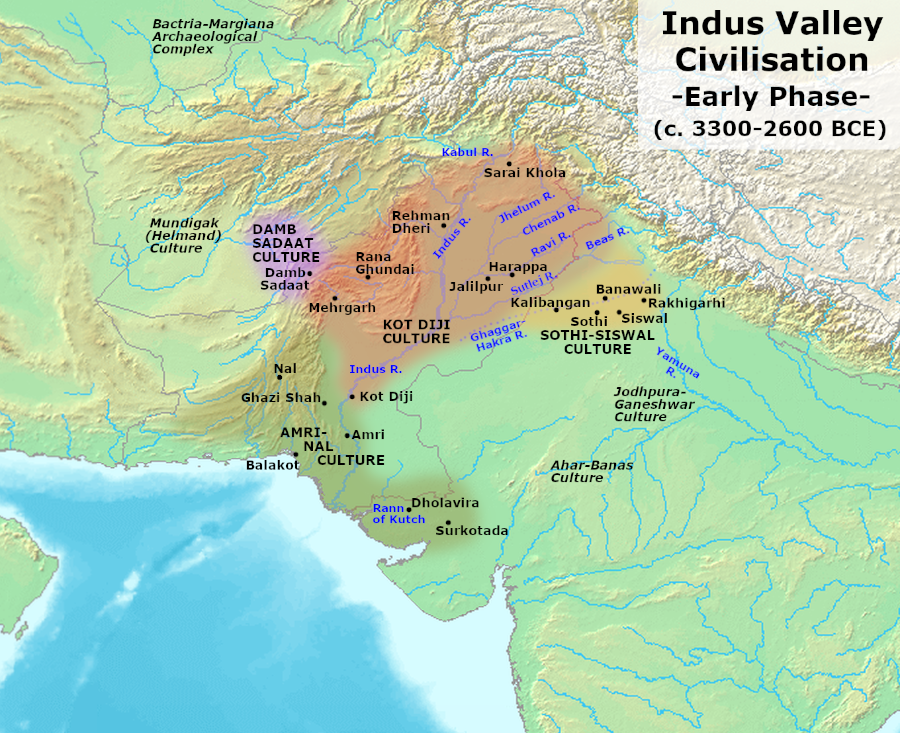
Период ранней хараппской цивилизации с 3300 по 2600 до н. э.

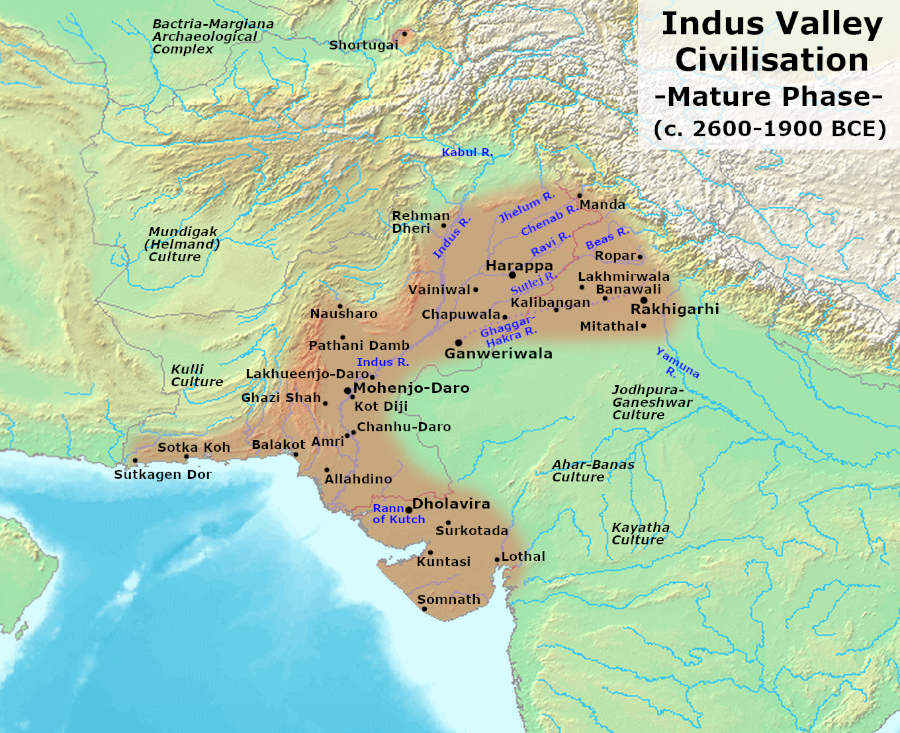
Период развитой хараппской цивилизации с 2600 по 1900 до н. э.

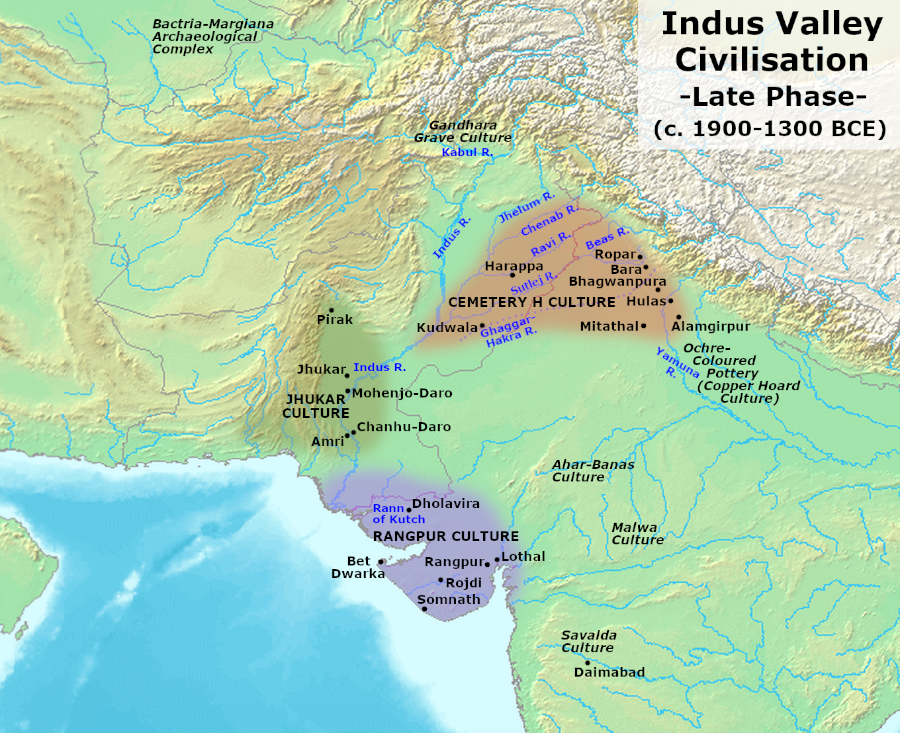
Период поздней хараппской цивилизации с 1900 по 1300 до н. э.

### Каменный век
Остатки человека прямоходящего, обнаруженные в Хатноре в долине Нармады, указывают на то, что Индия была обитаема по крайней мере начиная с эпохи среднего плейстоцена, приблизительно 200 000—500 000 лет назад. Эпоха мезолита началась на Индийском субконтиненте примерно 30 000 лет назад и продолжалась около 25 000 лет. Первые известные постоянные поселения возникли 9000 лет назад в Бхимбетке, в штате Мадхья-Прадеш. Самые ранние следы культуры неолита, согласно радиоуглеродному анализу относящиеся к середине VIII тысячелетия до н. э., были найдены на дне Камбейского залива в штате Гуджарат. Свидетельства неолитической культуры, которые датируются VII тысячелетием до н. э., были также обнаружены на стоянке в Мергархе в современной пакистанской провинции Балочистан. Археологические культуры позднего неолита расцвели в долине реки Инд в период с 6000 по 2000 года до н. э. и в Южной Индии — между 2800 и 1200 годами до н. э. Исторически в регионе располагались некоторые из древнейших поселений Южной Азии и её крупнейшие цивилизации.
Древнейшим местом археологических раскопок, относящимся к древнепалеолитическому периоду, является долина реки Соан в Пакистане. Первые деревенские поселения появились в эпоху неолита в Мергархе, а первые города региона — в долине реки Инд, основными из них являются Мохенджо-Даро и Хараппа.

### Бронзовый век
Бронзовый век начался на индийском субконтиненте около 3300 года до н. э. с появлением цивилизации долины реки Инд. Характерной особенностью этого периода является широкое развитие металлургии, с выплавкой меди, бронзы, свинца и олова. Расцвет Индской цивилизации пришёлся на период с 2600 по 1900 года до н. э. В это время на индийском субконтиненте появились города и началось монументальное строительство. Эта древняя цивилизация образовалась в долине реки Инд, распространившись в долину реки Гхаггар-Хакра (отождествляемую большинством учёных с ведийской рекой Сарасвати), междуречье Ганги и Ямуны, Гуджарат и северный Афганистан.
Отличительными особенностями Индской цивилизации являются города, построенные из кирпича, высокоразвитая канализационная система и многоэтажные дома. Крупнейшими городскими центрами были Хараппа и Мохенджо-Даро, а также Дхолавира, Ганверивал, Лотхал, Калибанган и Ракхигархи. В результате высыхания реки Сарасвати и изменения русла реки Инд произошли крупные геологические и климатические изменения, которые привели к исчезновению лесов и опустыниванию региона. Эти факторы послужили причиной упадка и исчезновения Индской цивилизации.

### Железный век

#### Ведийская цивилизация

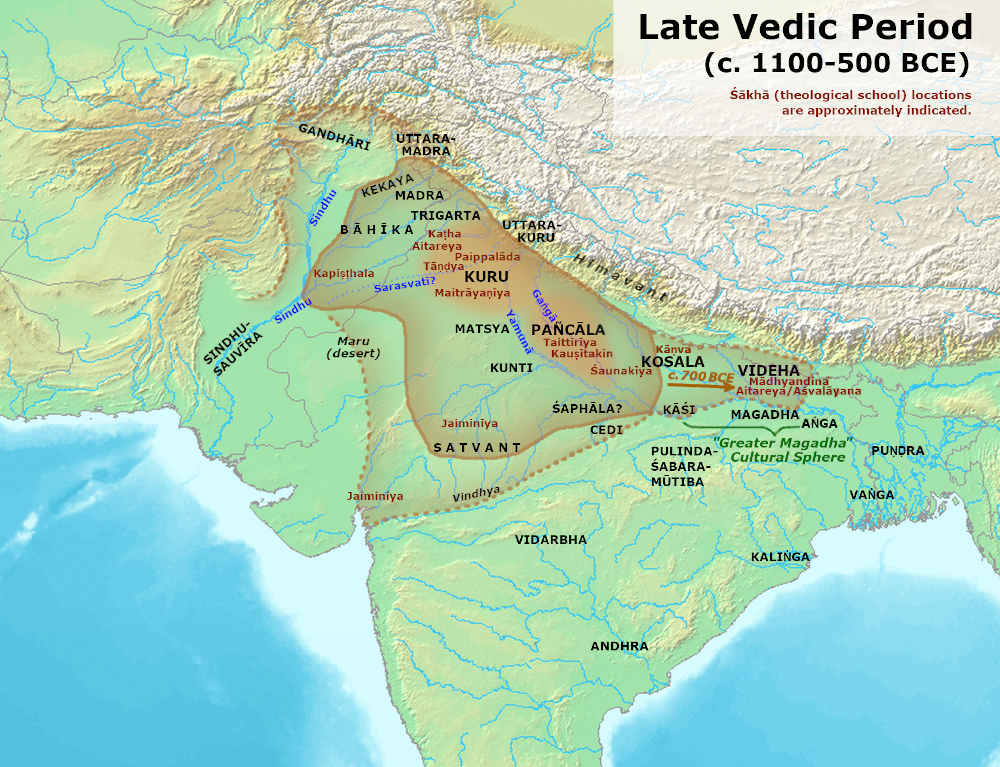
Карта ведической цивилизации с 1100 по 500 до н. э.

Ведийская культура — это индо-арийская культура, ассоциируемая с Ведами — священными писаниями индуизма, составленными на ведийском санскрите. По принятому в науке мнению, ведийская цивилизация существовала в период с середины II до середины I тысячелетия до н. э., что оспаривается некоторыми индийскими историками и западными учёными, которые относят начало ведийского периода к IV тысячелетию до н. э. и ассоциируют Индскую цивилизацию с ведийской. Именно в ведийский период сформировались основы индийской культуры и религии. Первые 500 лет ведийского периода (1500—1000 года до н. э.) соответствуют бронзовому веку Индии, а последующие 500 лет (1000—500 года до н. э.) — железному веку.
В XIX веке европейские колонизаторы Индии выдвинули теорию «арийского завоевания», согласно которой в начале II тысячелетия до н. э. индийский субконтинент подвергся массовому единовременному вторжению кочевых племён ариев, которые принесли с собой ведийскую культуру. Однако последующие археологические находки и лингвистические исследования опровергли эту гипотезу. Вместо неё учёные выдвинули различные гипотезы «индоарийских миграций». Согласно защитникам этих теорий, индо-арийские племена переселились в северо-западные регионы индийского субконтинента в начале II тысячелетия до н. э. и ассимилировались с коренным населением, передав им свой язык и ведийскую культуру. Другого мнения придерживаются сторонники теории исхода из Индии, которые утверждают, что арии изначально были коренным населением индийского субконтинента и позднее расселились за его пределы в результате ряда миграций.
После того как во II тысячелетии до н. э. Хараппская урбаническая цивилизация пришла в упадок, ей на смену пришло общество, в основном состоявшее из больших пастушеских кланов. Постепенно, всё более важную роль стало играть земледелие, а в организационной структуре общества — кастовое деление. К X веку до н. э. в Северо-Западной Индии начался железный век. К этому периоду учёные относят составление «Атхарва-веды», — первого древнеиндийского текста, в котором упоминается железо. Считается, что в этот поздний ведийский период произошёл переход от преобладавшей ранее системы пастушеских племён к установлению множества маленьких княжеств, называемых Махаджанапады. Именно этим периодом учёные датируют памятники древнеиндийской эпической поэзии — «Махабхарату» и «Рамаяну».

#### Махаджанапады

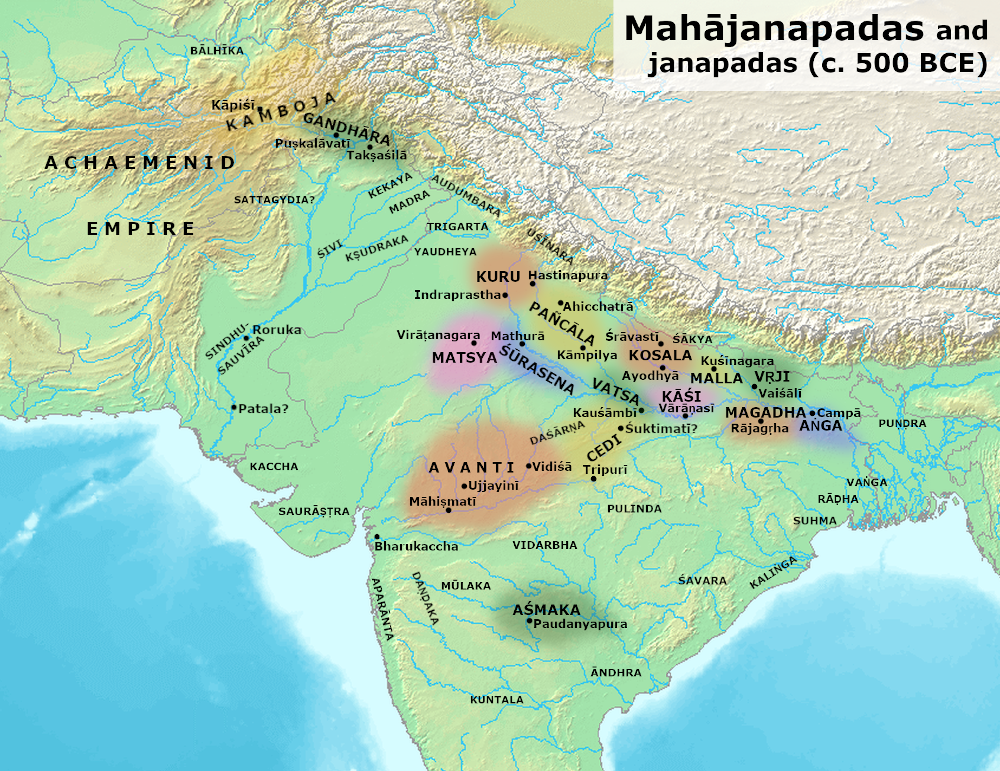
Махаджанапады около 500 года до н. э.

К концу ведийского периода на индийском субконтиненте появился ряд маленьких царств и городов-государств, многие из которых упоминаются в ведийской и раннебуддийской литературе, датируемой периодом после X века до н. э.
В это время множество городов-государств назывались джанападами. Республики и племена с размытой политической структурой и малым уровнем социального расслоения составляли большую часть джанапады; они назывались гана-сангхами. Согласно брахманской теории, общество времён Будды, по всей видимости, не имело кастовой системы, являясь слабо структурированным. Там не существовало полноценной монархии, скорее всего оно было похоже на олигархию или же на некоторую форму республики.
К V веку до н. э. образовалось 16 царств или «республик», известных как Махаджанапады — Каши, Кошала, Анга, Магадха, Вриджи, Малла, Чеди, Ватса, Куру, Панчала, Матсья, Шурасена, Ассака, Аванти, Гандхара и Камбоджи. Они раскинулись по Индо-Гангской равнине от современного Афганистана до Махараштры и Бенгалии. В это время начался второй крупный период урбанизации после Индской цивилизации. На остальной части субконтинента, по всей видимости, существовало множество других маленьких государственных образований, о которых известно по упоминаниям в литературе. В одних из них царская власть передавалась по наследству, а в других подданные сами выбирали своих правителей. Основным языком образованных людей в то время являлся санскрит, а простое население Северной Индии общалось на различных местных диалектах, так называемом пракрите. К V веку до н. э., то есть ко времени рождения Будды, многие из 16 царств объединились и образовали четыре более крупных государства. Это были Ватса, Аванти, Кошала и Магадха.
Основными религиозными практиками того времени были сложные ведийские ритуалы, проводимые брахманами. Принято считать, что именно в этот период с VII по V век до н. э. были записаны Упанишады — поздние ведийские религиозно-философские тексты. Упанишады оказали огромное влияние на формирование индийской философии, и, появившись примерно в одно время с буддизмом и джайнизмом, ознаменовали собой золотой век мысли этого периода. В 537 году до н. э. Сиддхарта Гаутама достиг «просветления», и стал известен как Будда — «пробудившийся». Примерно в то же самое время, Махавира (24-й Тиртханкара джайнов) проповедовал близкое буддизму учение, позднее ставшее джайнизмом. В доктринах буддизма и джайнизма акцентировался аскетизм и распространялись они на языке пракрите, что позволило этим вероучениям приобрести большое количество приверженцев среди народных масс. Они оказали огромное влияние на практики индийских религиозных традиций, связанные с вегетарианством, запретом на убийство животных и ахимсой.
В то время как географическое влияние джайнизма ограничилось Индией, буддийские монахи распространили учение Будды в Тибет, Шри-Ланку, Центральную, Восточную и Юго-Восточную Азию.

### Персидское и греческое вторжения

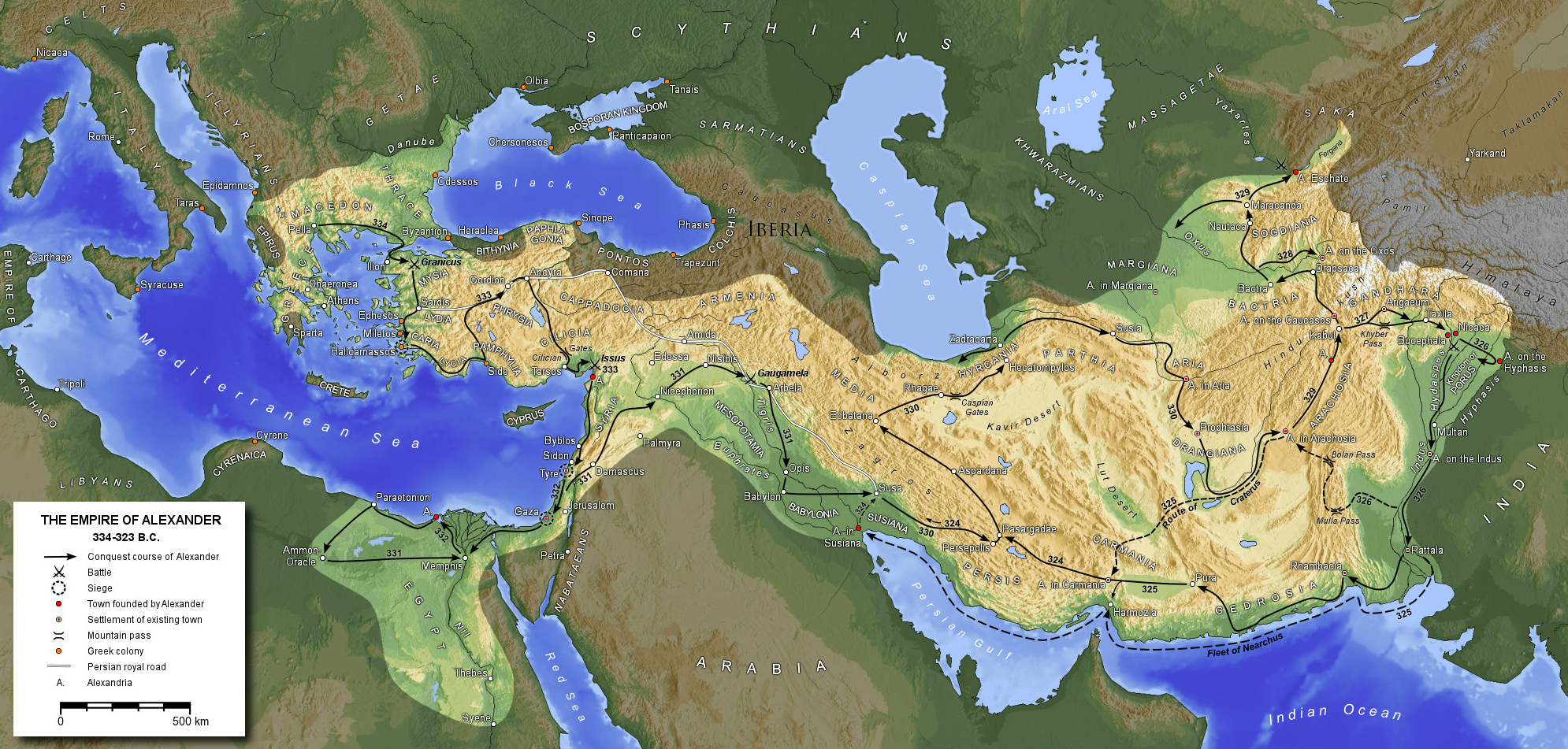
Завоевания Александра Македонского

Около 520 года до н. э., во время правления персидского царя Дария I, северо-западная часть индийского субконтинента (современные восточный Афганистан и Пакистан) была завоёвана персидской империей Ахеменидов и оставалась подвластной ей в течение двух последующих столетий. В 334 году до н. э. Александр Македонский, завоевав Малую Азию и империю Ахеменидов, достиг северо-западных границ индийского субконтинента. Там он одержал победу над царём Пором в Битве на Гидаспе и завоевал большую часть Пенджаба. Тем не менее войска Александра отказались следовать на ту сторону реки Биас к месту, где в настоящее время расположен город Джаландхар. Оставив многих македонских солдат-ветеранов в завоёванных регионах, Александр ушёл со своей армией на юго-запад.

### Империя Магадха
Среди шестнадцати Махаджанапад, наиболее значительной была империя Магадха, которой, на протяжении её истории, правили различные династии. Основана она была династией Харьянка в 684 году до н. э. Её столицей был город Радажгриха, позднее — Паталипутра. Затем к власти пришла династия Шайшунага, которую в 424 году до н. э. сменила династия Нанда.

### Династия Маурьев

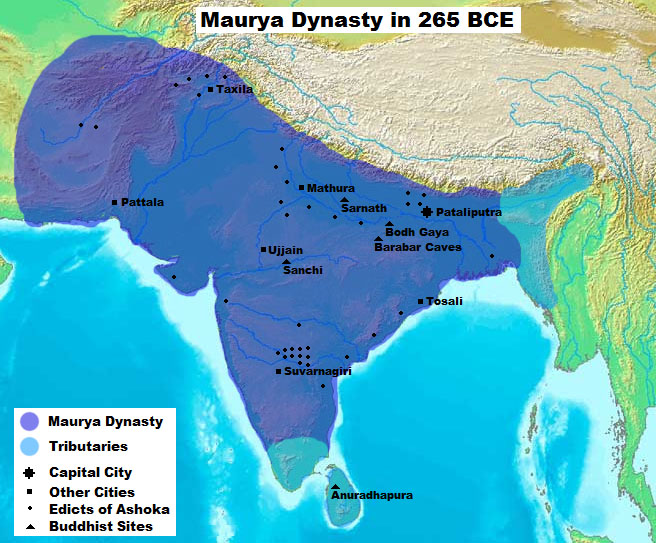
Карта, на которой синим цветом показана территория империи Маурьев в период наивысшего расцвета. Голубым цветом отмечены союзнические царства

В 321 году до н. э. Чандрагупта Маурья в сотрудничестве с Чанакьей основал династию Маурьев, одержав победу над царём династии Нанда — Дхану Нанду. В период правления Маурьев бо́льшая часть индийского субконтинента объединилась в одно государство. Империя Маурьев под управлением Чандрагупты не только завоевала практически весь полуостров Индостан, но и расширила свои границы в Персию и Среднюю Азию. Чандрагупта также внёс значительный вклад в распространение джайнизма в Южной Индии.
Чандрагупту сменил на престоле его сын Биндусара, при котором произошло дальнейшее расширение границ империи за счёт завоевания царства Калинга на востоке и других царств на крайнем юге полуострова Индостан.
Биндусару сменил его сын Ашока, который в первые годы своего правления предпринял попытку дальнейшего расширения границ империи. Однако, после кровопролитного вторжения в Калингу, он отказался от идеи насилия, обратился в буддизм и стал приверженцем принципа ахимсы. Эдикты Ашоки представляют собой древнейшие сохранившиеся индийские документы, благодаря которым стала возможной более или менее точная датировка последующих династий и правителей. При правлении Ашоки, буддизм распространился по всей Восточной и Юго-восточной Азии. Внук Ашоки Сампрати обратился в джайнизм и сыграл значительную роль в распространении этого вероучения.

#### Последующие династии

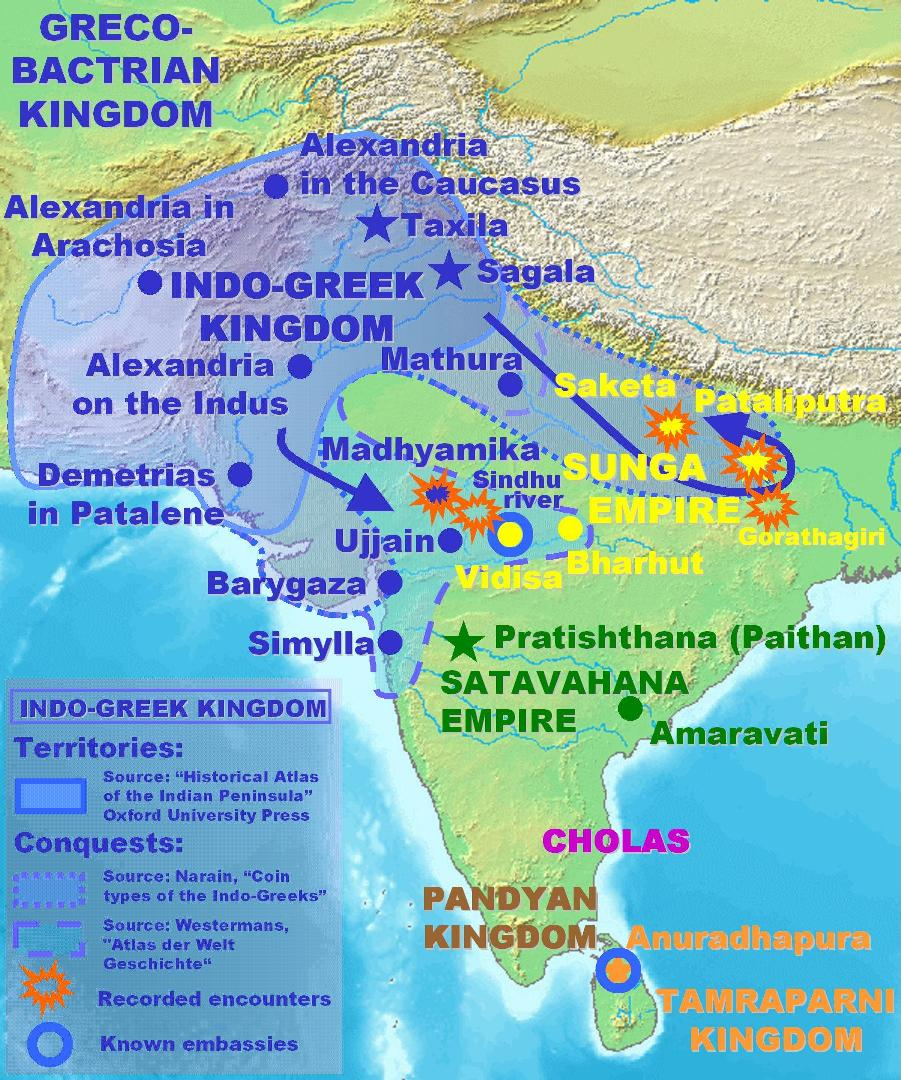
Максимальная территория Индо-греческого царства в 175 до н. э.

В 185 году до н. э. была основана династия Шунга (империя). Это произошло после того, как последний из правителей Маурьев царь Брихадратха был убит Пушьямитра Шунгой — главнокомандующим армии Маурьев. На смену династии Шунга пришла династия Канва, которая управляла Восточной Индией в период с 71 по 26 год до н. э. Её сменила династия Сатавахана и на месте империи Магадха возникло царство Андхра.

#### Северо-западные смешанные культуры
К северо-западным смешанным культурам индийского субконтинента относятся индо-греческая, индо-скифская, индо-парфянская и индо-сасанидская.
Индо-греческое царство было основано греко-бактрийским царём Деметрием в 180 году до н. э. и располагалось на территории современных Афганистана и Пакистана. Просуществовало оно почти два столетия, в течение которых им управляло более 30 греческих царей, часто вступавших в конфликты друг с другом. Индо-скифы были одной из ветвей индоевропейских саков (скифов), которые переселились из южной Сибири сначала в Бактрию, а затем в Согдиану, Кашмир, Арахозию, Гандхару и в конце концов в Индию; их царство просуществовало с середины II до I века до н. э. Позднее Индо-парфянское царство захватило большую часть современного Афганистана и северную часть Пакистана, одержав победу над многими кушанскими правителями, такими как Куджула Кадфиз. Персидская Сасанидская империя, существовавшая в одно время с империей Гуптов, расширилась до территории современного Пакистана, где в результате смешения индийской и персидской культур зародилась индо-сасанидская культура.

### Ранние срединные царства — золотой век

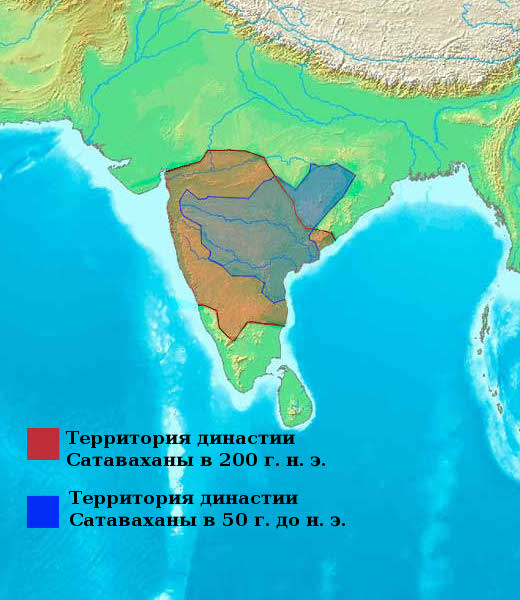
Территория династии Сатавахана в 50 г. до н. э. и 200 г. н. э.

Срединный период ознаменовался заметным развитием культуры. Начиная с 230 года до н. э. Южной Индией правила династия Сатаваханов, также известных как Андхры. Шестой царь династии, по имени Шатакарни, одержал победу над североиндийской династией Шунга. Другим известным царём династии был Гаутамипутра Шатакарни.
В Гималаях, в период со II века до н. э. по III век н. э. существовало царство Кунинда. В середине I века н. э. из Средней Азии в северо-западную Индию вторглась Кушанская династия, положив начало империи, которая впоследствии распростёрлась от Пешавара до Бенгальского залива. В её состав также входили древняя Бактрия (на севере современного Афганистана) и южный Таджикистан. Царство Западных Кшатрапов (35 — 405 года н. э.), располагавшееся в западной и центральной части Индии, управлялось правителями Саки, которые пришли на смену индо-скифам. Они были современниками Кушанской династии, правившей северной частью индийского субконтинента, и династии Сатаваханов (Андхров), владычествовавших над центральной Индией.
В разное время, южная часть полуострова Индостан находилась под властью таких царств и империй, как Пандья, Ранние Чолы, Чера, Кадамба, Западная Ганга, Паллава и Чалукья. Некоторые южные царства преобразовались в заморские империи, которые раскинулись по всей Юго-Восточной Азии. В борьбе за владычество на юге индийского субконтинента, эти царства периодически воевали как друг с другом, так и с деканскими государствами. Буддийское царство Калабхаров на какое-то время прервало доминирующее положение империй Чола, Чера и Пандья на южной части полуострова Индостан.

#### Торговля римлян с Индией

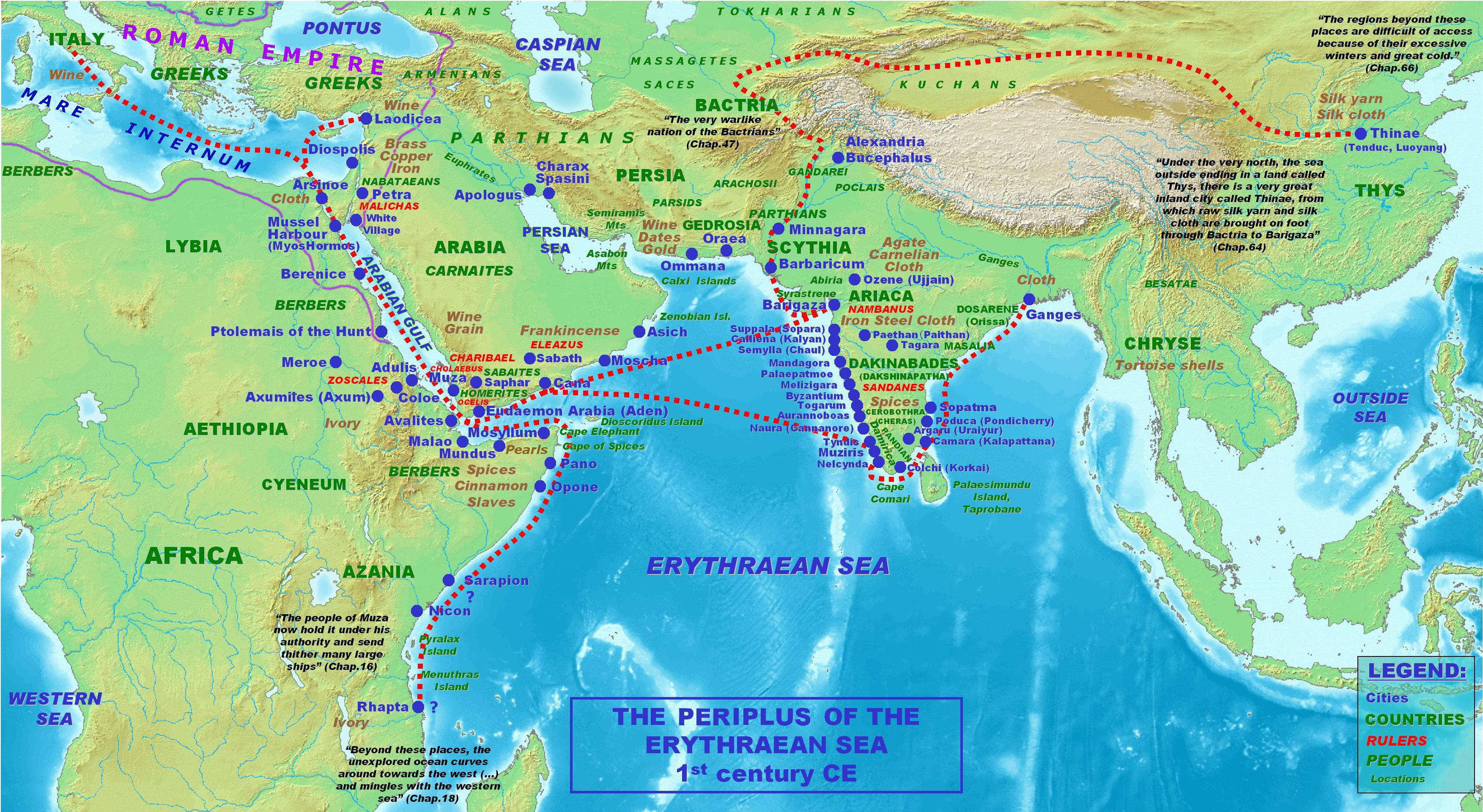
Торговые пути между Индией и Древним Римом

Торговля Рима с Индией предположительно началась в I веке н. э. в период правления императора Октавиана Августа после завоевания им птолемейского Египта. Начиная с этого времени Римская империя была самым важным торговым партнёром Индии на Западе.
Торговля, начатая Евдоксом Кизикским в 130 году до н. э. бурно развивалась, и согласно Страбону (II.5.12) в период правления Октавиана Августа до 120 кораблей ежегодно совершали торговые плавания из египетского портового города Миос Хормоса в Индию. В этой торговле римляне тратили огромное количество золота, которое использовалось в Кушанской империи для чеканки монет. Об оттоке золотых монет в Индию свидетельствует Плиний Старший в своём труде «Естественная история»:
По самым скромным подсчётам, в Индию, Китай и на Аравийский полуостров из нашей империи ежегодно переправляются около ста миллионов сестерциев: именно в эту сумму обходятся нам наша роскошь и наши женщины. Ибо какой же процент из всего этого импорта предназначается для жертвоприношений богам и духам умерших?
Торговые маршруты и порты индо-римской торговли обстоятельно описаны в греческой лоции I века н. э. «Перипл Эритрейского моря».

#### Династия Гуптов

Империя Гуптов

В IV—V веках династия Гуптов объединила в одну империю большую часть Северной Индии. В этот период, известный как Золотой век Индии, индуистская культура, наука и политическая система достигли новых высот в своём развитии. Чандрагупта I, Самудрагупта, и Чандрагупта II были самыми выдающимися правителями династии. По мнению западных учёных, именно в этот период были записаны священные тексты индуизма Пураны, представляющие собой ведийские писания смрити. Империя прекратила своё существование после вторжения гуннов из Центральной Азии. После распада империи Гуптов в VI веке, территория Индии опять раздробилась на ряд маленьких региональных царств. Небольшое ответвление династии Гуптов продолжало править Магадхой до первой половины VII века, когда царь Харшавардхана окончательно покончил с династией Гупта и основал свою империю.
Белые гунны, которые возможно были частью племён эфталитов, к началу V века обосновались в Афганистане со столицей в Бамияне. Именно они явились причиной падения династии Гуптов, после которого подошёл к концу Золотой век в Северной Индии. Однако, эти исторические изменения не затронули большую часть Декана и Южную Индию.

### Поздние срединные царства — классический период

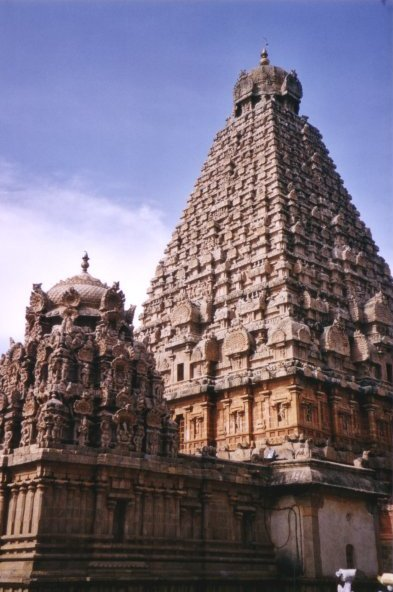
Храм Шивы в Танджавуре — один из ярких примеров архитектуры Чола

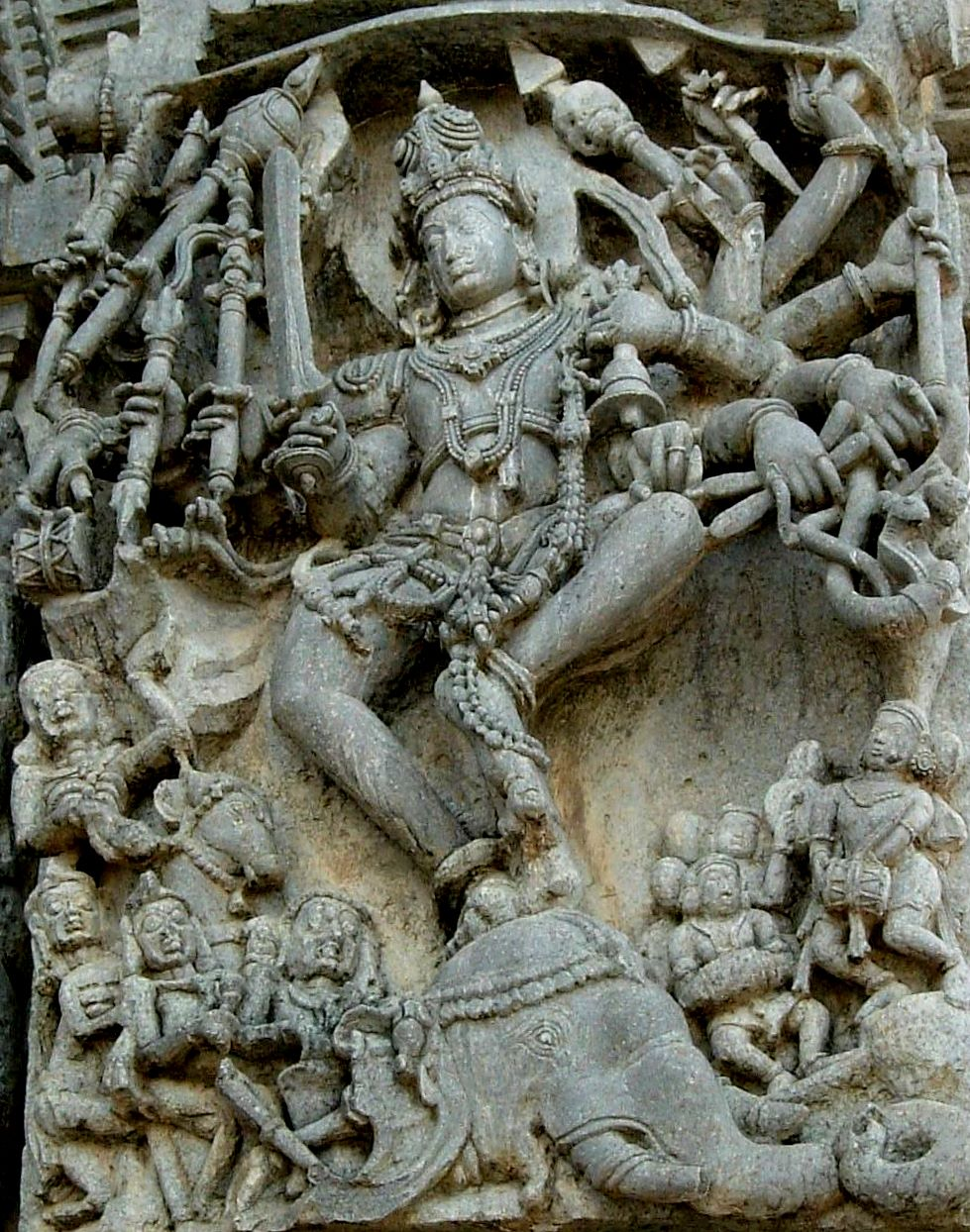
Архитектура империи Хойсала в Белуре

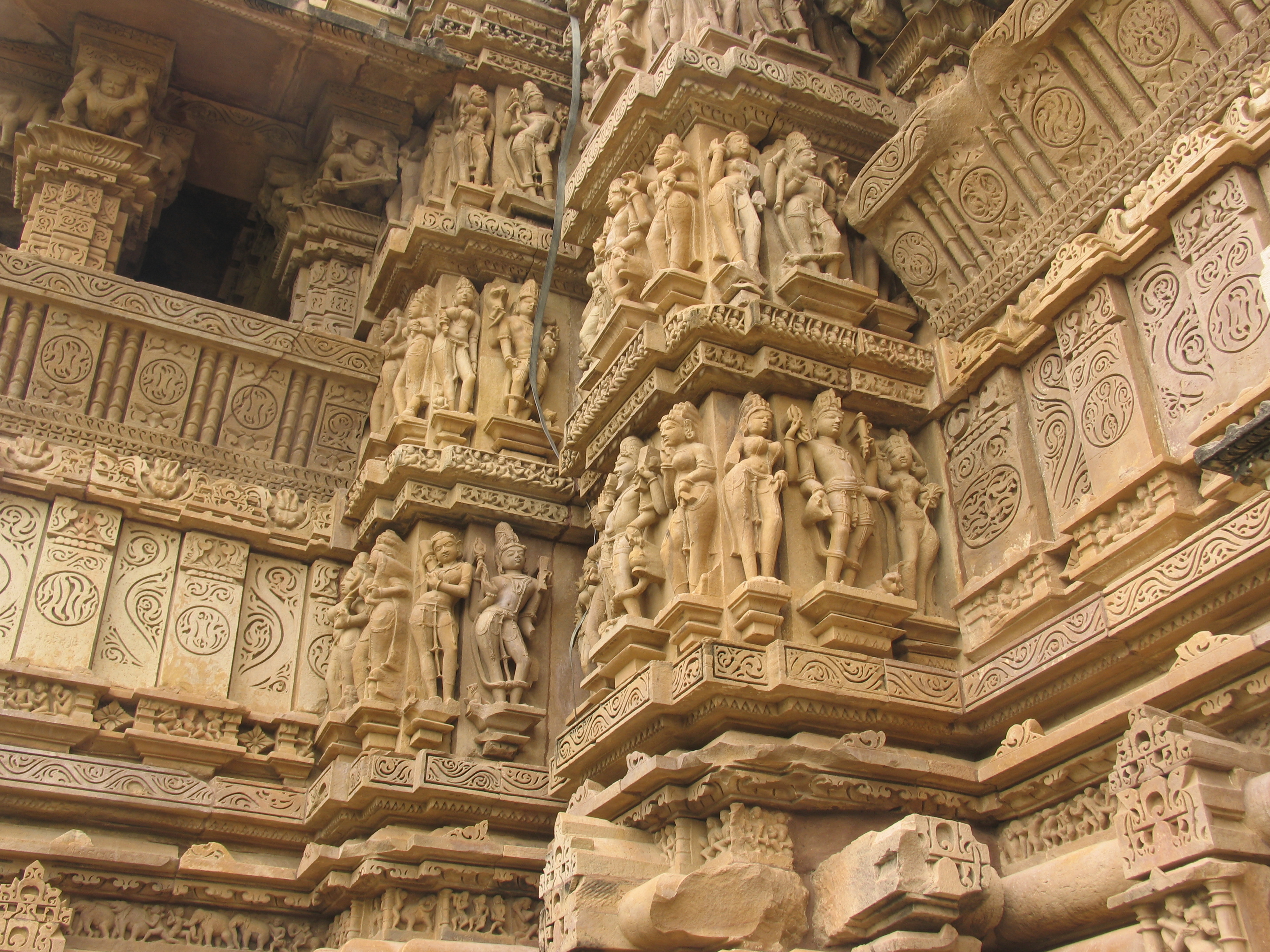
Барельефы на одном из храмов в Кхаджурахо

Классический период в истории Индии начался в VII веке с возрождения Северной Индии во время правления царя Харша, и завершился с падением Виджаянагарской империи на юге после мусульманского вторжения в XIV веке. В этот период произошёл расцвет индийского искусства и развитие основных религиозных и философских систем, послуживших основой для различных направлений современного индуизма, буддизма и джайнизма.
В VII веке царь Харша успешно объединил Северную Индию в одно государство, которое, однако, распалось вскоре после его смерти. В период с VII по IX века три династии состязались за контроль над Северной Индией: Пратихары, бенгальская династия Пала, и деканские Раштракуты. Позднее династия Сена захватила царство Пала, а держава Пратихаров распалась на маленькие царства. Это были первые из так называемых раджпутов — княжеств, просуществовавших в той или иной форме почти тысячелетие до самой независимости Индии от Великобритании в 1947 году. Первые известные княжества раджпутов появились в VI веке в Раджастхане, после чего маленькие династии раджпутов правили большей частью Северной Индии. Притхвирадж Чаухан, один из раджпутов династии Чаухан, прославился из-за кровавых конфликтов с наступавшими исламскими султанатами. В период с середины VII до начала XI века на территории части современного Афганистана, северного Пакистана и Кашмира правила династия Шахи. После смерти царя Харши единое всеиндийское государство прекратило своё существование на севере, и попытки его создания происходили уже на юге.
Империя Чалукья правила частью южной и центральной Индии в период с 550 по 750 год со столицей в Бадами и позднее с 970 по 1190 год — из Кальяни в современном штате Карнатака. Примерно в то же самое время на юге правила династия Паллавов из Канчи. С упадком империи Чалукья в XII веке, её вассалы — Хойсалы из Халебиду, Какатии из Варангала, Ядавы из Девагири и южная ветвь Калачури разделили огромную империю Чалукья между собой. Позднее в северном Тамил-Наду появилось царство Чола, а в Керале — царство Чера. К 1343 году все эти царства прекратили своё существование и на их территории образовалась империя Виджаянагар.
Южно-индийские царства распространили своё влияние до Индонезии, взяв под свой контроль обширные заморские территории в Юго-Восточной Азии. Южноиндийские портовые города были активно вовлечены в торговлю с Европой на западе и Юго-Восточной Азией на востоке. В классический период, наибольшего расцвета достигли литература на местных языках и архитектура. Это продолжалось вплоть до начала XIV века, когда южноиндийские царства подверглись нападению Делийского султаната, который к тому времени прочно обосновался на севере индийского субконтинента со столицей в городе Дели. Империя Виджаянагара в конце концов прекратила своё существование под его натиском.

### Приход ислама в Индию

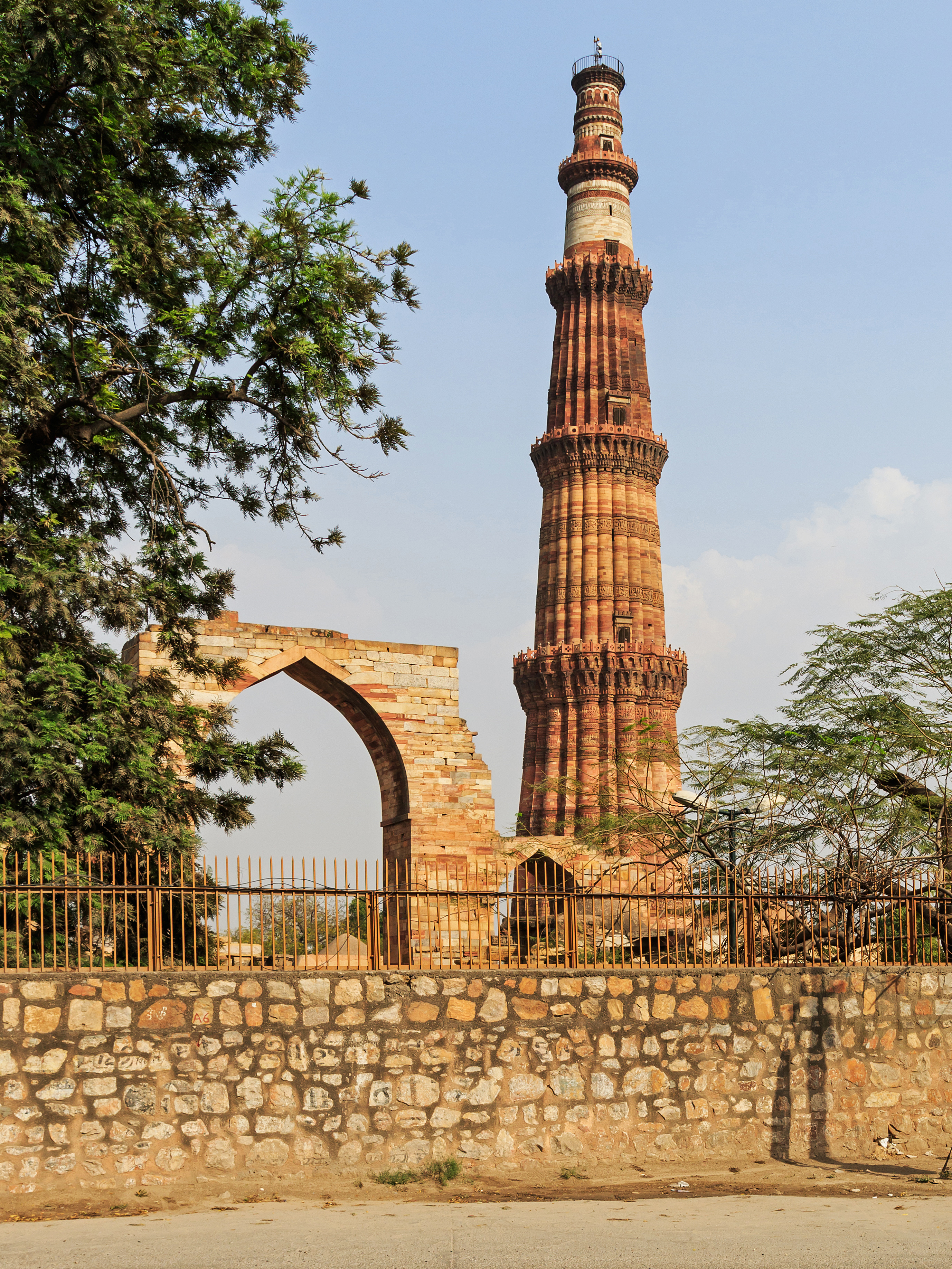
Кутб-Минар в Дели

После того как мусульмане завоевали древнего западного соседа Индии — Персию, основным объектом их внимания в регионе стала Индия, в то время являвшаяся богатейшей классической цивилизацией, с бурной международной торговлей и единственными известными в то время в мире приисками алмазов. После сопротивления со стороны различных североиндийских царств, продолжавшегося несколько веков, на севере индийского субконтинента возник ряд исламских империй (султанатов), которые просуществовали несколько столетий.
Ещё перед началом исламского вторжения, на южноиндийском побережье, главным образом в Керале, появилось множество мусульманских торговых общин, куда немногочисленные группы мусульман прибывали в основном с Аравийского полуострова по торговым маршрутам в Индийском океане. Они принесли с собой ислам — авраамическую религию, пришедшую в соприкосновение с дхармической индуистской культурой региона. Позднее на западе расцвели деканские султанаты и султанат Бахмани.

### Делийский султанат

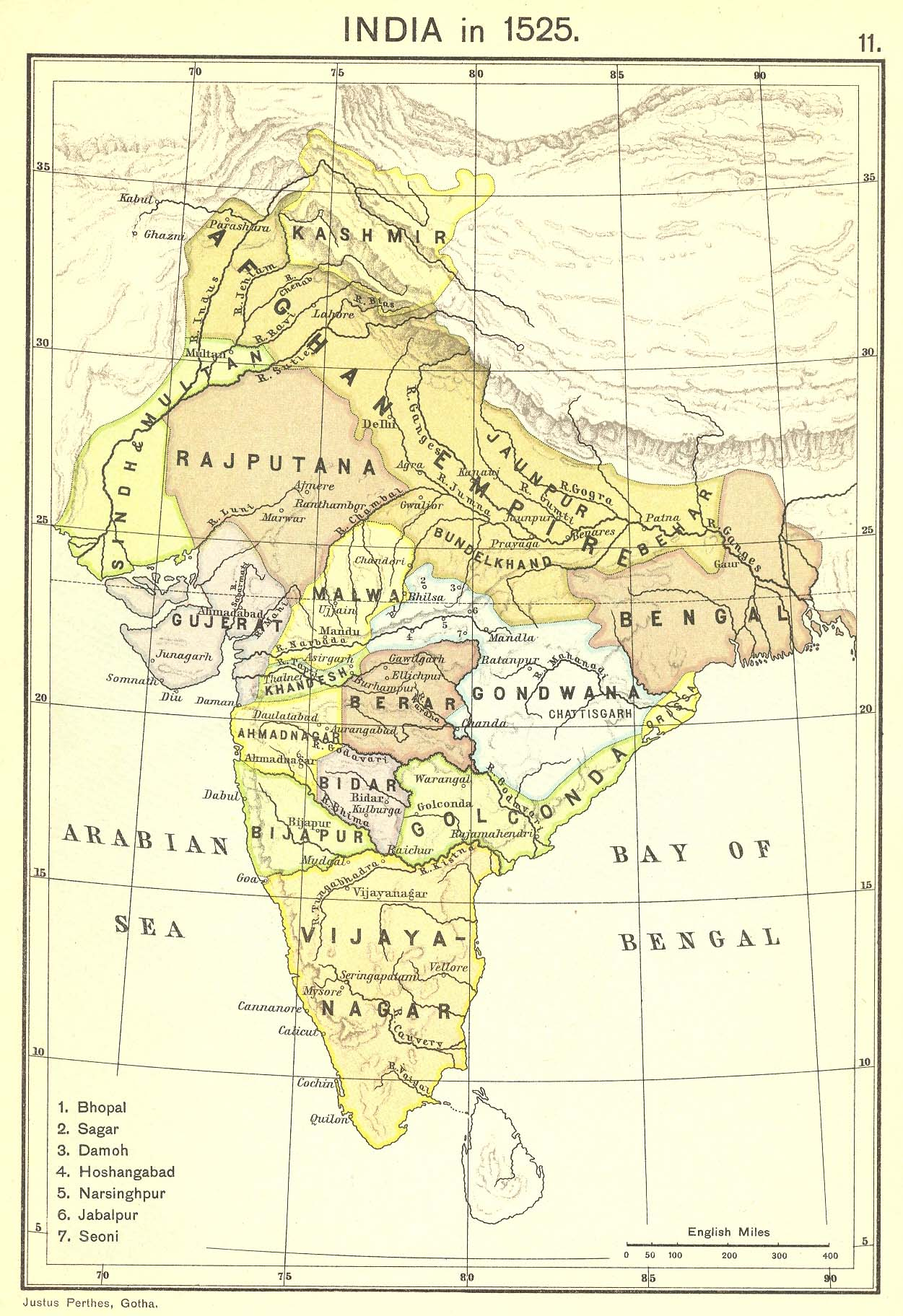
Делийский султанат и Виджаянагарская империя на карте Индии 1525 год

В XII—XIII веках арабы, тюрки и афганцы вторглись в Северную Индию и в начале XIII века основали Делийский султанат. Делийская династия Гулямов завоевала значительную часть Северной Индии, её сменила династия Хальджи. Во времена султанатов произошло культурное возрождение Индии. Возникшая в результате индо-мусульманская культура оставила после себя синкретические памятники в архитектуре, музыке, литературе, религии и одежде. В результате общения местных носителей пракрита с персидскими, тюркскими и арабскими пришельцами появился язык хиндави, предшественник урду.
Делийский султанат является единственной индо-исламской империей, которая возвела на престол одну из немногих женщин-правителей в истории Индии — Разия Султана (1236—1240).
Узнав о гражданской войне в Индии, тюркско-монгольский полководец Тимур в 1398 году начал военную кампанию против правившего султана Насируддина Махмуда, принадлежавшего к династии делийских Туглакидов. 17 декабря 1398 года армия султана потерпела поражение. Тимур вошёл в Дели, полностью разграбив и разрушив город.

### Виджаянагарская империя
Виджаянагарская империя или Виджаянагара — индуистская империя, занимавшая весь юг Индии за рекой Кришна с 1336 года до середины XVII века. Возникла в ходе борьбы индусов Южной Индии с мусульманами Делийского султаната. Государство достигло пика могущества при Деварайе II (1422—1446), который совершил завоевательные походы в Бирму и на Цейлон.

### Империя Великих Моголов

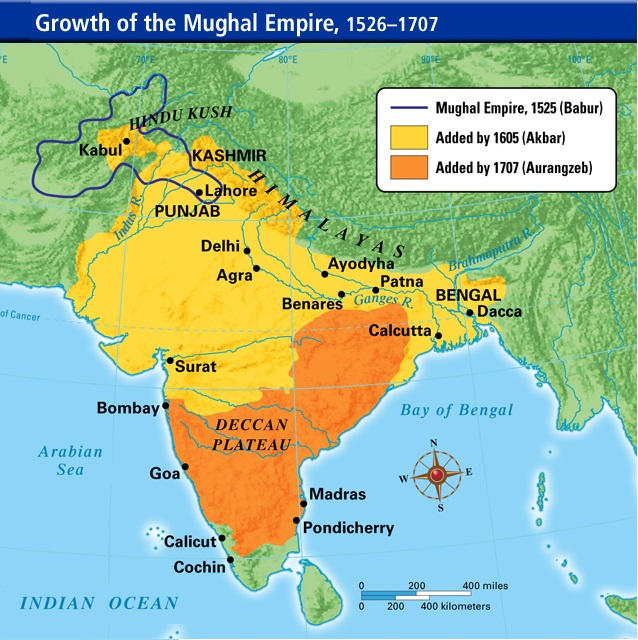
Империя Великих Моголов

В 1526 году потомок Тимура Бабур, принадлежавший к династии Тимуридов, перешёл через Хайберский перевал и основал Империю Великих Моголов, которая просуществовала более 200 лет. К началу XVII века под контролем династии Моголов оказалась большая часть индийского субконтинента.
В 1739 году Надир Шах одержал победу над армией Моголов в огромной битве при Карнале. После чего Надир захватил и разграбил Дели, забрав с собой несметные сокровища, включая знаменитый Павлиний трон.
В эпоху Империи Великих Моголов доминирующей политической силой был могольский император и его союзники, а позднее — государства-наследники, включая конфедерацию Маратха, которые сражались с ослабленной династией Моголов.
Хотя Моголы часто прибегали к жёстким мерам для поддержания контроля над своей империей, они также проводили политику интеграции с индуистской культурой, что сделало их правление более успешным, чем правление недолго просуществовавшего Делийского султаната. Акбар Великий был самым ярким представителем могольских правителей, отличавшихся терпимостью к другим религиям и культурам. В частности, он ввёл запрет на убийство животных в дни религиозных праздников джайнизма и отменил дискриминирующие налоги для немусульман. Могольские императоры вступали в браки с местным дворянством, становились союзниками местных махараджей, и предпринимали попытки синкретизации своей тюрко-персидской культуры с древней культурой индийской, что, в частности, привело к возникновению индо-сарасенской архитектуры. Восшедший на престол вслед за Акбаром Аурангзеб, в отличие от предыдущих императоров, проводил непопулярную, дискриминирующую политику против немусульманского населения, которая вызывала большое недовольство индусов.
С начала XVIII века империя стала постепенно приходить в упадок и после Восстания Сипаев 1857 года (также известного как Индийское народное восстание 1857 года) прекратила своё существование. В период правления Моголов на субконтиненте произошли огромные социальные перемены — индусы, составлявшие большинство населения, оказались под правлением мусульманских могольских императоров, некоторые из которых придерживались либеральных взглядов и оказывали покровительство индуистской культуре, тогда как другие наоборот проявляли крайнюю нетерпимость, разрушая храмы и облагая немусульман огромными налогами. В период своего наивысшего расцвета Империя Великих Моголов занимала территорию, превышавшую по размерам древнюю империю Маурьев. После того как империя Моголов пришла в упадок, на её месте образовались несколько маленьких царств.

### Региональные царства после распада Могольской империи

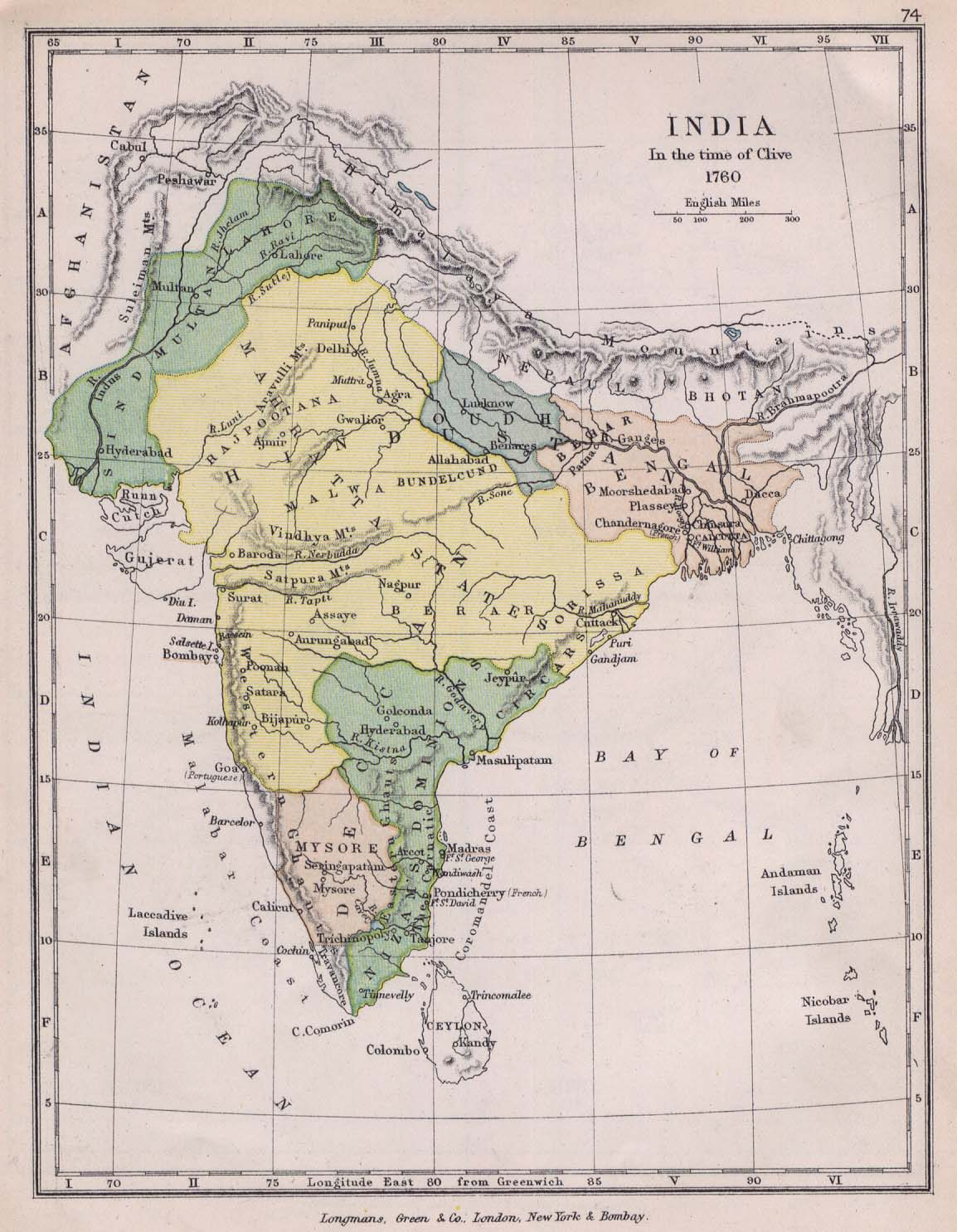
Индия в 1760 году

После распада империи Моголов доминирующее положение в центральной и северной хиндустанской Индии заняло государство маратхов. Для этого периода индийской истории было характерно появление ряда малых, региональных государств и всё усиливающаяся активность европейских держав. Государство маратхов было основано Шиваджи. В XVIII веке оно превратилось в огромную империю под управлением пешвов. К 1760 году империя занимала большую часть индийского субконтинента. Географическая экспансия подошла к концу после поражения маратхов в 1761 году от афганской армии под предводительством Ахмада Шаха Абдали в Третьей битве при Панипате. Последний Пешва, Баджи Рао II, потерпел поражение от британских войск в Третьей англо-маратхской войне.
В Южной Индии ещё до падения индуистской Виджаянагарской империи в 1400 году династией Водеяров было основано Майсурское царство, которое затем пришло на смену Виджаянагару. Владычество Водеяров было прервано Хайдером Али и его сыном Типпу Султаном. Под их правлением, Майсурское царство несколько раз воевало с англичанами и с объединёнными войсками Великобритании и Маратхов. Также в Южной Индии в 1591 году династией Кутб Шахи из Голконды был основан Хайдарабад. После непродолжительного периода правления Моголов, могольский наместник Асаф Джах захватил власть в Хайдарабаде в 1724 году. Наследственная линия низамов управляла Хайдарабадом вплоть до 1948 года. Как Майсур, так и Хайдарабад стали вассальными царствами Британской Индии.
На месте современного Пенджаба возникло государство сикхов. Это был один из последних регионов индийского субконтинента, подчинившийся британскому колониальному господству. Сикхская империя пала после ряда англо-сикхских войн.
В XVIII веке правителями Горкха было образовано государство Непал, которое на протяжении всей своей истории сумело сохранить свою национальную идентичность и территориальную целостность.

### Колониальная эра

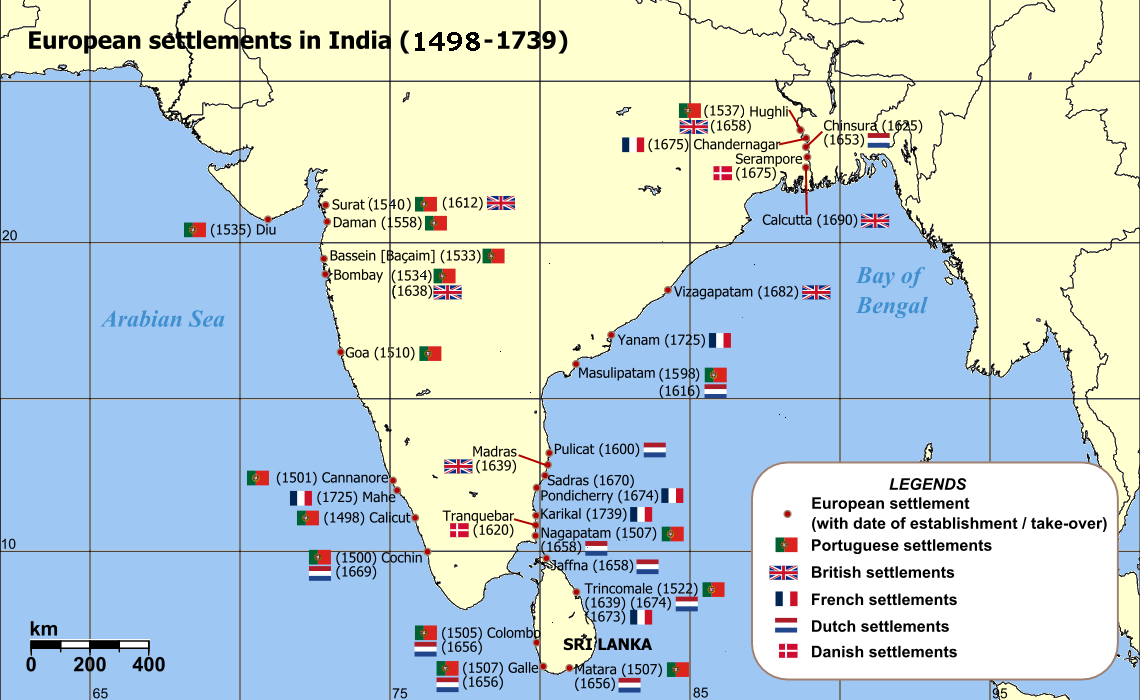
Европейские торговые посты в Индии, 1498—1739 годы

Открытие португальским мореплавателем Васко да Гама нового морского пути из Европы в Индию положило начало прямой индо-европейской торговле. Португальцы основали торговые колонии в Гоа, Дамане, Диу и Бомбее. За ними пришли голландцы, датчане и англичане, создав в 1619 году торговый пост в портовом городе Сурат на западном побережье. Затем пришли и французы. Внутренние конфликты между индийскими царствами позволили европейским торговцам постепенно установить политическое влияние и приобрести земли. Хотя европейские державы и сумели удержать под своим контролем различные индийские регионы на протяжении XVIII века, позднее они были вынуждены уступить почти все эти территории англичанам, за исключением французских форпостов Пондишерри и Чандернагор, голландского портового города Коромандель (до 1825 года), и португальских колоний Гоа, Даман и Диу.

#### Британская Индия

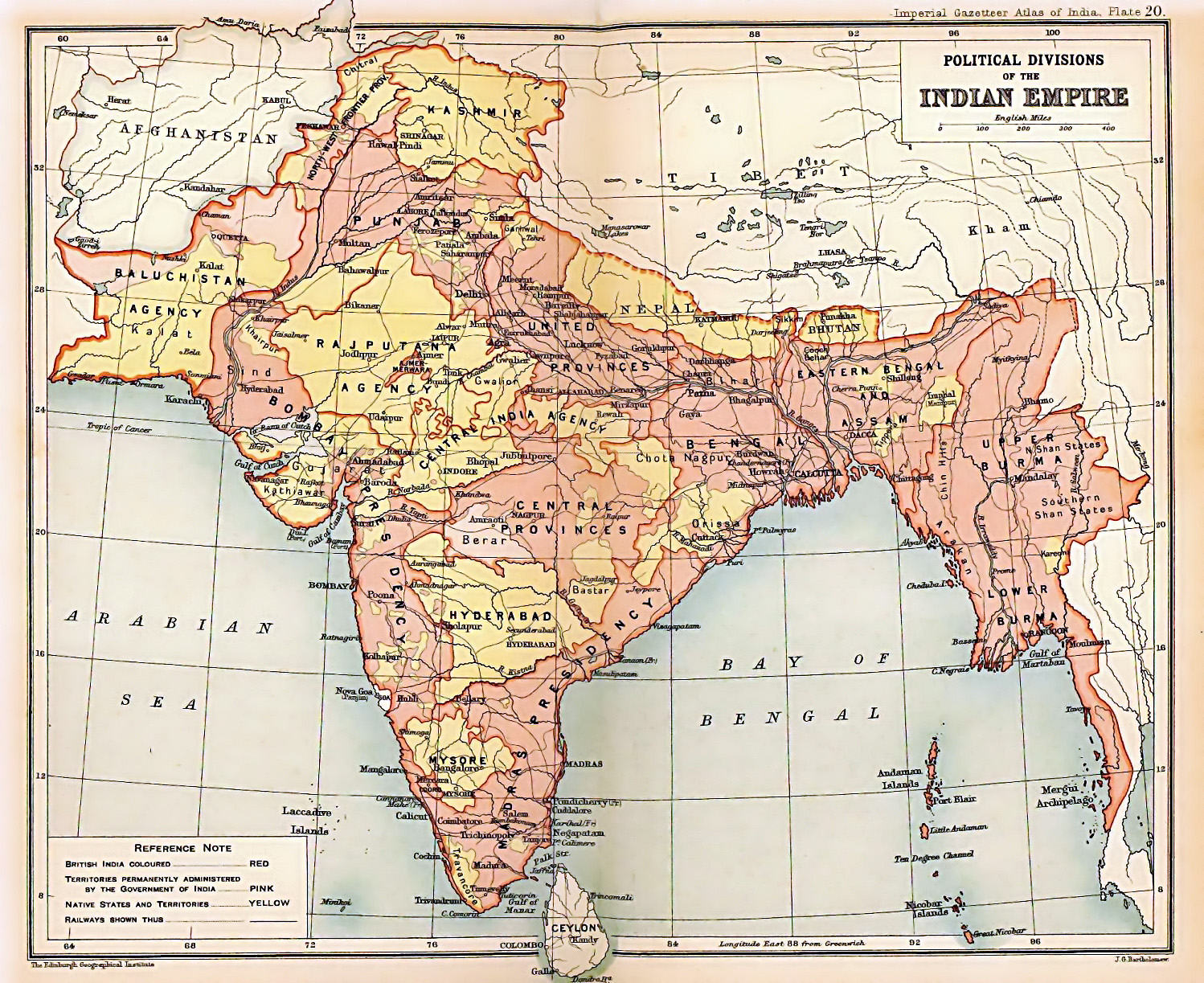
Британская Индия и туземные княжества в 1909 году

В 1617 году Британская Ост-Индская компания получила право торговать с Индией от Могольского императора Джахангира. Постепенно всё возраставшее влияние Компании подвигло де-юре могольского правителя Фаррукха Сияра в 1717 году даровать ей разрешение на свободную безналоговую торговлю в Бенгалии. Наваб Бенгалии Сирадж-уд-Даула, являвшийся де-факто правителем Бенгалии, воспротивился попыткам англичан воспользоваться этими привилегиями. Это привело к битве при Плесси в 1757 году, в которой «армия» Ост-Индской компании под предводительством Роберта Клайва одержала победу над военными подразделениями наваба. В том же году Клайв был назначен Компанией «губернатором» Бенгалии. После битвы при Буксаре в 1764 году Компания приобрела гражданские права на управление Бенгалией от могольского падишаха Шаха Алама II, что формализовало правление англичан, которое в течение последующего столетия распространилось на всю Индию и положило конец правлению Моголов.
Британская Ост-Индская компания монополизировала торговлю в Бенгалии. Англичане ввели особую систему налогов на землю, называемую «постоянное поселение», которая установила неофеодальное общественное устройство. К началу 1850 годов Ост-Индская компания контролировала большую часть индийского субконтинента, включая современные Пакистан и Бангладеш. Англичане в своей колониальной политике следовали принципу «разделяй и властвуй», пользуясь государственной раздробленностью Индии и конфликтами как между различными княжествами, так и между разными социальными и религиозными группами.
В 1857 году недовольство правлением Британской Ост-Индской компании послужило причиной Первой войны за независимость, также известной как «Восстание сипаев». После года военных действий восстание было подавлено. Фактический лидер восстания, последний могольский падишах Бахадур Шах II, был отправлен в изгнание в Бирму, его дети были обезглавлены, и династия Моголов прекратила своё существование. В итоге Британская Ост-Индская компания была ликвидирована, и Индия перешла под непосредственное управление Британской короны как колония Британской Империи. Различные территории управлялись либо непосредственно, либо находились в подчинении как вассальные княжества. Эксплуатация индийских колоний была важнейшим источником накопления английских капиталов и промышленной революции в Англии.
В период с 1870-х по 1890-е годы около сорока миллионов индийцев умерли от голода. По словам историка Нила Фергюсона, «есть явные доказательства некомпетентности, халатности и безразличия к участи голодающих», но прямой ответственности нет, колониальная администрация просто оставалась пассивной. Напротив, по мнению журналиста Йоханна Хари: "Во время голода британцы не делали ничего, они делали многое — чтобы ухудшить ситуацию. Власти продолжали бы поощрять экспорт в метрополию, не беспокоясь о миллионах смертей на индийской земле. Историк и политический активист Майк Дэвис также поддерживает идею о том, что во время голода «Лондон ел хлеб Индии». Кроме того, вице-король Роберт Литтон запретил оказывать помощь голодающим, которых иногда описывали как «праздных» или «неспособных к работе». Газетам в районах, не затронутых голодом, было приказано как можно меньше сообщать о нём. По словам Майка Дэвиса, лорд Литтон руководствовался идеей, что «придерживаясь либеральной экономики, он неявно помогал индийскому народу».
Индия внесла существенный вклад в дело Антанты в Первой мировой войне.

### Индийское национально-освободительное движение

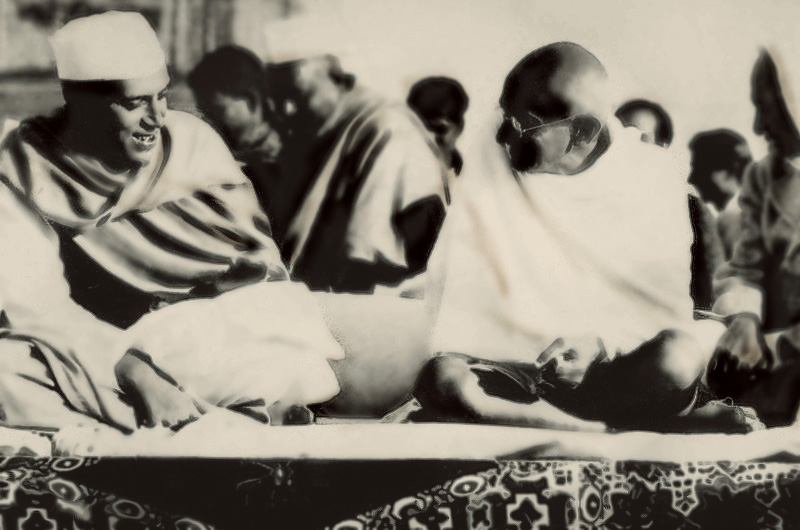
Джавахарлал Неру и Махатма Ганди в 1937 году

Первым шагом к индийской независимости и установлению демократии западного образца явилось назначение индийских советников в администрации британского вице-короля. С 1920 года такие лидеры как Махатма Ганди начали массовую кампанию против британского колониального правительства. В ноябре 1929 года в целях раскола национально-освободительного движения, парламент Великобритании предоставил Индии права доминиона Британской империи. По всему индийскому субконтиненту началось революционное движение против британского правления, которое в 1947 году привело к обретению независимости субконтинента от Британской империи.

### Независимость и раздел Индии

Раздел Британской Индии

Вместе с желанием независимости, на протяжении многих лет развивалась также напряжённость между индусским и мусульманским населением. Мусульмане, всегда представлявшие меньшинство, боялись оказаться под властью индуистского правительства и настороженно относились к идее независимости. Они были склонны в равной степени не доверять индусскому правлению и противостоять британскому колониальному правительству. В 1915 году Махатма Ганди возглавил индийское национально-освободительное движение и призвал обе стороны к единству. Его лидерство в конце концов привело Индию к независимости.
Огромное влияние, которое оказал Ганди на Индию в её борьбе за независимость посредством ненасильственного массового народного движения сделали его одним из самых замечательных лидеров в мировой истории. Индийцы назвали его махатмой, что в переводе с санскрита означает «великая душа».
Территории Британской Индии получили независимость в 1947 году, после чего Индия была разделена на Индийский Союз и Пакистанский доминион. По причине разделения Пенджаба и Бенгалии начались кровавые столкновения между индусами, сикхами и мусульманами, в результате которых погибло более 500 000 человек. Разделение Индии также привело к одной из самых больших миграций населения в современной истории мира — около 12 миллионов индусов, сикхов и мусульман расселились по территории недавно созданных государств Индии и Пакистана.

### История Индии после обретения независимости

Штаты и территории в 1951 г. и политическая интеграция Индии

Будучи многонациональным и многорелигиозным государством, после обретения независимости Индия переживает распри и противостояния на религиозной и социальной почве в разных частях страны. Тем не менее Индия оказалась способна поддерживать свой статус светского государства с либеральной демократией, за исключением короткого периода с 1975 по 1977 год, когда премьер-министр Индира Ганди объявила чрезвычайное положение с ограничением гражданских прав.
Во второй половине XX века у Индии регулярно возникали проблемы с соседними государствами из-за споров вокруг границ. Спор с Китаем не разрешён до сих пор, в 1962 году он вылился в непродолжительную пограничную войну (Китайско-индийская пограничная война). С Пакистаном Индия воевала несколько раз: в 1947, 1965, 1971 и 1999 годах. Последний локальный конфликт между Индией и Пакистаном произошёл в 2019 году.
В 1974 году Индия провела подземные испытания ядерного оружия, став, таким образом, новым членом «ядерного клуба». В 1998 году Индия продолжила испытания серией пяти новых взрывов. Реформы, начавшиеся в Индии в 1991 году, превратили экономику страны к началу 21-го века в одну из самых быстро развивающихся в мире, которая занимает лидирующие позиции в этой сфере до сих пор. В 1996 году к власти пришло правительство Атала Бихари Ваджпаи, продолжившее реформы.
После выборов в парламент весной 2004 года победу одержала партия Индийский национальный конгресс во главе с Соней Ганди. 22 мая 2004 года пост премьер-министра занял Манмохан Сингх.
На выборах 2014 года «Бхаратия джаната парти» во главе со своим лидером Нарендрой Моди добилась абсолютного большинства в парламенте: 283 из 543 мест. За последние 30 лет ни одной партии не удавалось добиться таких успехов. В течение целого месяца 814 миллионов индийцев могли голосовать, пользуясь 2 000 000 электронных машин. Явка составила 66 % — самый высокий показатель в истории Индии. Население выбирало из 8251 кандидата, среди которых было 668 женщин и 5 транссексуалов. Правящая партия, «Индийский национальный конгресс», получила всего 44 мандата. Она правила Индией на протяжении почти всего периода независимости, но на этот раз потерпела историческое поражение.

## Административное деление

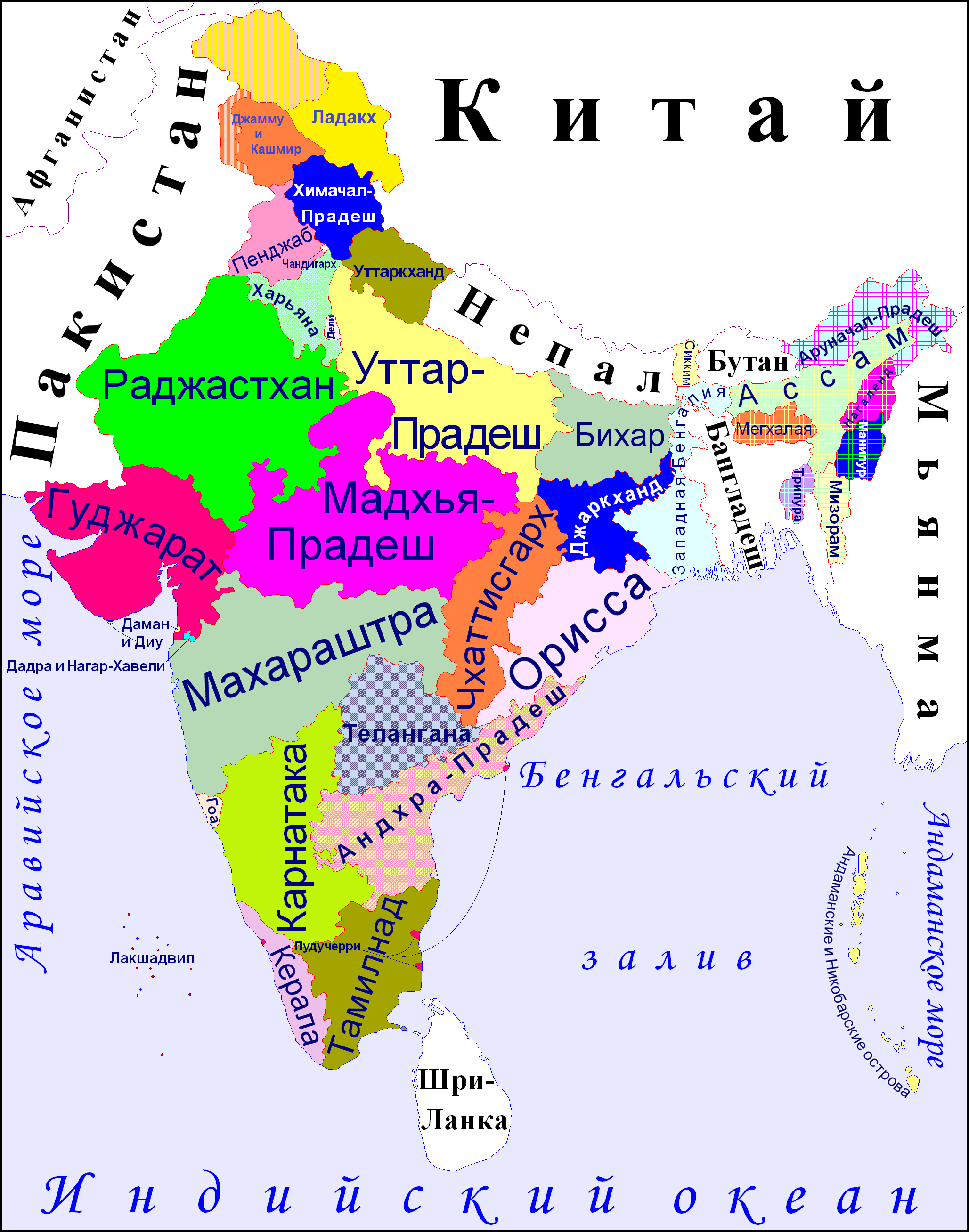
Административное деление Индии

Индия является федеративной республикой, состоящей из 28 штатов и 8 союзных территорий (включая национальный столичный округ Дели). Все штаты и три союзные территории (национальный столичный округ Дели, Джамму и Кашмир, Пондичерри) имеют собственное избираемое правительство. Остальные пять союзных территорий управляются администратором, назначаемым центральной властью, и следовательно находятся под прямым управлением президента Индии. В 1956 году индийские штаты были реорганизованы согласно языковому признаку. С тех пор, административная структура практически не менялась.
Все штаты и союзные территории разделены на административные и правительственные единицы, называемые округами. В Индии существует более 700 округов. Округа, в свою очередь, делятся на более мелкие административные единицы талуки.

## Население

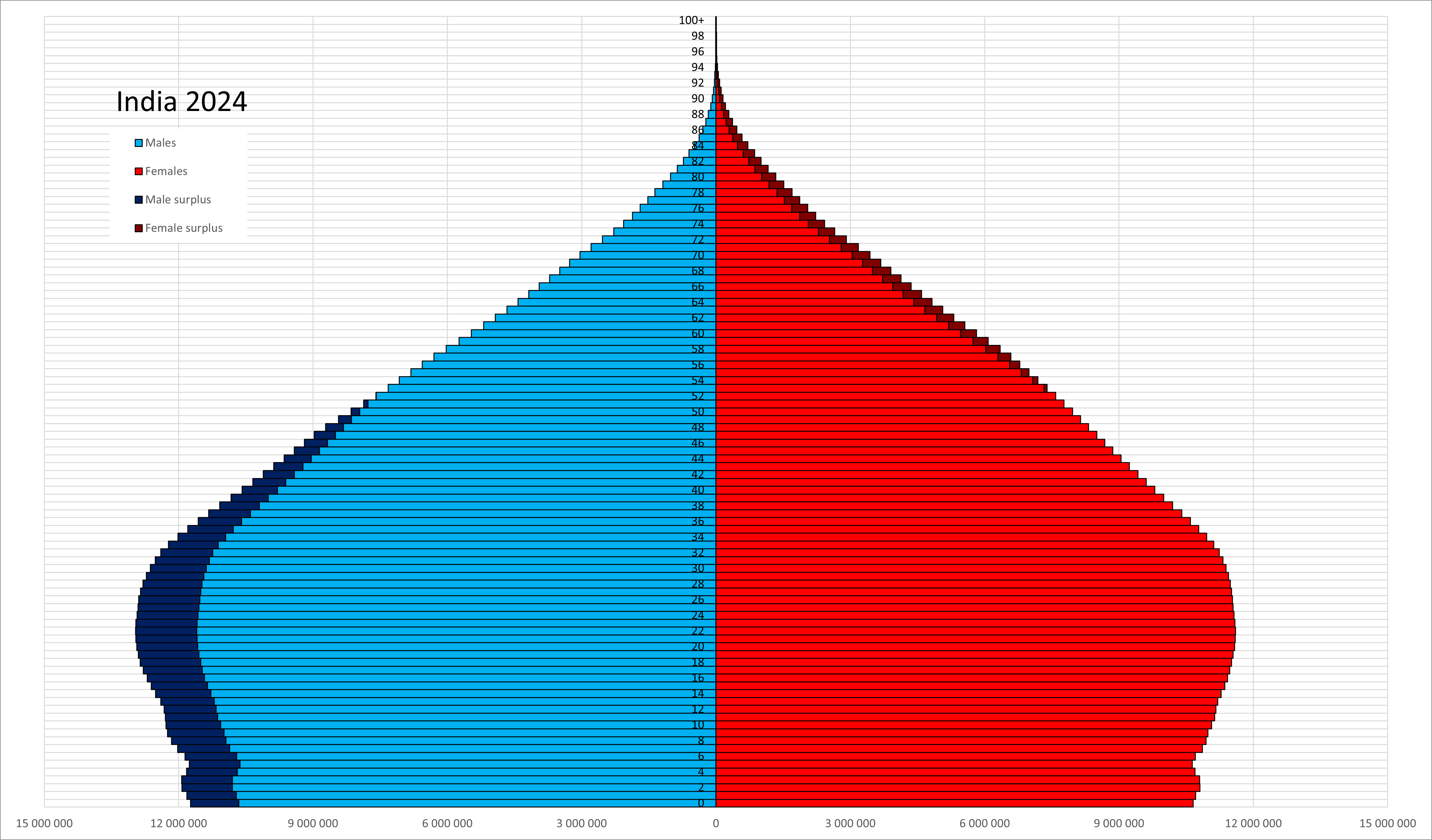
Возрастно-половая пирамида населения Индии на 2024 год

Центральная и восточная Индия характеризуется высокой рождаемостью, а южная Индия преимущественно наоборот низкой.

### Численность, расселение
| Место | Город      | Штат              | Нас.       | Место | Город    | Штат          | Нас.      | Мумбаи Дели Бангалор |
| ----- | ---------- | ----------------- | ---------- | ----- | -------- | ------------- | --------- | -------------------- |
| 1     | Мумбаи     | Махараштра        | 13 662 885 | 11    | Джайпур  | Раджастхан    | 2 997 114 | Мумбаи Дели Бангалор |
| 2     | Дели       | Дели              | 11 954 217 | 12    | Лакхнау  | Уттар-Прадеш  | 2 621 063 | Мумбаи Дели Бангалор |
| 3     | Бангалор   | Карнатака         | 5 180 533  | 13    | Дханбад  | Джаркханд     | 2 394 434 | Мумбаи Дели Бангалор |
| 4     | Калькутта  | Западная Бенгалия | 5 021 458  | 14    | Нагпур   | Махараштра    | 2 359 331 | Мумбаи Дели Бангалор |
| 5     | Ченнаи     | Тамилнад          | 4 562 843  | 15    | Индаур   | Мадхья-Прадеш | 1 768 303 | Мумбаи Дели Бангалор |
| 6     | Хайдарабад | Андхра-Прадеш     | 3 980 938  | 16    | Патна    | Бихар         | 1 753 543 | Мумбаи Дели Бангалор |
| 7     | Ахмадабад  | Гуджарат          | 3 867 336  | 17    | Бхопал   | Мадхья-Прадеш | 1 742 375 | Мумбаи Дели Бангалор |
| 8     | Пуна       | Махараштра        | 3 230 322  | 18    | Тхана    | Махараштра    | 1 673 465 | Мумбаи Дели Бангалор |
| 9     | Сурат      | Гуджарат          | 3 124 249  | 19    | Лудхиана | Пенджаб       | 1 662 325 | Мумбаи Дели Бангалор |
| 10    | Канпур     | Уттар-Прадеш      | 3 067 663  | 20    | Агра     | Уттар-Прадеш  | 1 590 073 | Мумбаи Дели Бангалор |

Плотность населения Индии

По количеству населения (более 1,4 млрд человек) Индия занимает первое место в мире, опередив по численности Китай. Почти 70 % индийцев проживают в сельских регионах, хотя за последние десятилетия миграция в большие города привела к резкому увеличению городского населения. Самые большие города Индии — это Мумбаи (ранее Бомбей), Дели, Колката (ранее Калькутта), Ченнай (ранее Мадрас), Бангалор, Хайдарабад и Ахмадабад. По культурному, языковому и генетическому разнообразию Индия занимает второе место в мире после Африканского континента. Средний уровень грамотности населения Индии составляет 64,8 % (53,7 % среди женщин и 75,3 % среди мужчин). Самый высокий уровень грамотности наблюдается в штате Керала (91 %), а самый низкий — в Бихаре (47 %). Половой состав населения характеризуется превышением количества мужчин над количеством женщин. Мужское население составляет 51,5 %, а женское — 48,5 %. Среднее по стране соотношение мужского и женского населения: 944 женщины к 1000 мужчин. Средний возраст населения Индии составляет 24,9 года, а годовой прирост населения — 1,38 %; на 1000 человек в год рождается 22,01 ребёнка. Согласно переписи населения 2001 года, дети до 14 лет составляли 40,2 % населения, лица в возрасте 15-59 лет — 54,4 %, 60 лет и старше — 5,4 %. Естественный прирост населения составил 2,3 %.
За пределами Индии проживает около 38 миллионов индийцев — крупнейшие общины в США, Великобритании, Австралии, Германии, Японии и Канаде. Также незначительные по численности общины индийцев имеются в России, Франции, Южной Корее, Аргентине и Китае.

### Языки

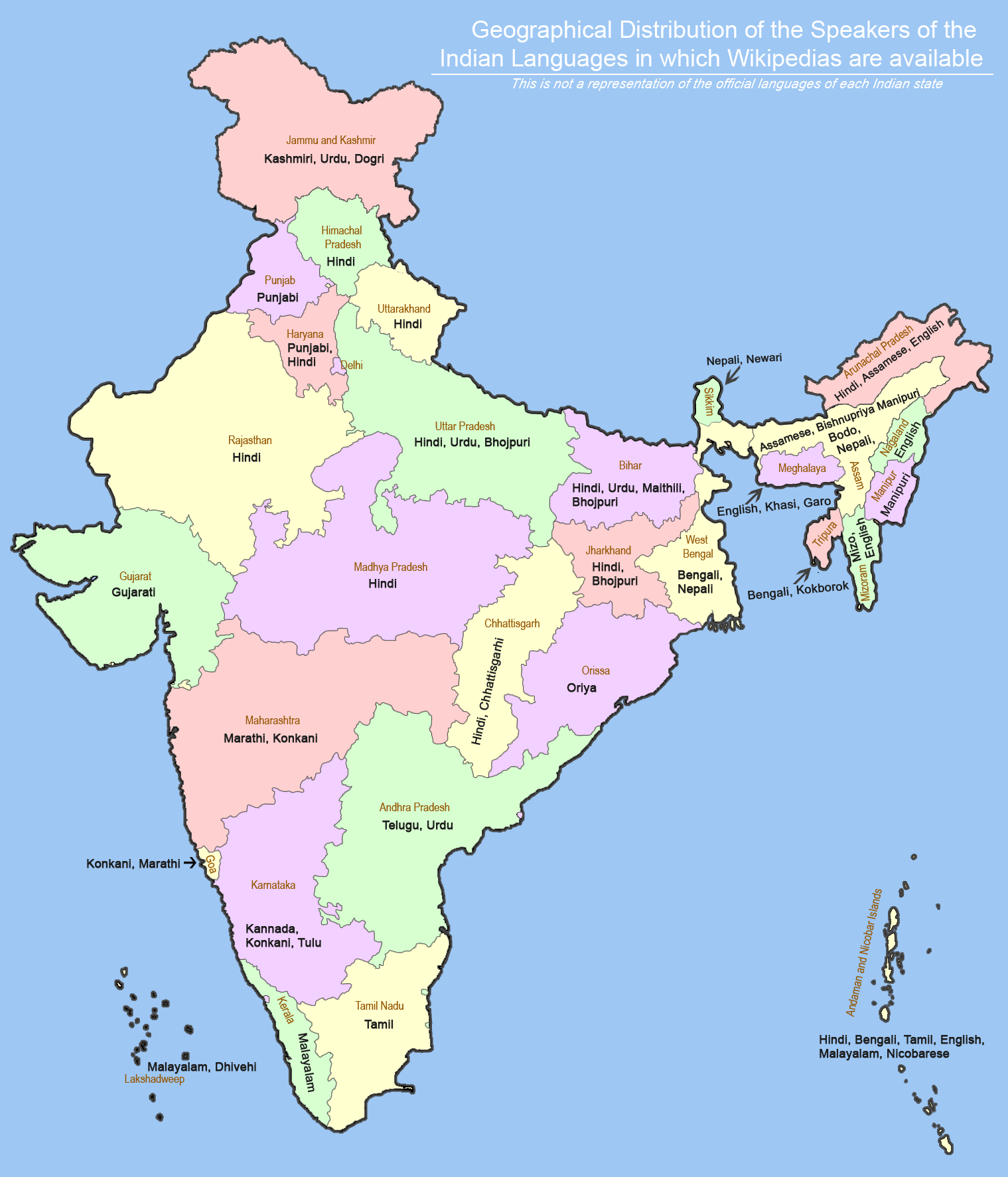
Языки Индии

Индия является родиной индо-арийской языковой группы индоевропейской языковой семьи (на этих языках говорят 74 % населения) и дравидийской языковой семьи (24 % населения). Другие языки, на которых говорят в Индии, относятся к австроазиатской и тибето-бирманской языковым семьям. Хинди, самый распространённый в Индии язык, является официальным языком правительства Индии. Английский язык, широко используемый в бизнесе и администрации, имеет статус «вспомогательного официального языка»; он также играет большую роль в образовании, в особенности в среднем и высшем.
В Конституции Индии определён 21 официальный язык, на которых говорит значительная часть населения или которые имеют классический статус. В Индии насчитывается 1652 диалекта.
| Место | Язык                 | Перепись населения 2001 года (Население 1004,59 млн чел.) | Перепись населения 2001 года (Население 1004,59 млн чел.) | Перепись населения 2001 года (Население 1004,59 млн чел.)                                                          |
|       |                      | Число носителей                                           | Процент общего населения                                  | Географическое распространение                                                                                     |
| 1     | Хинди и его диалекты | 422 048 642                                               | 41,03 %                                                   | Северная Индия |
| 2     | Бенгали              | 83 369 769                                                | 8,11 %                                                    | Западная Бенгалия, Ассам, Джаркханд, Трипура                                                                       |
| 3     | Телугу               | 74 002 856                                                | 7,37 %                                                    | Андхра-Прадеш, Карнатака, Тамил-Наду, Махараштра, Орисса                                                           |
| 4     | Маратхи              | 71 936 894                                                | 6,99 %                                                    | Махараштра, Карнатака, Мадхья-Прадеш, Гуджарат, Андхра-Прадеш, Гоа                                                 |
| 5     | Тамильский           | 60 793 814                                                | 5,91 %                                                    | Тамил-Наду, Карнатака, Пондишери, Андхра-Прадеш, Керала, Махараштра                                                |
| 6     | Урду                 | 51 536 111                                                | 5,01 %                                                    | Джамму и Кашмир, Андхра-Прадеш, Дели, Бихар, Уттар-Прадеш                                                          |
| 7     | Гуджарати            | 46 091 617                                                | 4,48 %                                                    | Гуджарат, Махараштра, Тамил-Наду                                                                                   |
| 8     | Каннада              | 37 924 011                                                | 3,69 %                                                    | Карнатака |
| 9     | Малаялам             | 33 066 392                                                | 3,21 %                                                    | Керала, Лакшадвип, Махе, Пондишери                                                                                 |
| 10    | Ория                 | 33 017 446                                                | 3,21 %                                                    | Орисса |
| 11    | Панджаби             | 29 102 477                                                | 2,83 %                                                    | Пенджаб, Чандигарх, Дели, Харьяна                                                                                  |
| 12    | Ассамский            | 13 168 484                                                | 1,28 %                                                    | Ассам |
| 13    | Майтхили             | 12 179 122                                                | 1,18 %                                                    | Бихар |
| 14    | Сантали              | 6 469 600                                                 | 0,63 %                                                    | Племена санталов обитающие на плоскогорье Чхота-Нагпур на территории штатов Бихар, Чхаттисгарх, Джаркханд и Орисса |
| 15    | Кашмири              | 5 527 698                                                 | 0,54 %                                                    | Джамму и Кашмир |
| 16    | Непальский           | 2 871 749                                                 | 0,28 %                                                    | Сикким, Западная Бенгалия, Ассам                                                                                   |
| 17    | Синдхи               | 2 535 485                                                 | 0,25 %                                                    | Гуджарат, Махараштра, Раджастхан, Мадхья-Прадеш                                                                    |
| 18    | Конкани              | 2 489 015                                                 | 0,24 %                                                    | Конкан (Гоа, Карнатака, Махараштра, Керала)                                                                        |
| 19    | Догри                | 2 282 589                                                 | 0,22 %                                                    | Джамму и Кашмир |
| 20    | Манипури             | 1 466 705                                                 | 0,14 %                                                    | Манипур |
| 21    | Бодо                 | 1 350 478                                                 | 0,13 %                                                    | Ассам |
| 22    | Санскрит             | 14 135                                                    | N                                                         | Маттур |

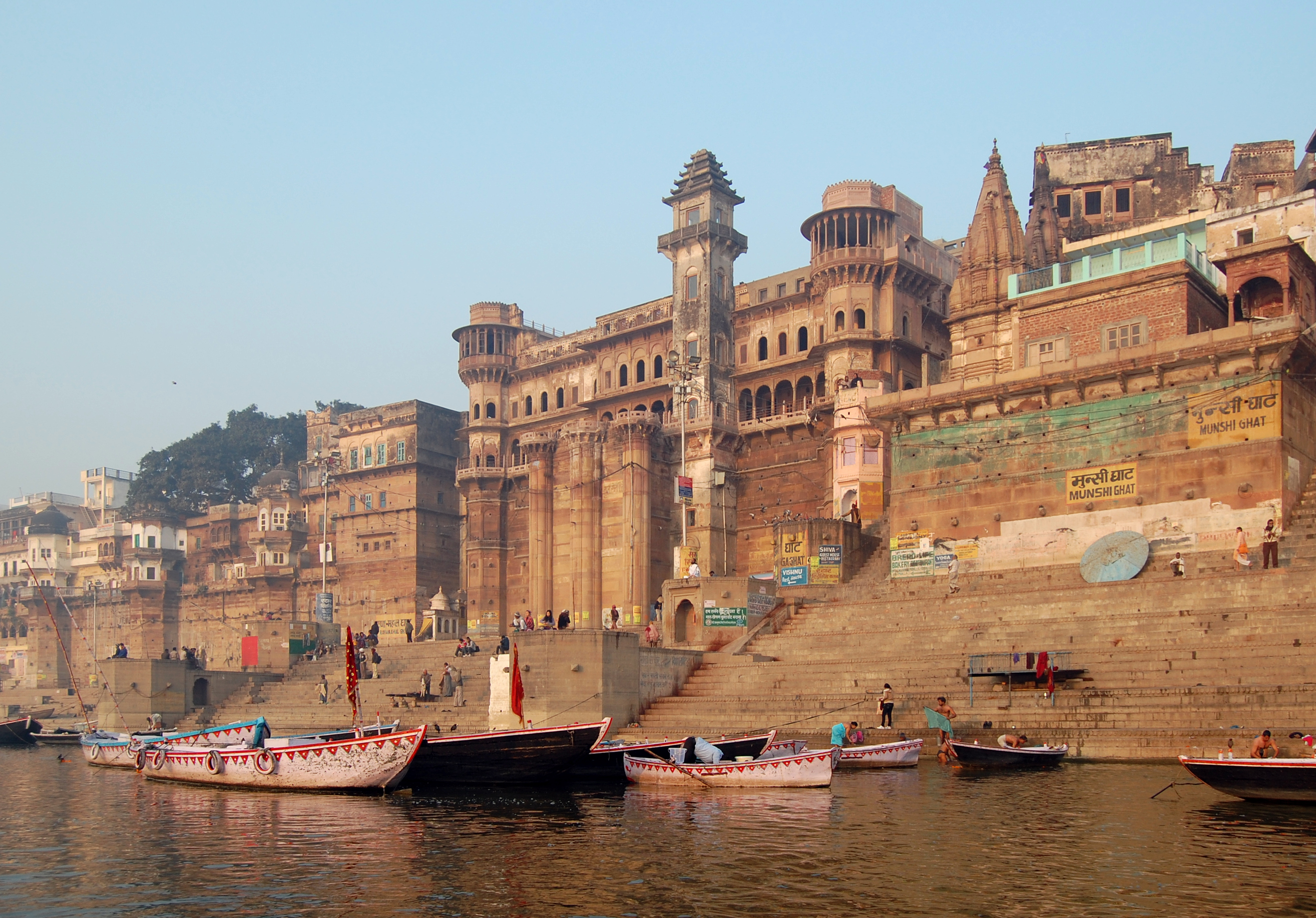
Варанаси

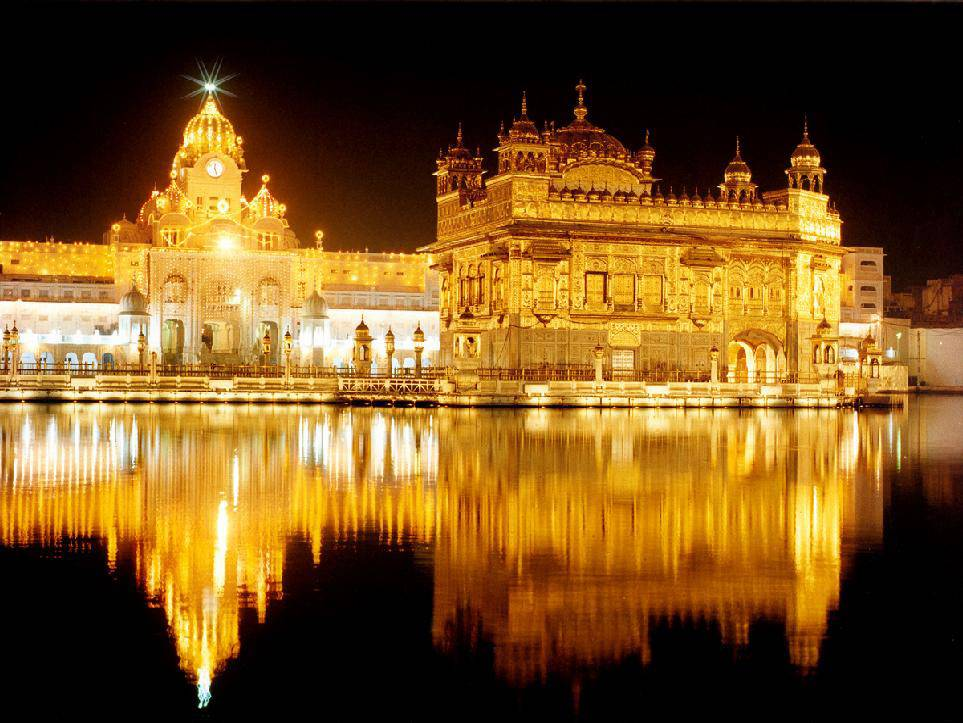
Гурдвара Хармандир-Сахиб в Амритсаре

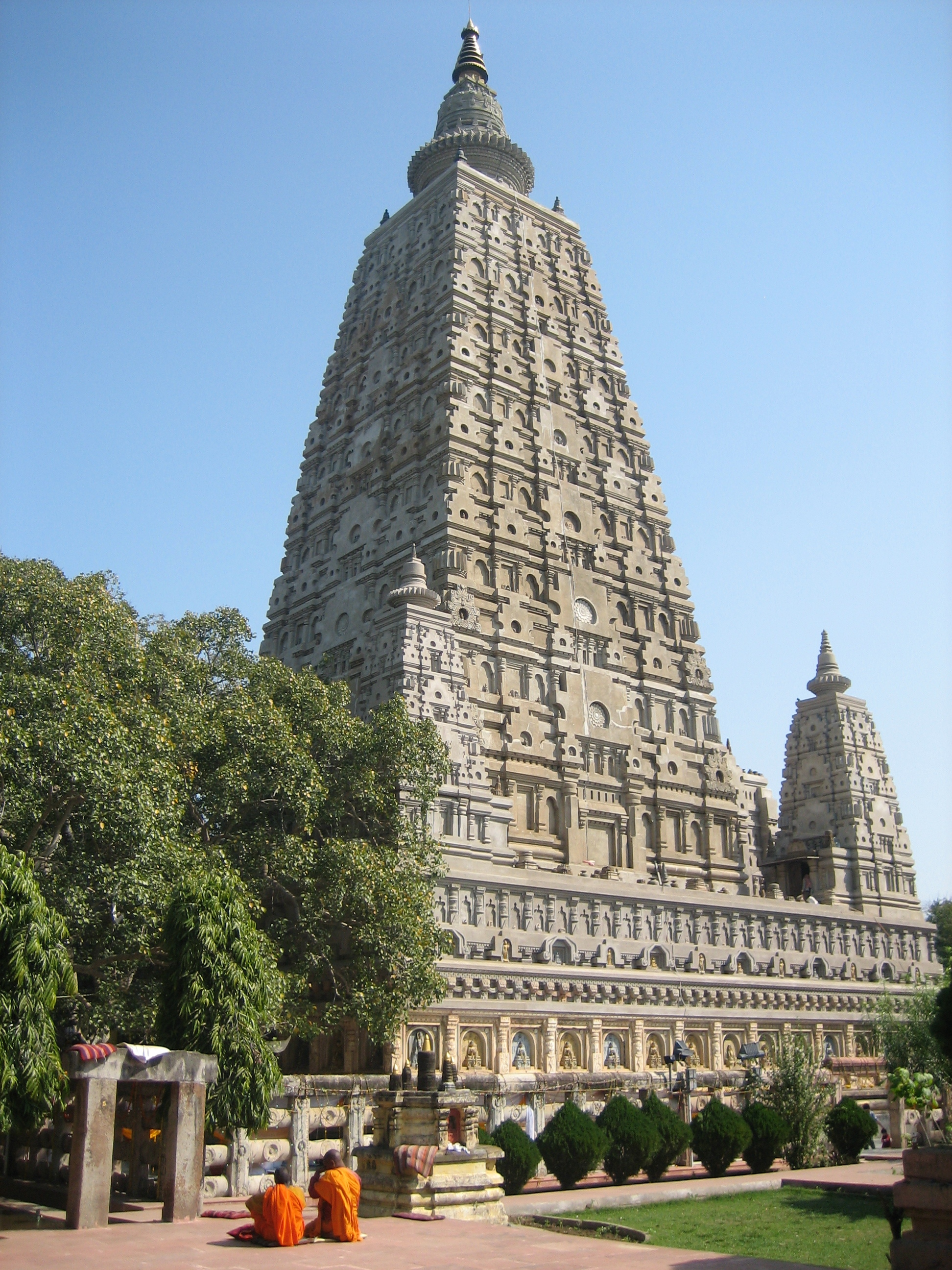
Храм Махабодхи, знаменитый буддийский храм в Бодх-Гая

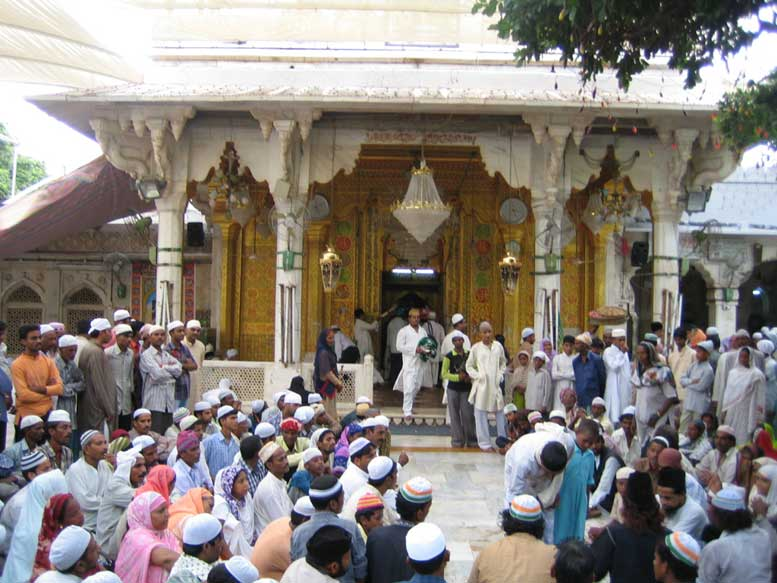
Даргах шариф в Аджмере

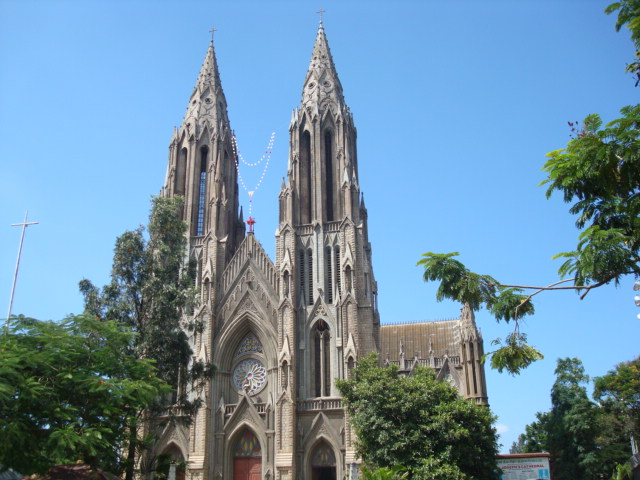
Церковь Св. Филомены, в Майсуре

Розовым цветом обозначены индоарийские языки, зелёным — дравидийские, синим — сино-тибетские, а жёлтым — австроазиатские.

### Религия
Более 900 млн индийцев (80,5 % населения) исповедуют индуизм. Другие религии, имеющие значительное количество последователей, — это ислам (13,4 %), христианство (2,3 %), сикхизм (1,9 %), буддизм (0,8 %) и джайнизм (0,4 %). В Индии также представлены такие религии как иудаизм, зороастризм, бахаи и другие. Среди аборигенного населения, которое составляет 8,1 %, распространён анимизм.
Характеристика религиозных групп согласно переписи населения 2001 года
| Религия         | Население % | Рост (1991—2001) | Соотношение полов | Грамотность (%) | Рабочая сила (%) | Соотношение полов (село) | Соотношение полов (город) | Соотношение полов (дети) |
| --------------- | ----------- | ---------------- | ----------------- | --------------- | ---------------- | ------------------------ | ------------------------- | ------------------------ |
| Индуизм         | 80,46 %     | 20,3 %           | 931               | 65,1 %          | 40,4 %           | 944                      | 894                       | 925                      |
| Ислам           | 13,43 %     | 36,0 %           | 936               | 59,1 %          | 31,3 %           | 953                      | 907                       | 950                      |
| Христианство    | 2,34 %      | 22,6 %           | 1009              | 80,3 %          | 39,7 %           | 1001                     | 1026                      | 964                      |
| Сикхизм         | 1,87 %      | 18,2 %           | 893               | 69,4 %          | 37,7 %           | 895                      | 886                       | 786                      |
| Буддизм         | 0,77 %      | 18,2 %           | 953               | 72,7 %          | 40,6 %           | 958                      | 944                       | 942                      |
| Джайнизм        | 0,41 %      | 26,0 %           | 940               | 94,1 %          | 32,9 %           | 937                      | 941                       | 870                      |
| Анимизм, другие | 0,65 %      | 103,1 %          | 992               | 47,0 %          | 48,4 %           | 995                      | 966                       | 976                      |

## Государственное устройство

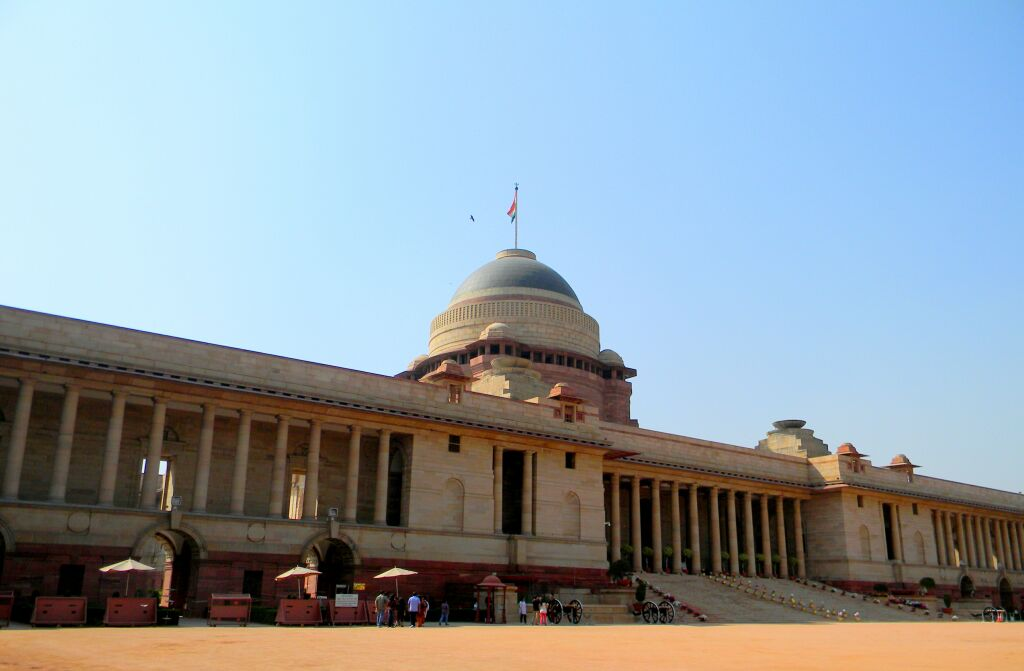
Резиденция Президента Индии

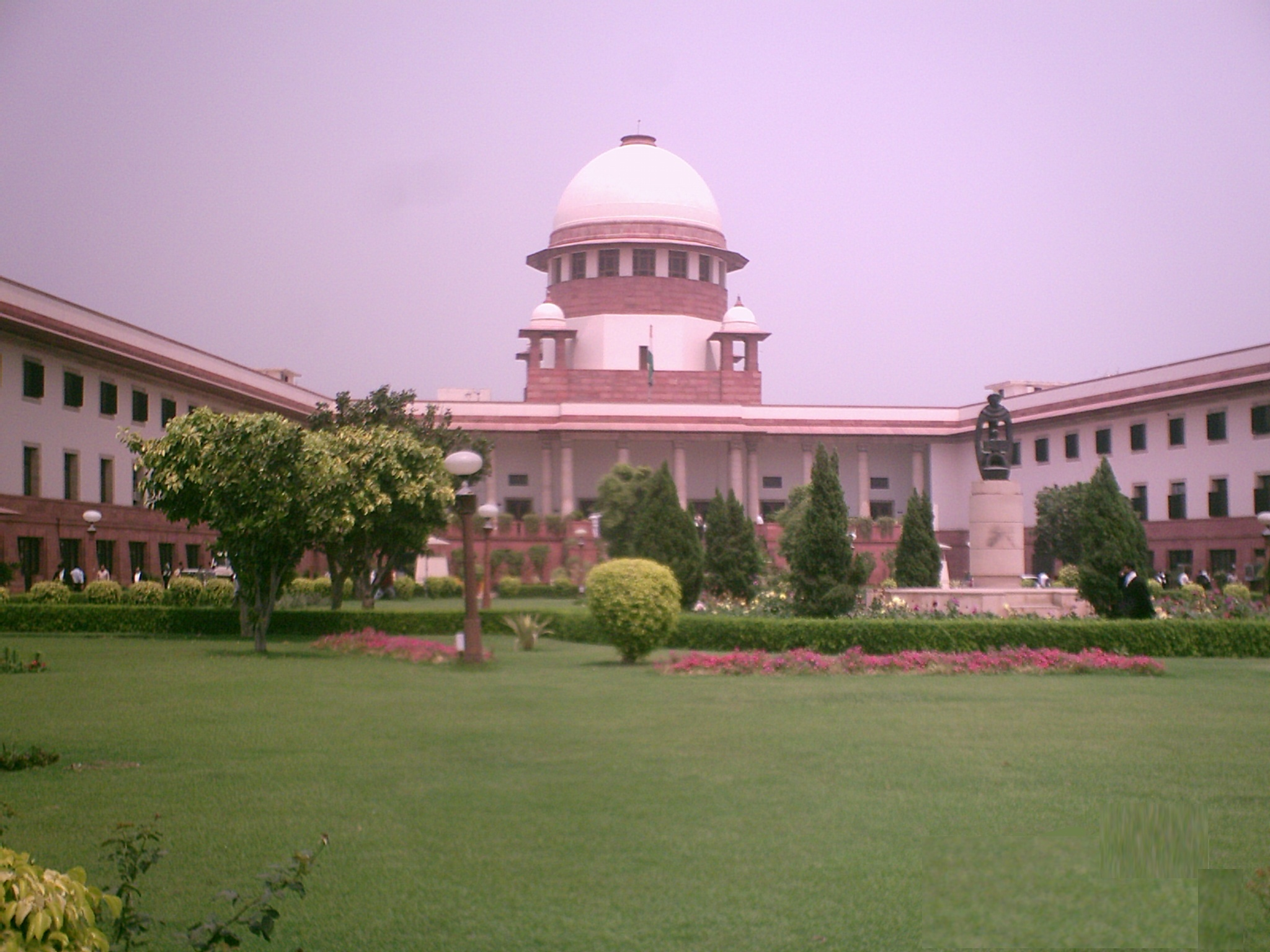
Здание Верховного суда Индии

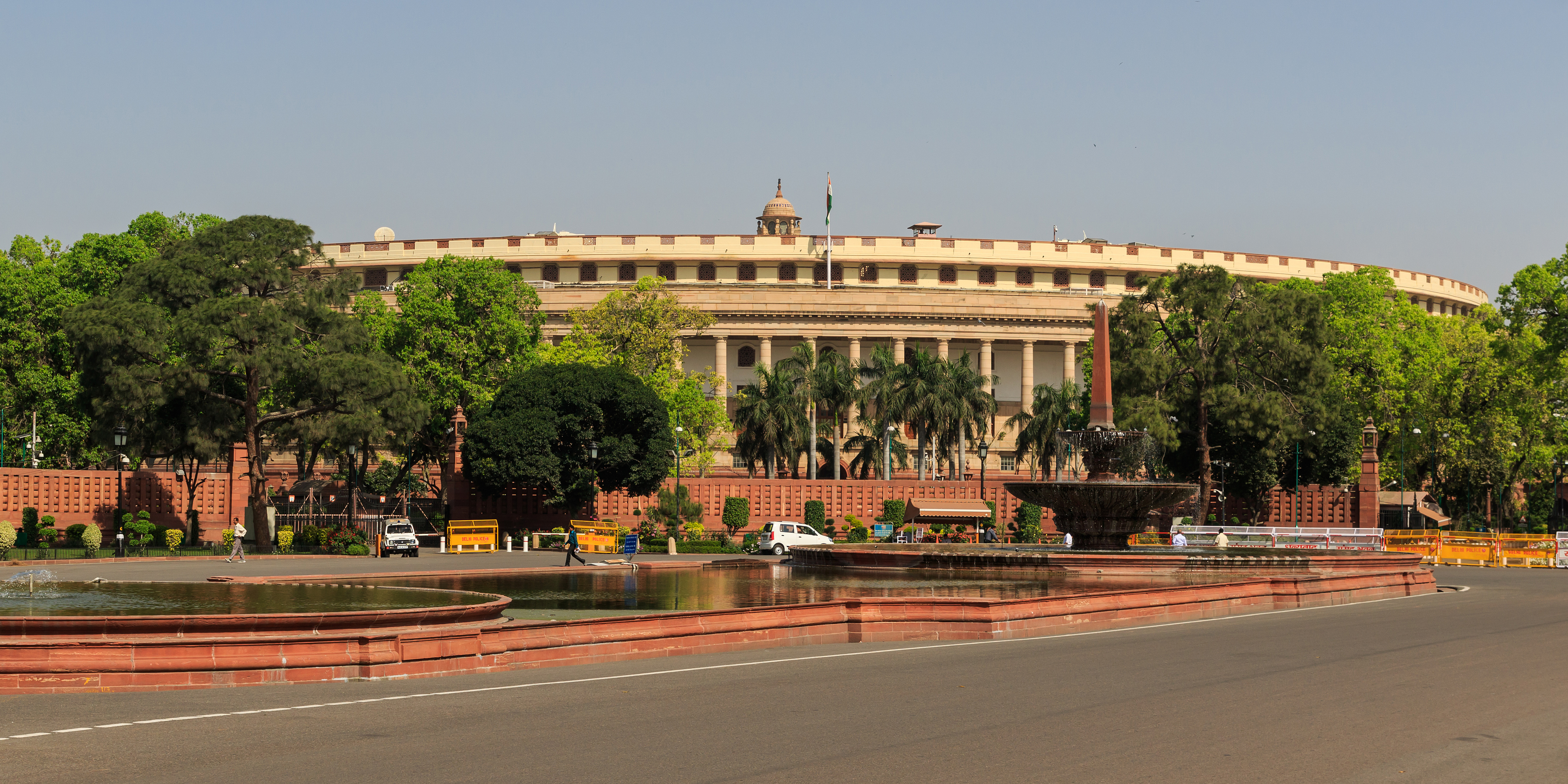
Фасад здания Парламента Индии

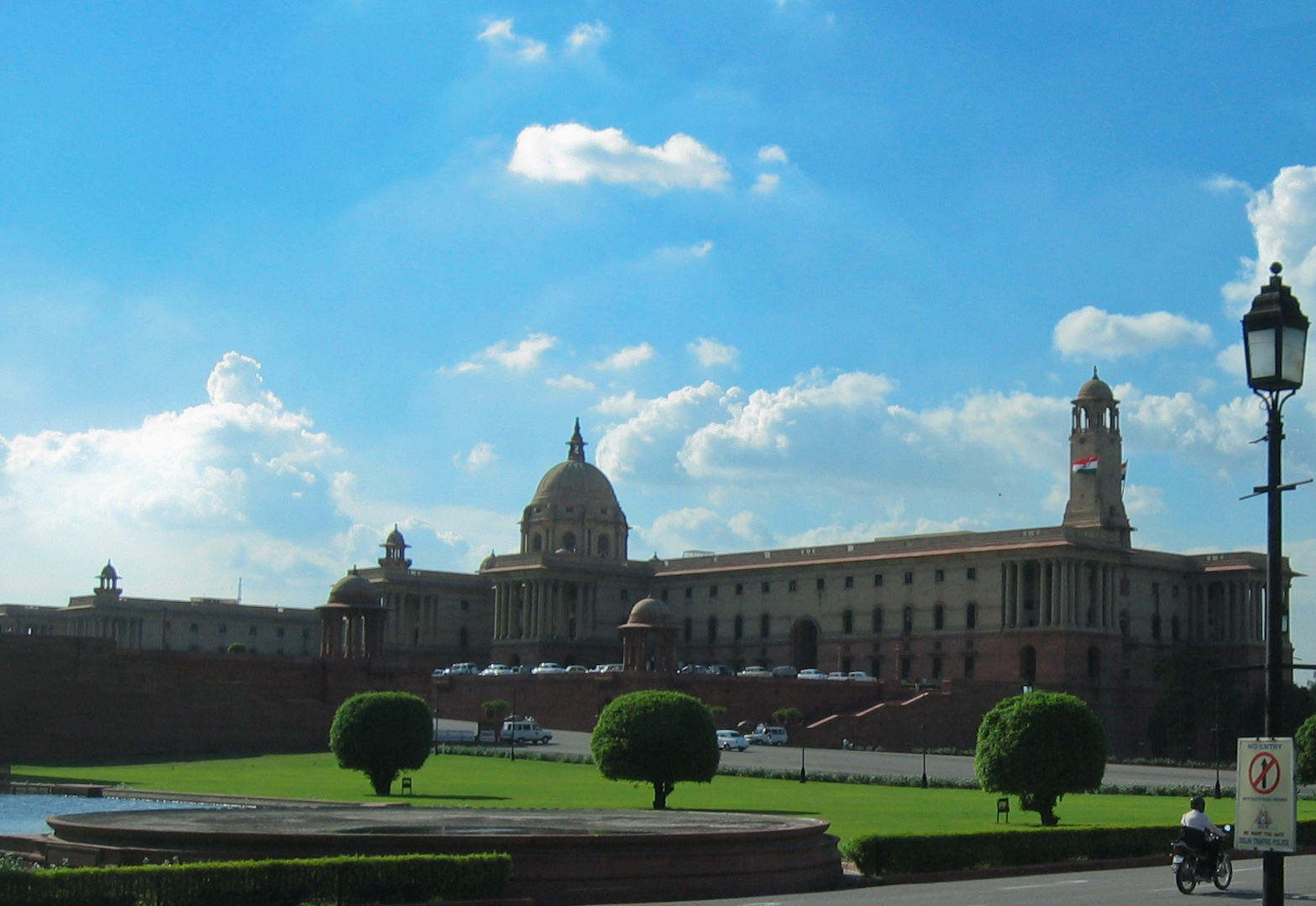
Здание в Нью-Дели, в котором расположены основные правительственные офисы

Конституция Индии была принята Учредительным собранием в конце 1949 года, через два года после достижения Индией независимости и вступила в силу 26 января 1950 года. Она является самой большой по объёму конституцией в мире. В преамбуле конституции Индия определяется как суверенная, социалистическая, светская либерально-демократическая республика, имеющая двухпалатный парламент, функционирующий по вестминстерской парламентской модели. Государственная власть разделена на три ветви: законодательную, исполнительную и судебную.
Главой государства является президент Индии, который избирается электоральной коллегией сроком на 5 лет путём непрямого голосования. Главой правительства является премьер-министр, которому принадлежит основная исполнительная власть. Премьер-министр назначается президентом и, как правило, является кандидатом, поддерживаемым политической партией или политической коалицией, имеющей большинство мест в нижней палате парламента.
Законодательной властью Индии является двухпалатный парламент, который состоит из верхней палаты, называемой «Раджья сабха» (Совет штатов), и нижней палаты «Лок сабхи» (Народной палаты). «Раджья сабха», имеющая постоянный состав, состоит из 250 членов, чей мандат длится 6 лет. Каждые два года меняется (переизбирается) треть состава Совета штатов. Большинство депутатов избирается в ходе непрямого голосования законодательными органами индийских штатов и территорий пропорционально их населению. 12 членов верхней палаты назначаются президентом за особые заслуги в искусствах, науках и общественной деятельности. 543 из 545 депутатов нижней палаты «Лок сабхи» выбираются прямым всенародным голосованием на срок 5 лет. Остальные два члена назначаются президентом из англо-индийской общины в том случае, если президент полагает, что община не представлена в парламенте должным образом.
Исполнительная ветвь власти состоит из президента, вице-президента и Совета министров (кабинет министров является его исполнительным комитетом), возглавляемого премьер-министром. Каждый министр должен быть членом одной из палат парламента. В индийской парламентской системе исполнительная власть подчинена законодательной: премьер-министр и Совет министров несут прямую ответственность перед нижней палатой парламента.
Индия имеет унитарную трёхступенчатую судебную власть, которая состоит из Верховного суда, возглавляемого верховным судьёй Индии, 21-го Высшего суда и большого количества мелких судов. Верховный суд является судом первой инстанции в процессах, касающихся основных прав человека, в спорных вопросах между штатами и центральной властью и обладает апелляционной юрисдикцией над высшими судами. Верховный суд является юридически независимым и имеет право провозглашать законы или отменять законы штатов и территорий в случае, если они противоречат Конституции. Одной из наиболее важных функций Верховного суда является конечная интерпретация Конституции.

## Внутренняя политика

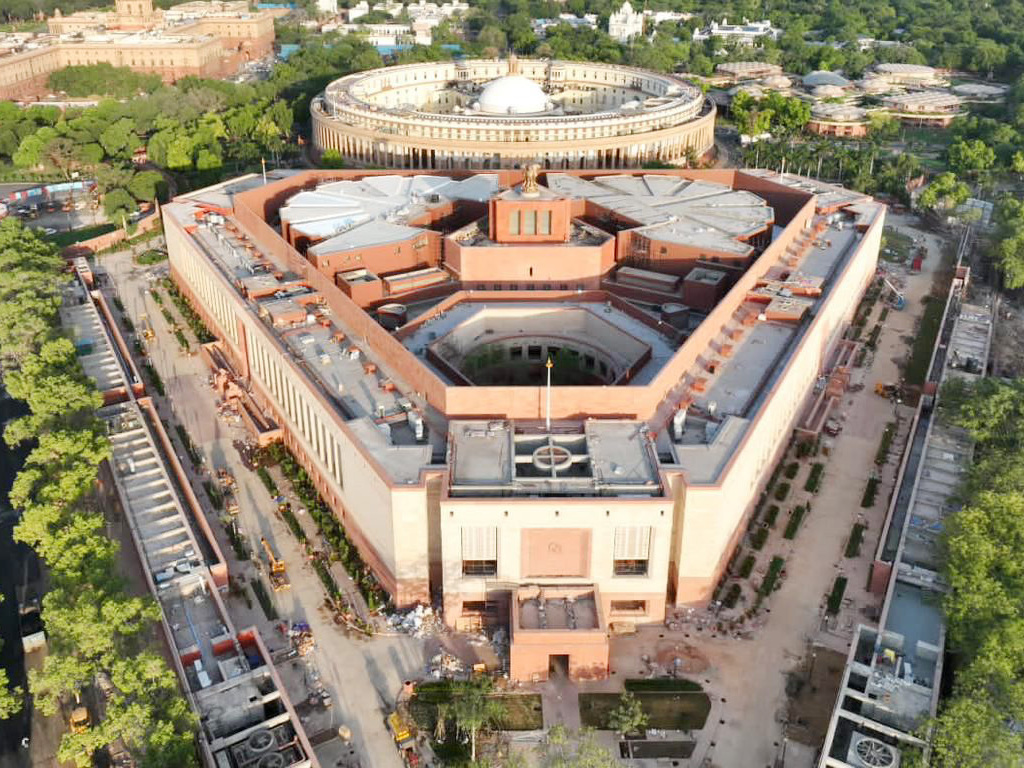
Строящееся новое здание парламента (2023)

Индия является страной с наибольшим количеством населения. В течение большей части своей истории как суверенного демократического государства, федеральное правительство возглавлялось Индийским национальным конгрессом. На уровне штатов преобладали различные национальные партии, такие как Индийский национальный конгресс, «Бхаратия джаната парти» (Индийская народная партия, БДП), Коммунистическая партия Индии (марксистская), а также разные региональные партии. С 1950 по 1990 год, за исключением двух непродолжительных периодов, Индийский национальный конгресс обладал парламентским большинством. Индийский национальный конгресс не был у власти в период с 1977 по 1980 год, когда партия «Джаната» победила на выборах по причине народного недовольства в связи с введением тогдашним премьер-министром Индирой Ганди чрезвычайного положения. В 1989 году коалиция Национальный фронт в союзе с коалицией Левого фронта одержала победу на выборах, но смогла удержаться у власти только два года.
В период с 1996 по 1998 год федеральное правительство возглавляли ряд недолго просуществовавших коалиций. Консервативная «Бхаратия джаната парти» сформировала правительство на короткий срок в 1996 году, затем к власти пришла коалиция Объединённого фронта.
В 1998 году Бхаратия джаната парти создала Национальный демократический альянс(НДА) с рядом региональных партий и стала второй партией в истории, после Индийского национального конгресса, которая смогла удержаться у власти весь пятилетний период.
На выборах 2004 года Индийский национальный конгресс завоевал большинство в «Лок сабхе» и создал правительство совместно с коалицией Объединённый прогрессивный альянс (UPA), поддерживаемой рядом партий левой направленности и депутатами, находившимися в оппозиции к «Бхаратия джаната парти».
На парламентских выборах 2014 года «Бхаратия джаната парти» возглавила Национальный демократический альянс (НДА), который одержал победу. Лидер партии — Нарендра Моди — был избран премьер-министром Индии.

## Внешняя политика

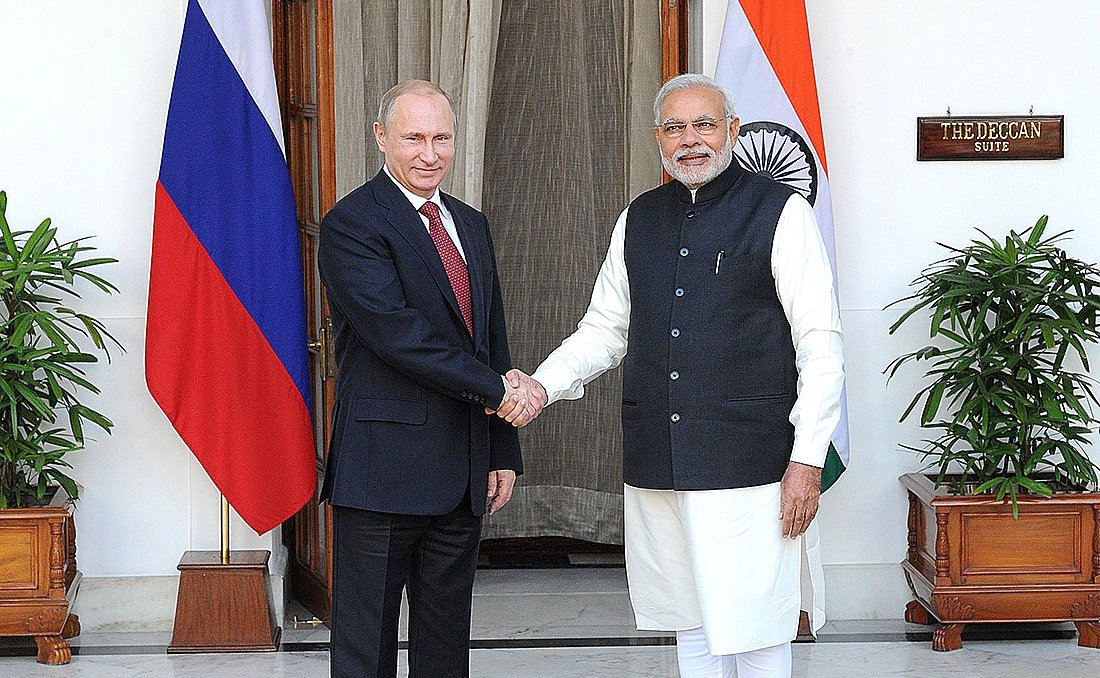
Премьер-министр Индии Нарендра Моди и Президент РФ Владимир Путин,
11 декабря 2014 года

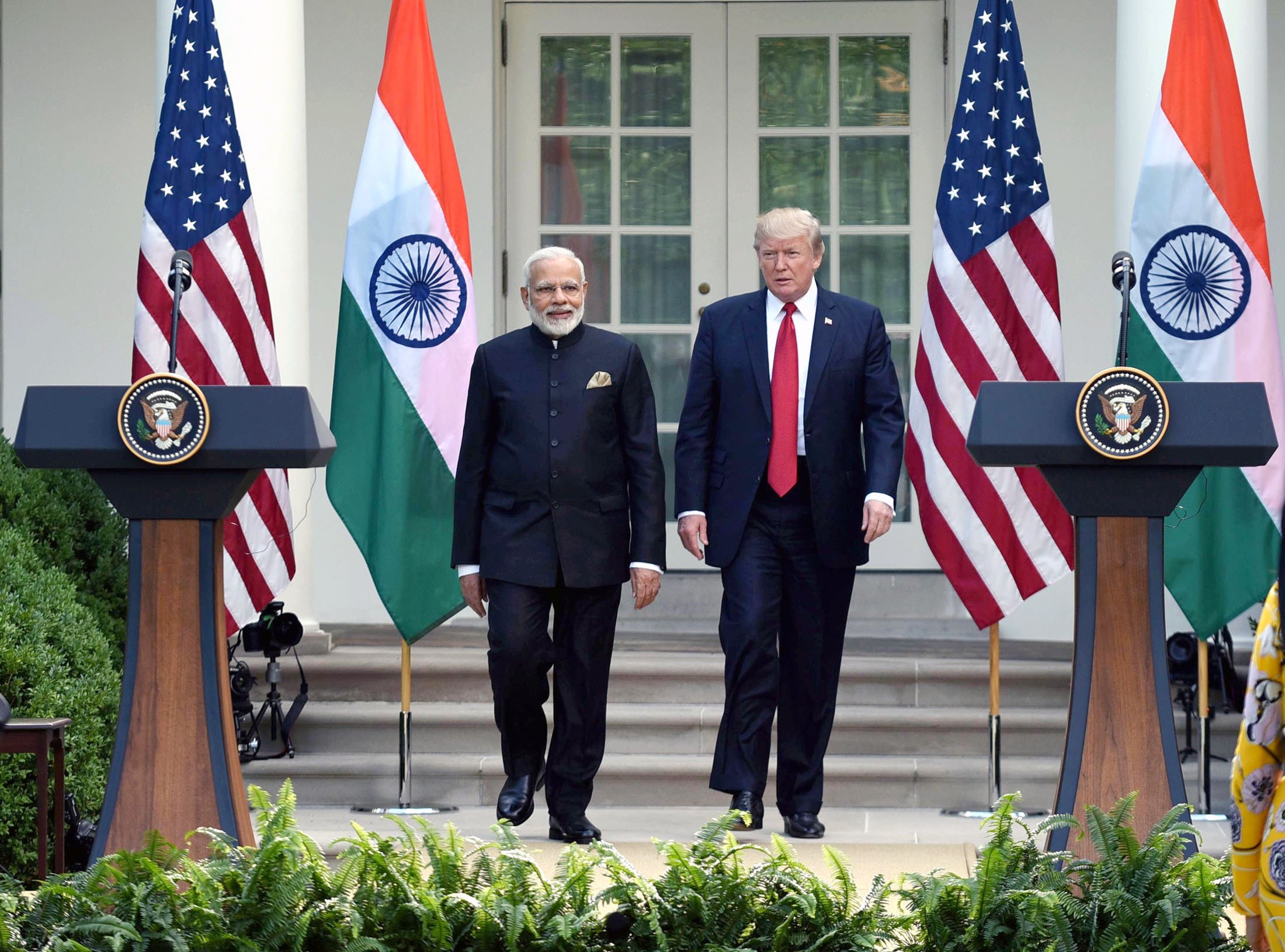
Премьер-министр Индии Нарендра Моди и Президент США Дональд Трамп,
2017 год

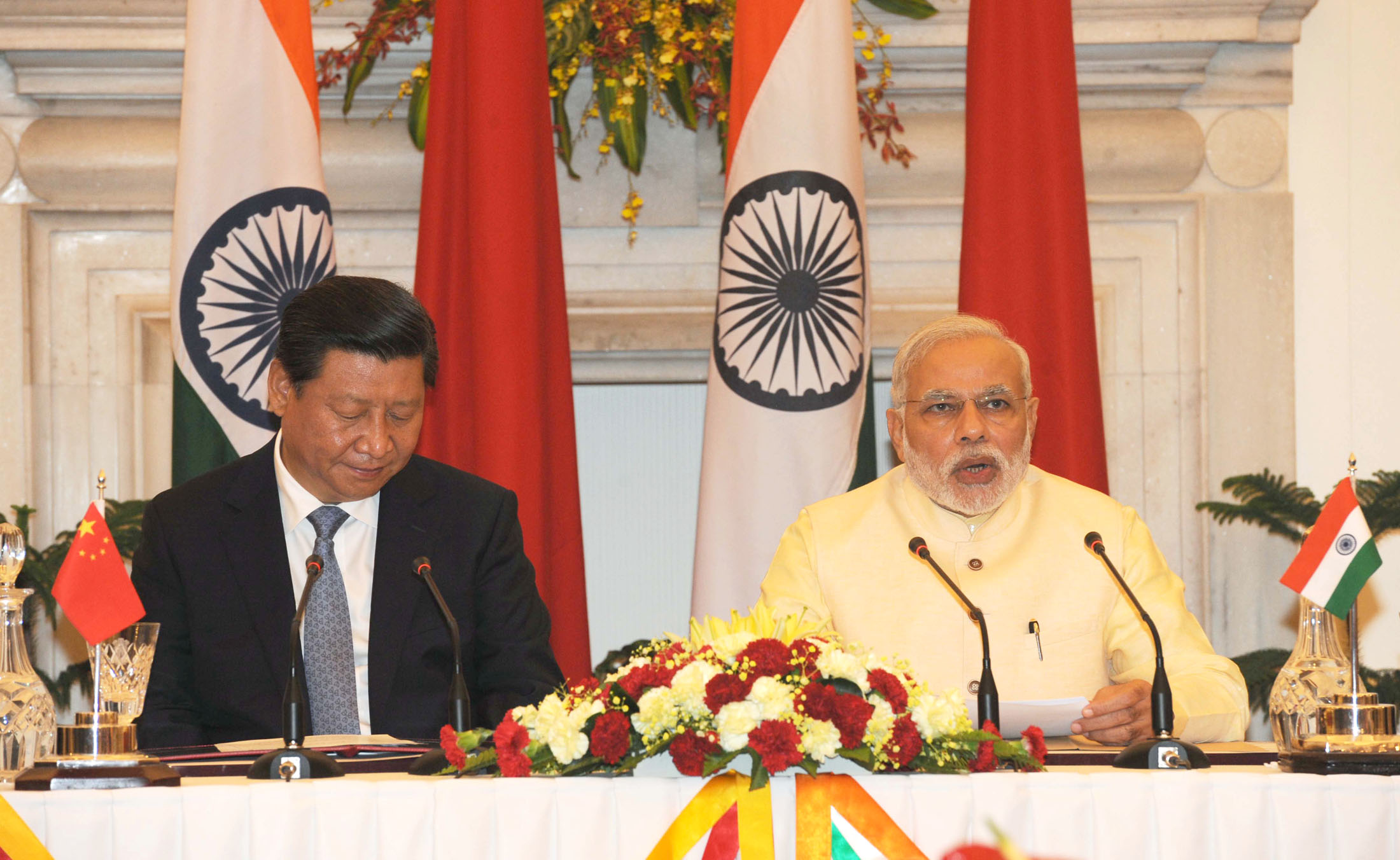
Премьер-министр Индии Нарендра Моди и Председатель КНР Си Цзиньпин

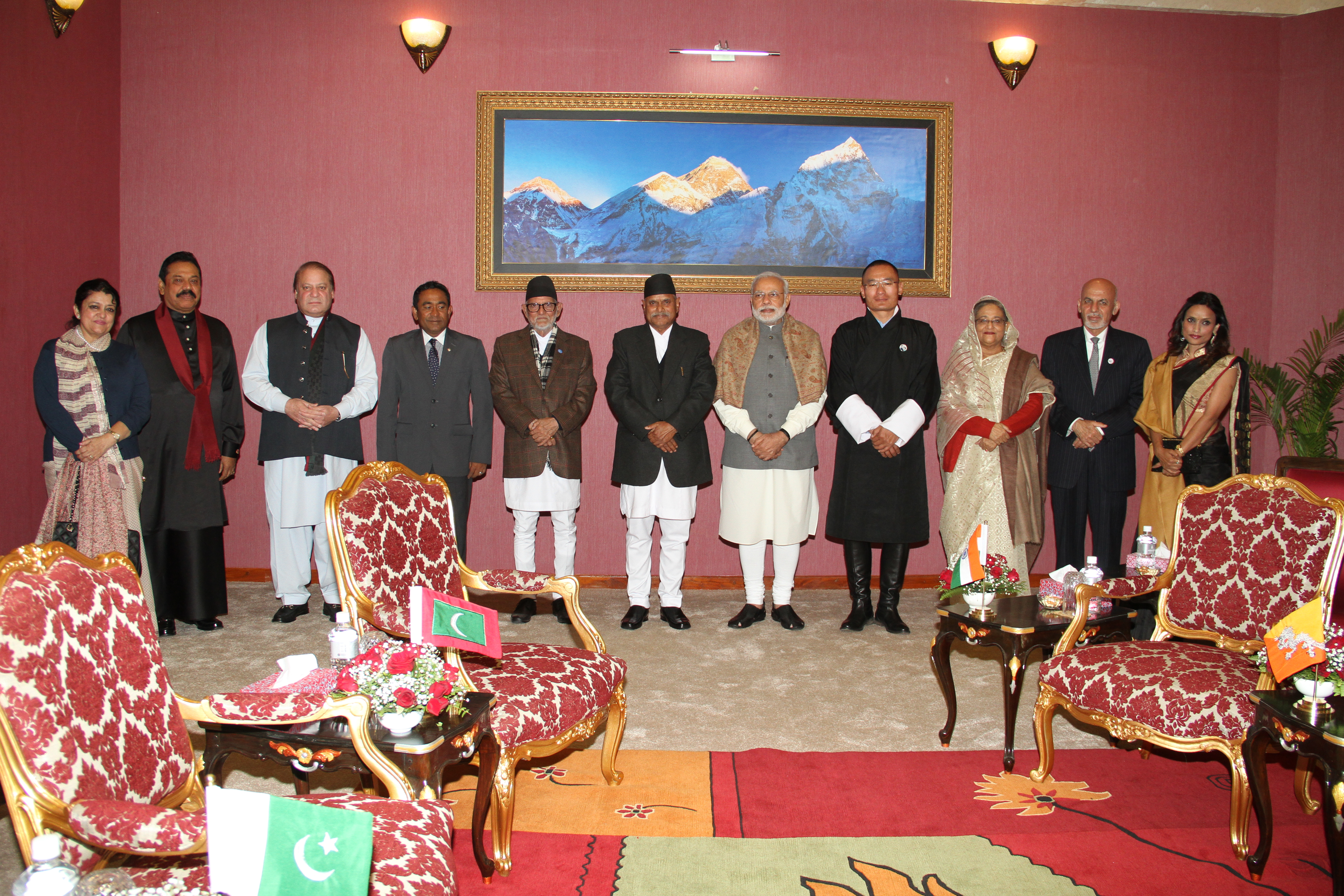
Саммит Ассоциация регионального сотрудничества Южной Азии 2014 года

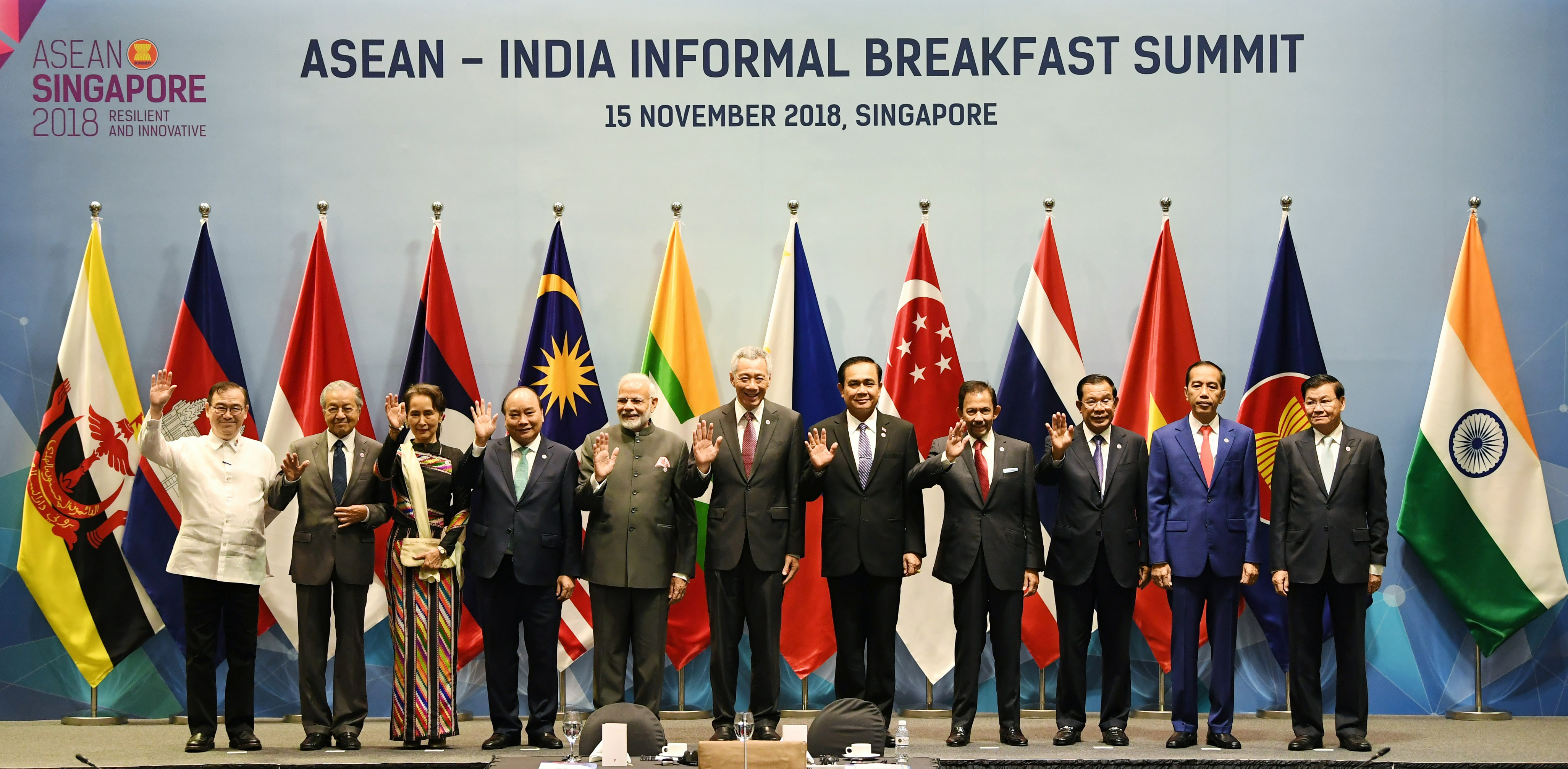
Саммит Индия-Ассоциация государств Юго-Восточной Азии 2018 года

Со времени своей независимости в 1947 году Индия поддерживает дружественные отношения с большинством стран. В 1950-х годах Индия сыграла важную роль на международной арене, выступая за независимость европейских колоний в Африке и Азии. Индийская армия провела две непродолжительные миротворческие миссии в соседних странах — на Шри-Ланке (1987—1990) и Операцию «Кактус» на Мальдивских островах. Индия является членом Содружества наций и членом — основателем Движения неприсоединения. После Китайско-индийской пограничной войны и Второй индо-пакистанской войны 1965 года Индия заметно сблизилась с Советским Союзом ценой разрыва связей с США и продолжила подобную политику вплоть до конца холодной войны. Индия участвовала в трёх военных конфликтах с Пакистаном, в основном из-за спорной территории Кашмира. Другие столкновения между двумя странами произошли в 1984 году из-за ледника Сиачен и Каргильская война 1999 года.
В последние годы Индия продолжает играть заметную роль в Ассоциации государств Юго-Восточной Азии, Ассоциации регионального сотрудничества Южной Азии и Всемирной торговой организации. Индия является одним из членов-основателей Организации Объединённых Наций и активным участником в её миротворческих миссиях: более 55 000 индийских солдат приняло участие в тридцати пяти операциях по поддержанию мира на четырёх континентах. Несмотря на критику и военные санкции, Индия постоянно отказывается подписать Договор о всеобъемлющем запрещении ядерных испытаний и Договор о нераспространении ядерного оружия, предпочитая взамен поддерживать полный контроль над своими ядерными программами. В последнее время на внешнеполитической арене индийское правительство направило усилия на улучшение взаимоотношений с США, Китаем и Пакистаном. В экономической сфере Индия имеет близкие взаимоотношения с другими развивающимися странами в Южной Америке, Азии, и Африке.

## Вооружённые силы и спецслужбы

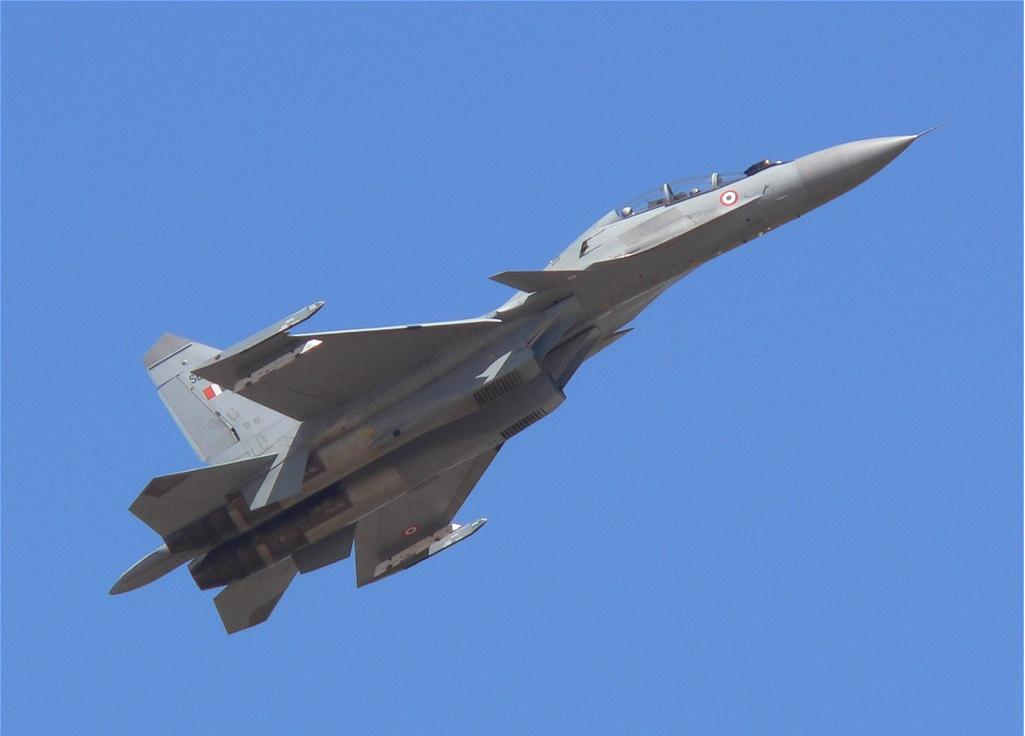
Су-30 находятся на вооружении Военно-воздушных сил Индии

Вооружённые силы Индии занимают третье по величине место в мире, они состоят из армии, флота и военно-воздушных сил. К вспомогательным войскам принадлежат индийские военизированные подразделения, индийская береговая оборона и стратегическое военное командование. Президент Индии является верховным главнокомандующим вооружённых сил. В 2007 году военный бюджет страны составил 19,8 млрд долларов США, что составляет 2,4 % ВВП. Индия — главный в мире импортёр вооружения, при этом 3/4 всего импортного вооружения Индия получает из России.
В 1974 году Индия стала членом Ядерного клуба, произведя первое ядерное испытание под кодовым названием Операция улыбающийся Будда. Последующие подземные испытания ядерного оружия в 1998 году привели к международным военным санкциям против Индии, которые были постепенно приостановлены после сентября 2001 года. В своей ядерной политике Индия придерживается правила «неприменения первым». 10 октября 2008 года между Индией и США был заключён Индо-американский договор о ядерном сотрудничестве, который окончательно положил конец изоляции страны в области атомной энергетики.
Спецслужбы Индии включают в себя Объединённый разведывательный комитет — «Joint Intelligence Committee» (JIC), Отдел исследований и анализа — «Research and Analysis Wing» (RAW), Разведывательное бюро — «Intelligence Bureau» (IB), а также разведывательные подразделения Министерства обороны, Центральное бюро расследований Министерства государства и внутренних дел и подразделения Департамента внутренней безопасности. Поскольку основным геополитическим противником Индии является Пакистан, работа против Пакистана и его спецслужб является главным приоритетом спецслужб Индии.

## Экономика

Доля крупнейших стран в общемировом ВВП (по ППС) по данным МВФ

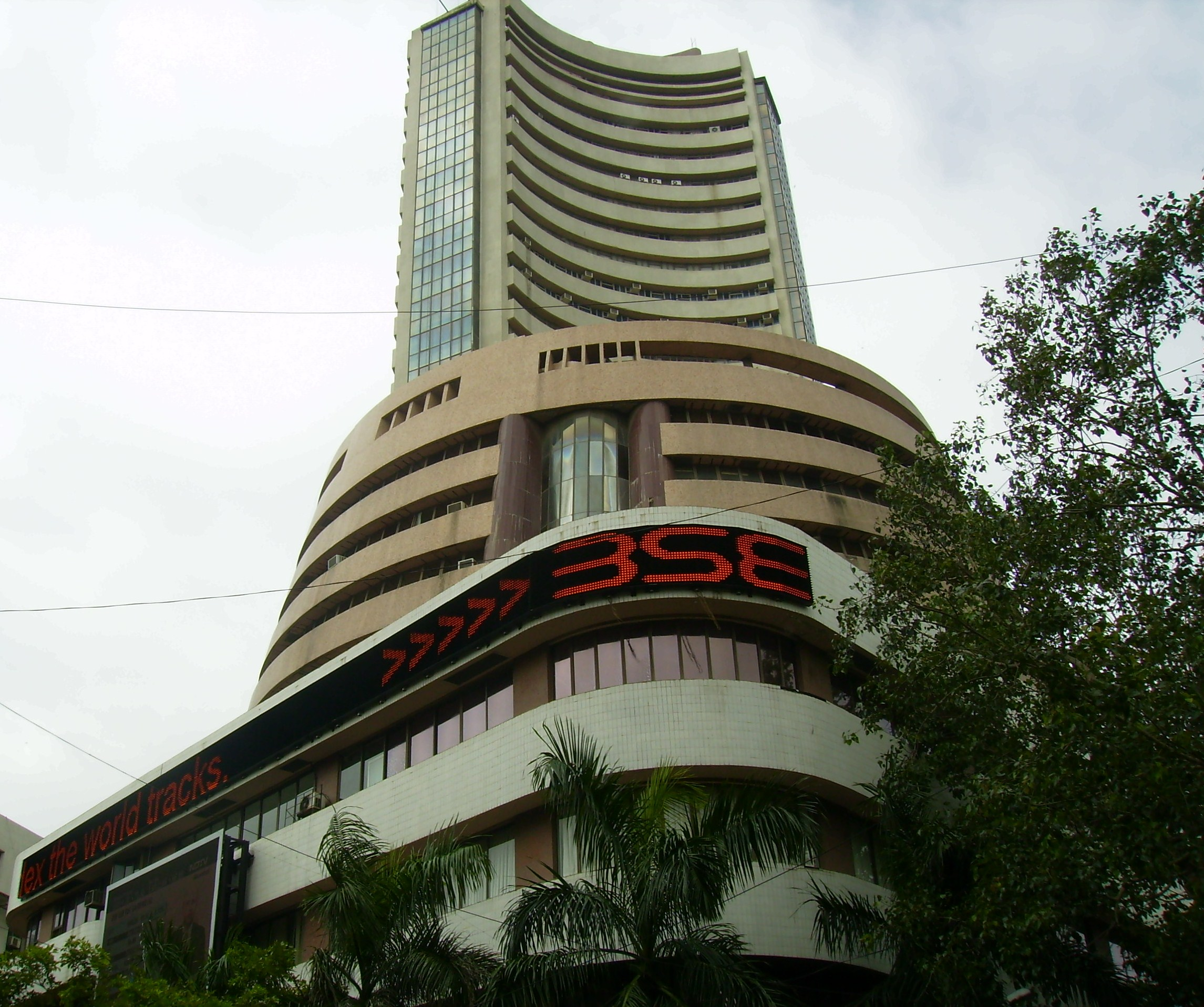
Бомбейская фондовая биржа в Мумбае, — самая старая в Азии и самая большая в Индии фондовая биржа

На протяжении большей части своей истории после обретения независимости Индия проводила социалистическую экономическую политику с правительственным участием в частном секторе, строгим контролем над иностранной торговлей и инвестициями. С 1991 года страна начала либеральные экономические реформы, открыв свой рынок и уменьшив правительственный контроль в сфере экономики. Золотовалютные резервы возросли с 5,8 млрд долларов США в марте 1991 года до 304,2 млрд долларов по состоянию на конец 2013/14 финансового года. Однако при этом доля золота в них резко снизилась — до 7 %.
Также заметно сократился бюджетный дефицит — как федеральный, так и отдельных штатов. В правительстве и парламенте обсуждаются меры по приватизации государственных компаний и открытию отдельных секторов экономики для частного и иностранного участия. Показателем усиления частного сектора в 1990—2000-е годы является уменьшение доли государственного долга в общей внешней задолженности: этот показатель составил 59,9 % в 1990/91 финансовом году, 44,1 % — в 2000/01 и лишь 25,6 % в 2010/11. Номинальный ВВП составлял в 2015 году 2,382 трлн долл США, что делало Индию седьмой по величине экономикой в мире. Если измерять согласно паритету покупательной способности, Индия в 2018 году имела третий по величине ВВП в мире — 10,5 трлн долларов. По данным МВФ номинальный доход на душу населения в 2018 году составлял примерно 2 тыс. долларов США (145-е место в мире по этому показателю), а согласно паритету покупательной способности — от 7 до 8 тыс. долларов по разным оценкам (121-е место в мире по данным МВФ).
С 1992 по 2015 год средний рост годового ВВП составлял 6,8 %, что сделало индийскую экономику одной из самых быстроразвивающихся в мире. Численность рабочей силы в Индии на 2017 год составляла 521,9 млн человек (второе место в мире после Китая): 47 % занятых работают в области сельского хозяйства; 31 % — в области услуг; и 22 % — в промышленности. Основными сельскохозяйственными культурами являются рис, пшеница, хлопок, джут, чай, сахарный тростник и картофель. Сельскохозяйственный сектор в 2017 году составлял 15,4 % ВВП; сектор услуг и промышленность соответственно составляют 61,5 % и 23 %. Основные отрасли промышленности: автомобилестроение, химическая, цементная, потребительская электроника, машиностроение, добыча полезных ископаемых, нефтяная, фармацевтическая, металлообрабатывающая, пищевая и текстильная. Вместе с быстрым экономическим ростом сильно возросла потребность в энергоресурсах. Согласно статистическим данным, Индия в 2008 году занимала шестое место в мире по потреблению нефти и третье — по потреблению каменного угля.
За последние два десятилетия экономика Индии испытала стабильный рост, но если сравнивать различные социальные группы, географические регионы, сельскую и городскую местность, экономический рост не был равномерным. Неравномерность доходов в Индии относительно невелика (Коэффициент Джини: 33,6 в 2011 году), хотя в последние годы наблюдается её рост. В Индии существует довольно-таки большое расслоение населения, по данным на 2009 год, 10 % населения обладали 28,8 % национальных доходов. Несмотря на заметный экономический прогресс, четверть населения страны живёт ниже установленного государством прожиточного минимума, который равняется 0,40 доллара США в день. Согласно статистическим данным, в 2011 году, 19 % населения находилось ниже уровня бедности с порогом в 2 доллара в день.
В последнее время Индия благодаря наличию большого количества англоговорящих специалистов-профессионалов стала аутсорсинговым местом назначения для многих мультинациональных корпораций и популярным местом для «медицинского туризма». Индия также превратилась в значительного экспортёра программного обеспечения, а также финансовых и технологических услуг. Основными природными ресурсами Индии являются пахотная земля, бокситы, хромиты, уголь, алмазы, железная руда, известняк, марганец, слюды, природный газ, нефть и руды титана.
В 2010/11 финансовом году экспорт составил 250,5 млрд долларов США, а импорт — около 380,9 млрд. Основной экспорт (2009/10 финансовый год)приходится на машины и оборудование (21,4 %), кустарные изделия (16,8 %), химическую продукцию (12,8 %), продовольствие и сельскохозяйственное сырьё (10,0 %), готовую одежду и текстиль (8,1 %). Основные покупатели (2009/10 финансовый год): ЕС (20,2 %), США (10,9 %).
Также Индия занимает первое место в мире по экспорту слюды (основные покупатели Китай, Япония, США).
Основной импорт — нефть, машинное оборудование, удобрения и химикаты. Главными торговыми партнёрами Индии являются США, Европейский союз и Китай.

### Динамика внешнего долга
Проблема внешнего долга Индии обострилась в конце 1980-х годов, когда он достиг 83,8 млрд долларов (29 % ВВП в 1990/91 финансовом году), тогда как в 1980/81 финансовом году он составлял 23,5 млрд долларов (менее 12 % ВВП). При этом доля государственного долга в общей внешней задолженности составила 59,9 % (1990/91 финансовый год). К 2001/02 финансовому году ситуация улучшилась — государственный долг сократился до 43,6 млрд долларов и почти не изменился за пять последующих лет (46,3 млрд долларов в 2005/06 финансовом году). Однако затем госдолг начал резко расти и в 2010/11 финансовом году составил 78,2 млрд долларов. Общий внешний долг увеличился ещё быстрее: с 92,9 млрд долларов в 2005/06 финансовом году до 227,7 млрд долларов в 2010/11 финансовом году.

### Транспорт

Железнодорожная карта Индии

Карта автомагистралей Индии

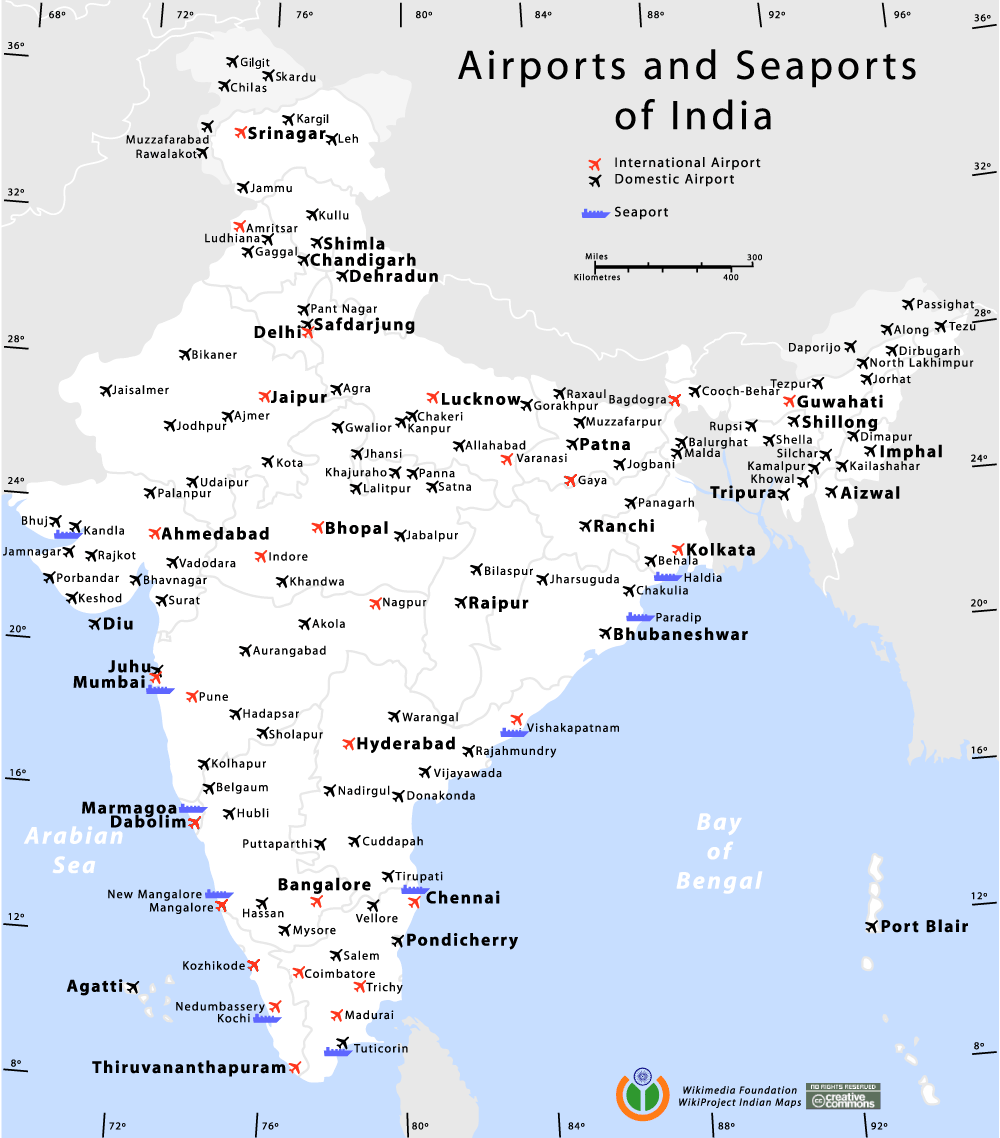
Карта аэропортов и морских портов

В Индии представлены все виды транспорта: водный (морской и речной), автомобильный, воздушный, железнодорожный, трубопроводный.
Железнодорожный транспорт в Индии обеспечивает массовые перевозки грузов и людей. Протяженность железнодорожной сети (2009 год) — более 63 тыс. км, в том числе 18 тыс. км электрифицированы. В год перевозится до 6 миллиардов пассажиров и 350 миллионов тонн грузов. Основным железнодорожным оператором страны, контролирующим 99 % перевозок, является Indian Railways. В 1951 году железные дороги страны были национализированы.
На 1950 год в Индии насчитывалось 382 тыс. км грунтовых дорог и 136 тыс. км шоссейных дорог. Из этих дорог были пригодны для интенсивного движения грузового и пассажирского автотранспорта всего 22 тыс. км.
В Индии судоходны нижние течения рек Ганг, Кришна, Годавари, Кавери. Эти реки используются для транспортировки грузов, ещё в 1950-х годах 3/4 грузов перевозилось по рекам на парусных судах.
В 1951 году флот океанских судов Индии насчитывал всего 86 пароходов с тоннажом 338 тысяч тонн.
В 1950 году в Индии действовало 64 гражданских аэропорта. В настоящее время в Индии 454 аэропорта.

### Динамика объёмов золото-валютных резервов
В первые годы независимости объёмы золотовалютных резервов Индии резко упали с 2,161 млрд долларов в 1950/51 финансовом году до 0,637 млрд долларов в 1960/61 финансовом году и затем долгое время держались на низком уровне (0,975 млрд долларов в 1970/71 финансовом году). 1970-е годы были для страны относительно благоприятными, что привело к резкому росту золотовалютных резервов, которые в 1980/81 финансовом году составили 6,823 млрд долларов. В 1980-е годы рост резервов остановился: они в 1990/91 финансовом году насчитывали 5,834 млрд долларов. После либерализации в 1990-е годы золотовалютные резервы возросли более, чем в 7 раз — до 42,281 млрд долларов в 2000/2001 финансовом году. 2000-е годы ознаменовались новым скачкообразным ростом и вновь более, чем в 7 раз — до 304,818 млрд долларов в 2010/2011 финансовом году. Доля золота в резервах в 1990-е годы снизилась с 51 % (1990/91 финансовый год) до 6 % (2000/2001 финансовый год). В 2000-е годы доля золота возросла до 8 % (2010/2011 финансовый год).

### Добыча слюды
Индия лидирует в мире по производству листового мусковита, причём основная добыча приходится на штат Андхра-Прадеш, где расположен слюдяной пояс шириной 25 км и длиной 100 км. Очень развита незаконная добыча в закрытых шахтах, порой с использованием детского труда. В 2012—2013 году официально добыто 1255 тонн природной слюды на 32 месторождениях. Официальная добыча индийской слюды достигла расцвета в 1960-е годы (7000 тонн в 1961 году), но затем наступил упадок (1550 тонн в 1988 году), затем объёмы производства стабилизировались и в 2000-е годы сильно колебались от примерно 1100 тонн до 4500 тонн в год.

### Внешняя торговля
Для внешней торговли независимой Индии характерно постоянное преобладание импорта над экспортом. В первые десятилетия независимости внешнеторговый оборот увеличивался, но очень медленно: 2,5 млрд долларов в 1950/51 финансовом году, 4,2 млрд долларов в 1970/71 финансовом году. Затем последовал скачок и в 1980/81 финансовом году объём внешней торговли составил 24,4 млрд долларов, а в 1990/91 финансовом году 42,2 млрд долларов. В 1990-е — 2000-е годы объём внешнего товарооборота резко вырос, составив 95,2 млрд долларов в 2001/02 финансовом году и 631,4 млрд долларов в 2010/11 финансовом году. Также изменилась структура индийского импорта: доля зерновых сократилась почти до нуля: с 16,1 % от стоимости импорта в 1960/61 финансовом году до 0,03 % в 2009/10 финансовом году. В последние десятилетия также изменился индийский экспорт: доля чая упала до 0,4 % в 2009/10 финансовом году (в 1970/71 финансовом году на него приходилось 9,6 % индийского экспорта), а доля джута и джутовых изделий сократилась с 21,0 % до 0,4 % в 2009/10 финансовом году.
По данным книги фактов ЦРУ по состоянию на 2017 год, объём экспорта составил 299,3 млрд долл., основными статьями экспорта были химикаты (в том числе лекарства) и нефтепродукты, драгоценные и поделочные камни, машины и оборудование, железная руда, сталь, чай, кофе и другие с/х товары, текстиль. Основные покупатели: США — 15,6 %, ОАЭ — 10,2 %, Гонконг — 4,9 %, КНР — 4,3 %. Объём импорта в 2017 году составил 426,8 млрд долл., основные статьи — сырая нефть, продукция машиностроения, удобрения, пластмассы, металлы. Основные поставщики: КНР — 16,3 %, США — 5,5 %, ОАЭ — 5,2 %, Саудовская Аравия — 4,8 %, Швейцария — 4,7 %.

### Индийские инвестиции за рубежом
В 2013 году Индия направила за рубеж 1,7 млрд долларов прямых инвестиций (0,1 % от общемирового экспорта прямых иностранных инвестиций). Общий же объём накопленных прямых иностранных инвестиций страны составил в 2013 году 119,8 млрд долларов (0,5 % от общемирового объёма накопленных прямых иностранных инвестиций). Долгое время роль Индии в мировом экспорте инвестиций оставалась ничтожной — в 2004 году объём накопленных прямых иностранных инвестиций этой страны составил 6,5 млрд долларов или 0,07 % от общемирового. Тем не менее в 2004—2009 годах наступил скачок — объём накопленных прямых инвестиций страны за рубеж вырос до 77,2 млрд долларов или 0,4 % об общемирового объёма, а ежегодный экспорт прямых капиталовложений подскочил с 2,2 млрд долларов до 16,0 млрд долларов. Географически в 2011/12 финансовом году прямые инвестиции Индии распределялись следующим образом: Маврикий — 23 %, Сингапур — 19 %, Нидерланды — 12 %, США — 9 %, Великобритания — 4 %, ОАЭ — 4 %.

### Проблемы бедности
Из 5161 индийского города 4861 не имеет канализационных сетей. Даже в Бангалоре и Хайдарабаде, индийских хай-тек-мегаполисах, более половины населения не имеют доступа к канализации. Доступ к водопроводной воде имеют только 50 % городов. Это означает, что вода есть только от часа до шести часов в сутки. Перебои в электроснабжении также совершенно обыденное явление, а 300 млн населения вообще не имеют доступа к электричеству. Аналогична и ситуация с общественным транспортом: только 20 из 85 индийских городов с населением более 0,5 млн имеют муниципальные городские автобусы.

## Культура

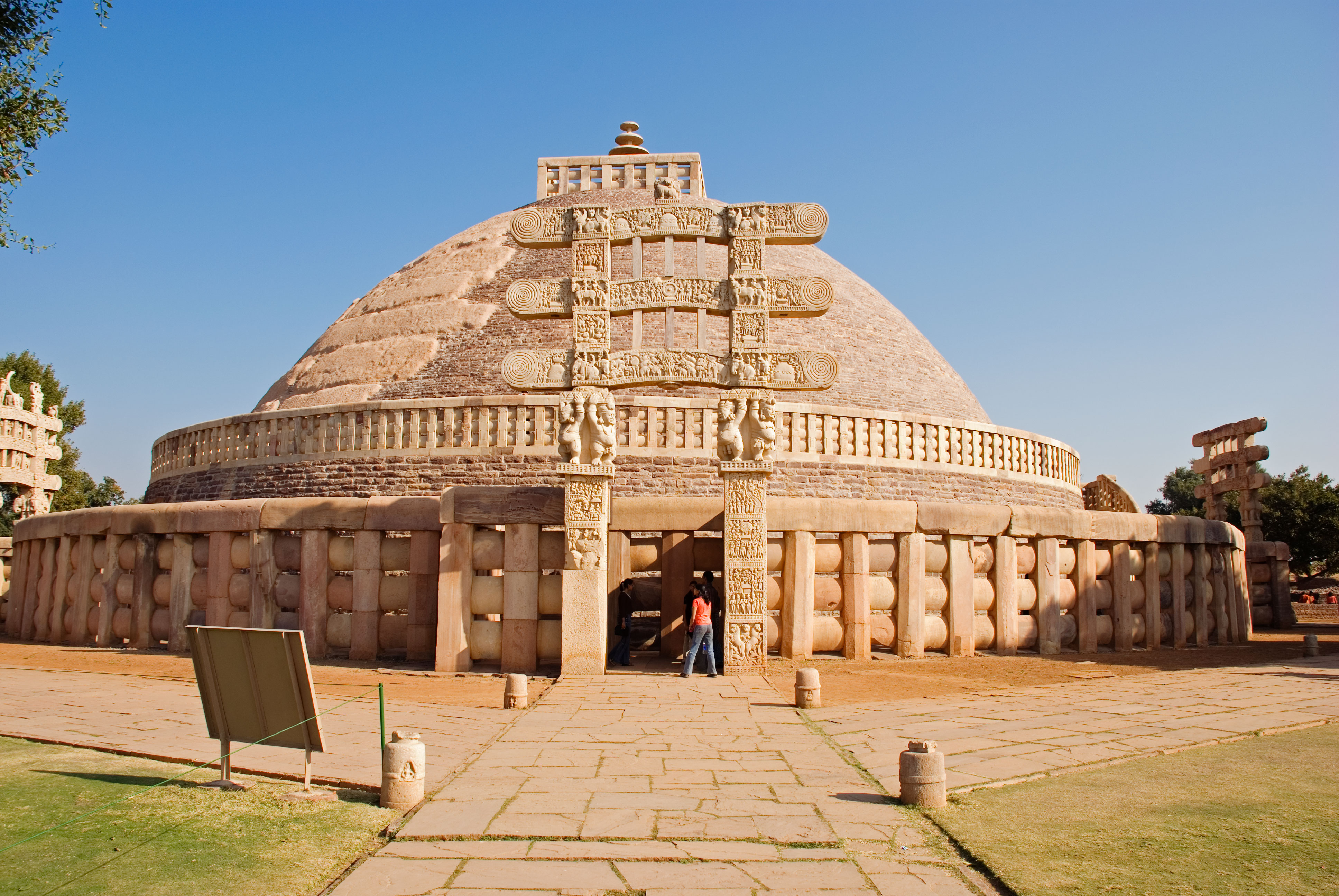
Большая ступа в Санчи

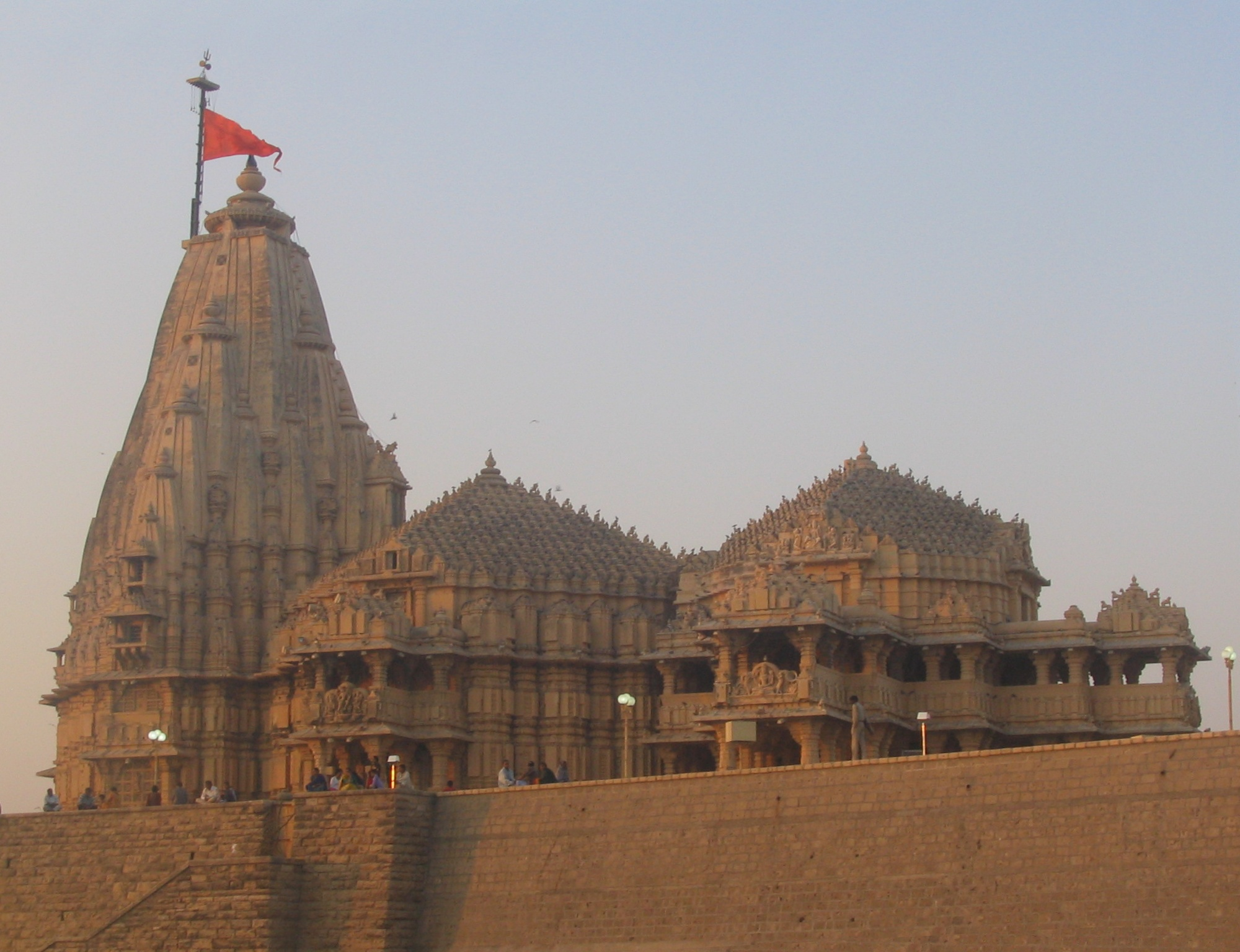
Храм Сомнатх

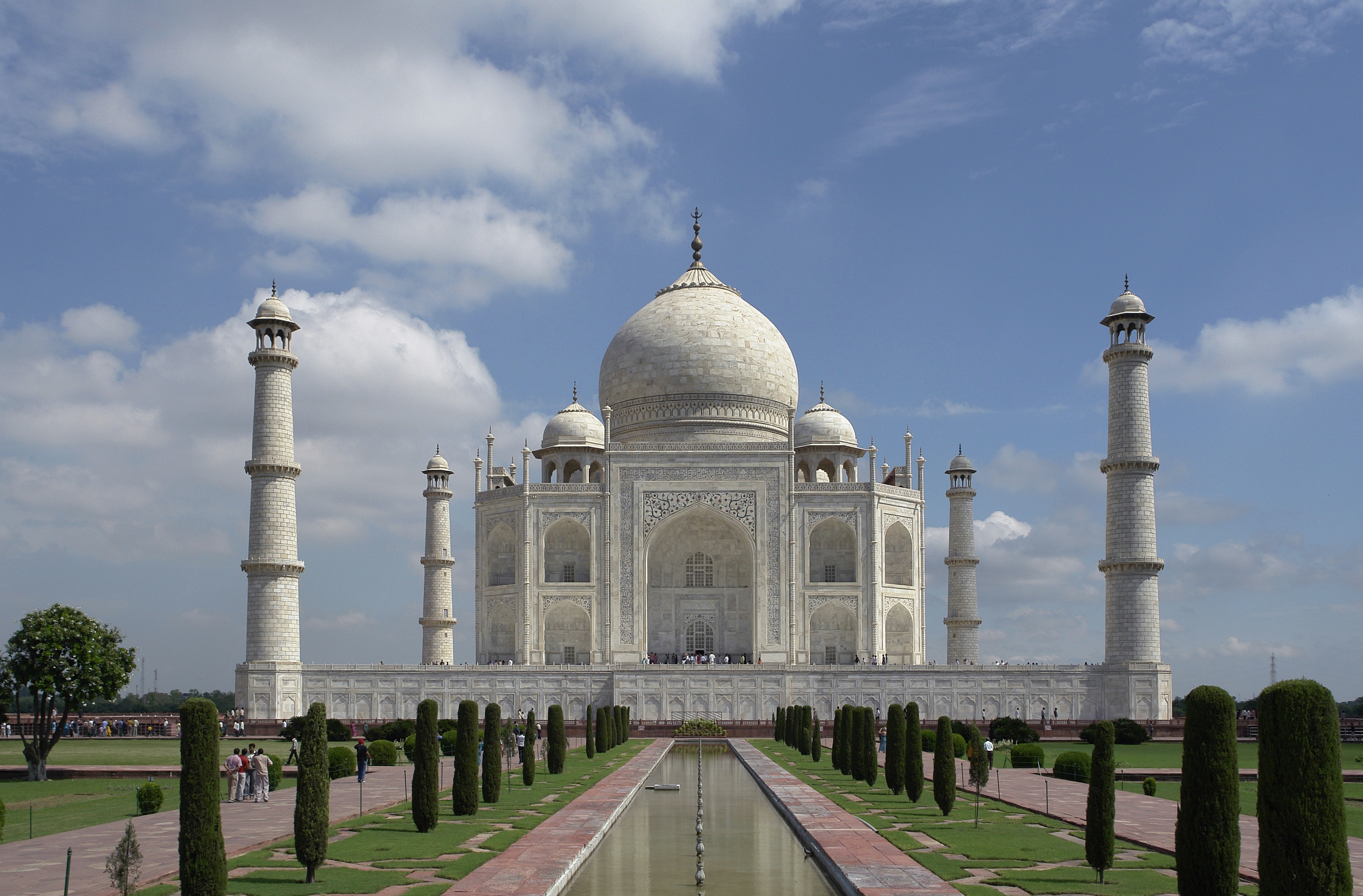
Тадж-Махал в Агре был построен Шах-Джаханом как мемориал для своей жены Мумтаз-Махал

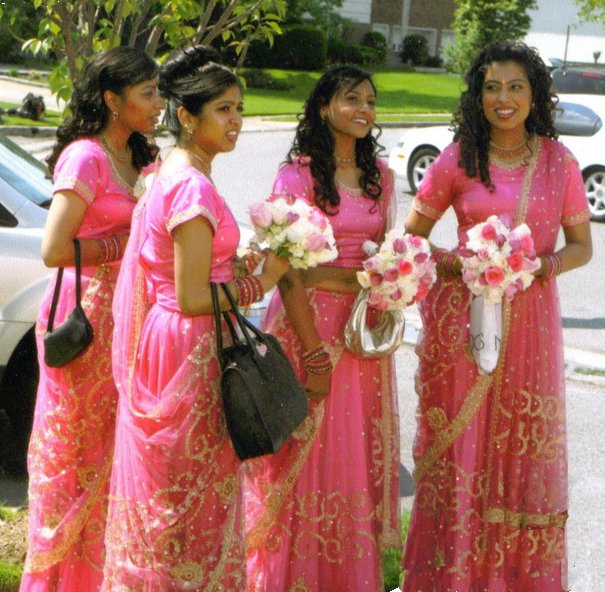
Девушки, одетые в лехенга-чоли

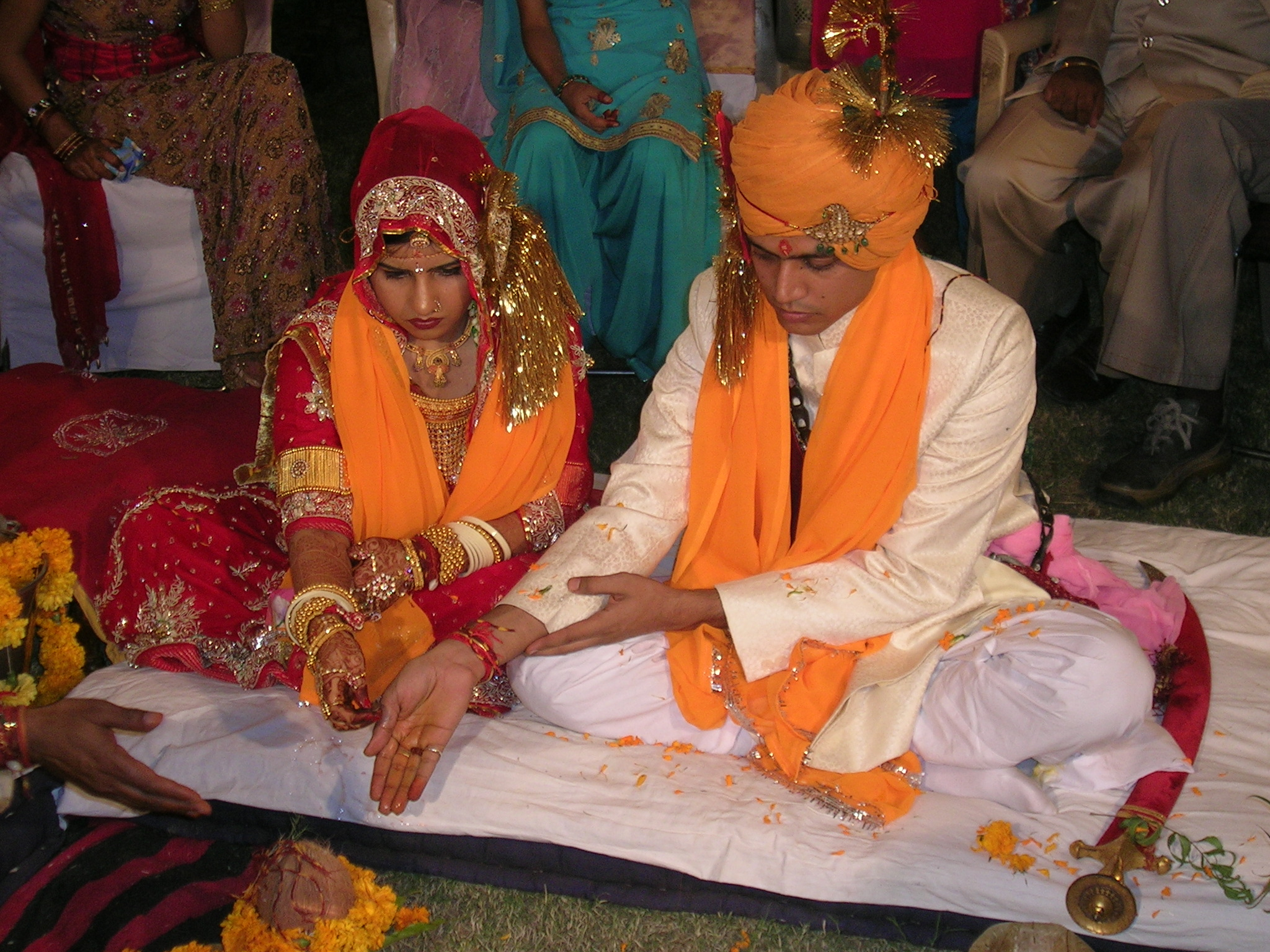
Индуистская свадьба

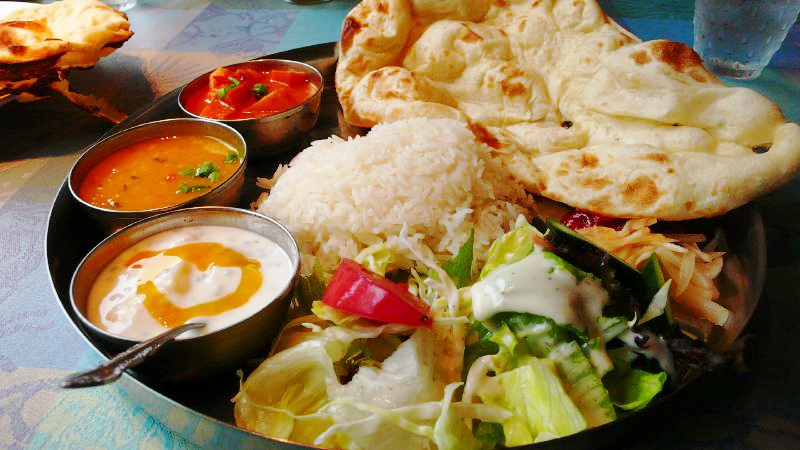
Блюдо индийской кухни с карри

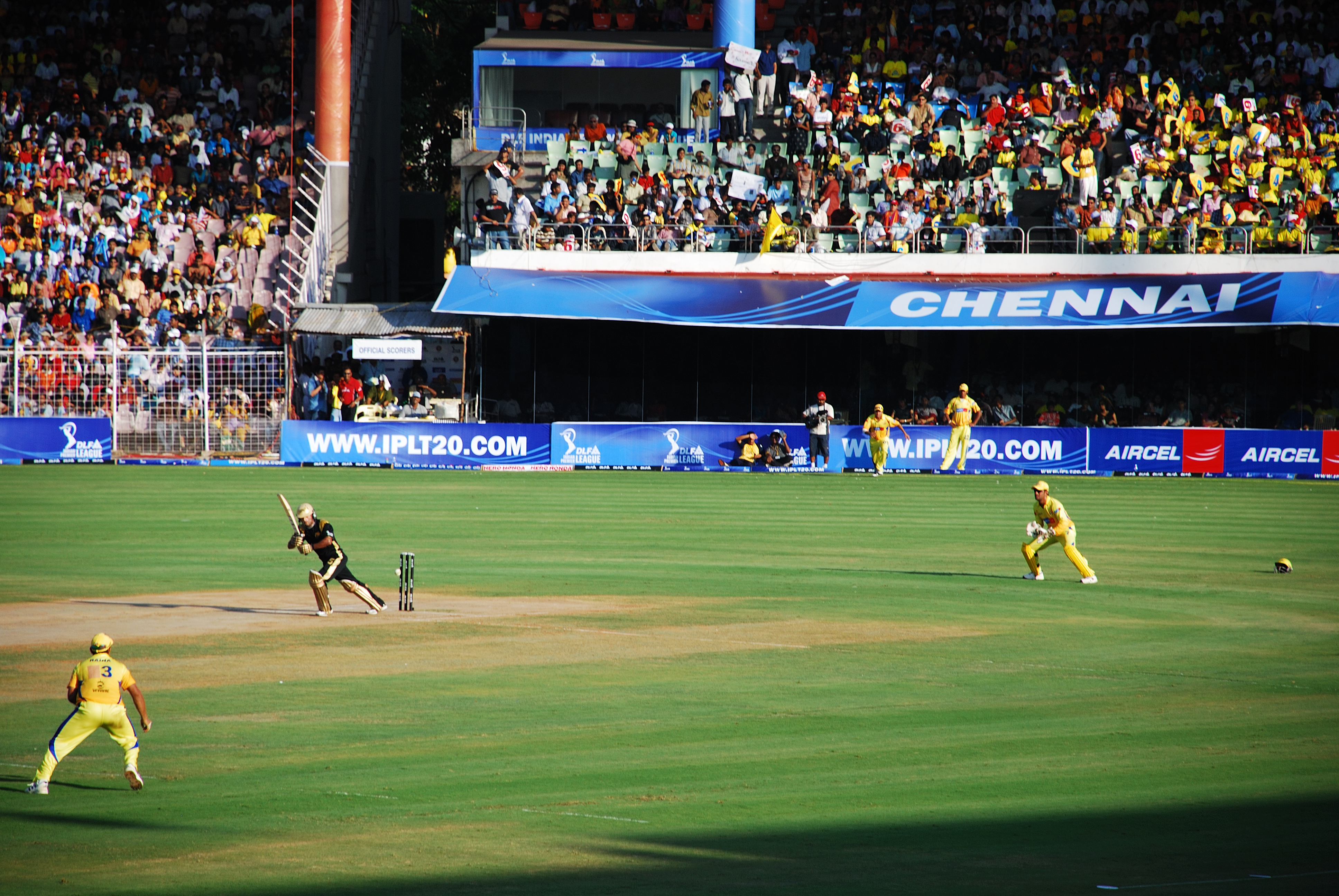
Крикетный матч 2008 года между командами Ченная и Калькутты

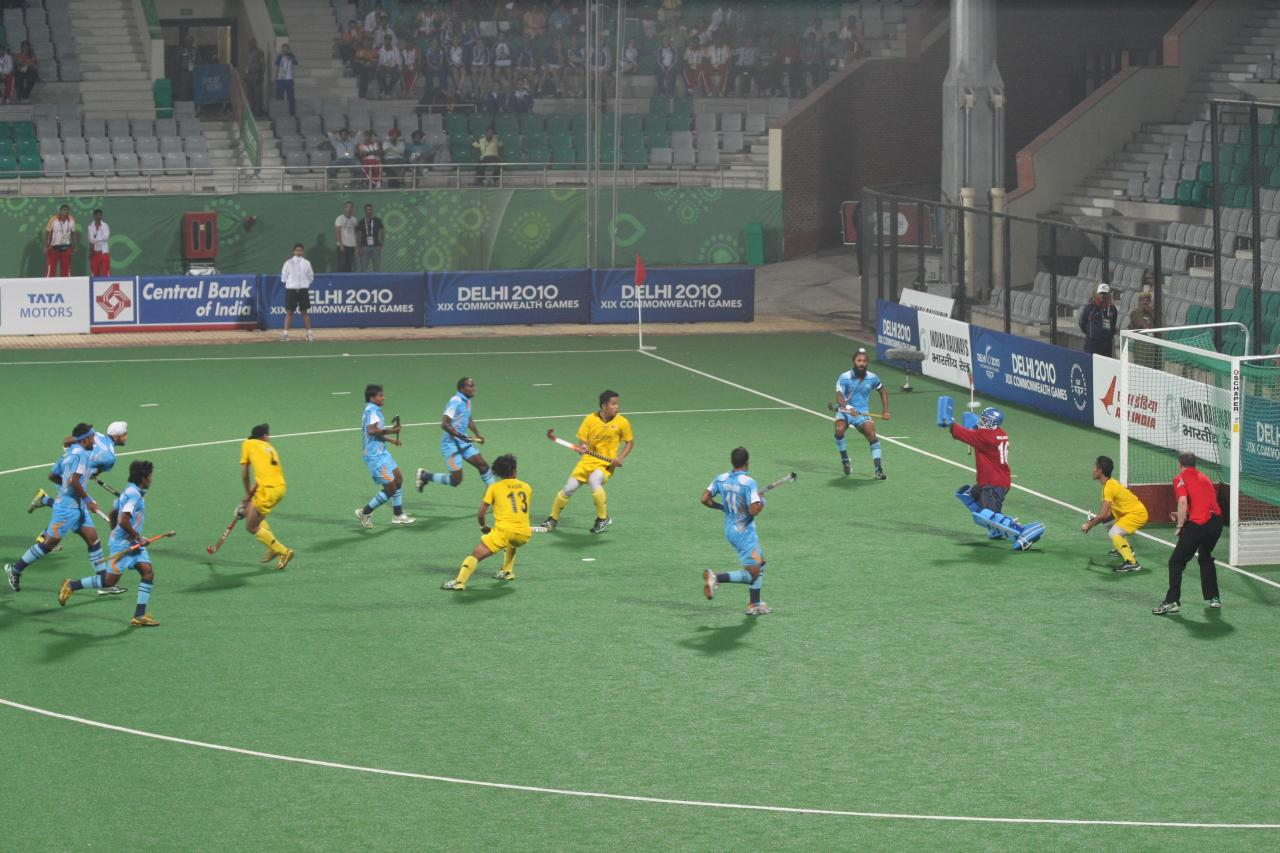
Хоккей на траве

Культура Индии отличается большим разнообразием и высоким уровнем синкретизма. На протяжении своей истории Индия сумела сохранить древние культурные традиции, одновременно перенять новые обычаи и идеи от завоевателей и иммигрантов и распространить своё культурное влияние на другие регионы Азии.
В индийском обществе большим уважением пользуются традиционные семейные ценности, хотя современные городские семьи часто отдают предпочтение нуклеарной семейной структуре, в основном из-за социально-экономических ограничений, налагаемых традиционной расширенной семейной системой.
3 сентября 1948 года правительство Республики Индия одобрило Пакт Рериха.

### Архитектура
Индийская архитектура является одной из областей, в которой наиболее ярко представлено разнообразие индийской культуры. Большая часть архитектурных памятников Индии, включая такие замечательные монументы как Тадж-Махал и другие примеры могольской и южноиндийской архитектуры, представляют собой смешение древних и разнородных местных традиций различных регионов Индии и зарубежья.

### Музыка и танцы
В индийской музыке существует широкий спектр традиций и региональных стилей. Индийская классическая музыка включает в себя два основных жанра — североиндийскую хиндустани, южноиндийскую карнатическую традиции и их различные вариации в форме региональной народной музыки. К местным стилям популярной музыки принадлежит филми и индийская народная музыка, одной из наиболее влиятельных разновидностей которой является синкретическая традиция баул.
Индийские танцы также имеют разнообразные народные и классические формы. Наиболее известными индийскими народными танцами являются бхангра в Пенджабе, биху в Ассаме, чхау в Западной Бенгалии, Джаркханде и Ориссе и гхумар в Раджастхане. Восьми формам танца, с их повествовательными формами и мифологическими элементами, был присвоен статус индийских классических танцев Индийской национальной академией музыки, танцев и драмы. Это: бхаратанатьям штата Тамил-Наду, катхак в Уттар-Прадеш, катхакали и мохини-аттам в Керале, кучипуди в Андхра-Прадеш, манипури в Манипуре, одисси в Ориссе и саттрия в Ассаме.

### Театр и кино
Индийский театр часто включает в себя музыку, танцы и импровизированный диалог. Сюжеты часто основаны на мотивах, заимствованных из текстов индуизма, а также на средневековых литературных произведениях, социальных и политических новостях. Некоторые региональные формы индийского театра это: бхавай в штате Гуджарат, джатра в Западной Бенгалии, наутанки и рамлила в Северной Индии, тамаша в Махараштре, терукутту в Тамилнаде, и якшагана в Карнатаке.
Индийская киноиндустрия занимает первое место в мире по количеству выпускаемых в год фильмов. В 2009 году в Индии было создано около 2,5 тыс. фильмов, из которых 1280 художественные. Болливуд, основной центр производства которого находится в Мумбаи, производит коммерческие фильмы на хинди и является самой плодовитой киноиндустрией в мире. Установившиеся кинематографические традиции существуют также на других индийских языках, таких как бенгали, каннада, малаялам, маратхи, тамильском и телугу.

### Образование
Обучение в большинстве вузов Индии ведётся на английском языке. Высшее образование в стране предоставляется на уровне программ европейских вузов. Стоимость учебного года — около 15 000 долларов США. Он, однако, варьируется в зависимости от источника финансирования, Государственного или частного.
По состоянию на 2009 год, в Индии функционировало, 504 вуза (в 1950 году их было лишь 27). За последние несколько десятилетий значительное развитие получила техническая область образования. В настоящее время 185 вузов предлагают аспирантуру по инженерии и техническим дисциплинам.

### Кухня
Индийская кухня характеризуется большим разнообразием региональных стилей и изысканным использованием кухонных кореньев, трав и приправ. Основным продуктом питания в регионах является рис (в особенности на юге и на востоке) и продукты из пшеницы (преимущественно на севере). Наиболее известной приправой, изначально появившейся на индийском субконтиненте и в настоящее время употребляемой по всему миру, является чёрный перец; напротив, красный стручковый перец, широко используемый по всей Индии, был введён в употребление на полуострове Индостан португальцами.

### Традиционная одежда
В различных регионах Индии используются разные виды традиционной индийской одежды. Её цвет и стиль зависит от различных факторов, таких как климат. Популярной является одежда из не сшитых кусков ткани, такая как сари для женщин и дхоти или лунги для мужчин; также пользуются популярностью такие сшитые одежды как пенджаби (шаровары и курта-пижама) для женщин, а также европейского стиля брюки и рубашка для мужчин.

### Государственные праздники
Большинство индийских праздников имеют религиозное происхождение, хотя некоторые из них отмечаются всеми индийцами, независимо от кастовой или религиозной принадлежности. Некоторые наиболее популярные праздники, это Дивали, Ганеша-чатуртхи, Угади, Понгал, Холи, Онам, Виджая-дашами, Дурга-пуджа, Мавлид, Рамадан, Рождество, Весак и Вайсакхи. В Индии существует три государственных праздника. В различных штатах также отмечаются от девяти до двенадцати официальных местных праздников. Религиозные праздники являются неотъемлемой частью повседневной жизни индийцев и проводятся открыто и публично с участием огромного количества людей.

### Спорт
Национальным спортом Индии является хоккей на траве, а самым популярным видом спорта — крикет. В некоторых штатах, таких как Западная Бенгалия, Гоа и Керала, широко распространён также и футбол. В последнее время приобрёл значительную популярность теннис. К традиционным видам спорта, распространённым по всей стране, принадлежат кабадди, кхо-кхо, и гилли-данда. Индия также является родиной йоги и древнеиндийских боевых искусств — Каларипаятту и Варма-калай.
Шахматы, исторически происходящие из Индии, также пользуются большой популярностью и число индийских гроссмейстеров постоянно возрастает. Действующий 18-й Чемпион мира по шахматам — индиец Доммараджу Гукеш; он является национальной гордостью Индии.
Мужская сборная Индии завоевала больше всех медалей (11) в хоккее на траве за всё время Олимпийских игр, включая 8 золотых в 1928—1980 годах.

## Терроризм и сепаратизм
Одной из угроз национальной безопасности Индии является терроризм, в особенности в Джамму и Кашмире, северо-восточной Индии, а к началу XXI века — в таких больших городах, как Дели и Мумбаи. Самым ярким примером может служить террористическая атака на Индийский парламент в Дели, осуществлённая в 2001 году. Осенью 2008 года террористическому нападению подвергся крупнейший город страны — Мумбаи, было убито свыше 100 человек. Несмотря на большое число совершаемых терактов в Индии, большинство из них обходится без жертв среди мирного населения: за 2001—2010 года в стране совершён 13 001 теракт, в ходе которых погибли 3986 мирных жителей и 855 представителей сил безопасности.

### Борьба с наксалитами
Серьёзной проблемой является широкомасштабная партизанская война, которую десятилетиями ведут коммунисты-наксалиты (в основном маоистского толка). Львиная доля совершаемых террористических актов в Индии приходится именно на них: в 2010 году наксалиты совершили 2212 терактов, в которых погибли 1003 человека.
Движение наксалитов началось в 1967 году и сегодня они в той или иной степени контролируют значительные территории в штатах Андхра-Прадеш, Западная Бенгалия, Бихар, Джаркханд, Орисса, Махараштра и Чхаттисгарх (т. н. «Красный коридор») с населением примерно в 200 млн человек. Основные организации наксалитов: Коммунистическая партия Индии (марксистско-ленинская) (с 1969 года), Маоистский коммунистический центр Индии с начала 1970-х годов и Группа народной войны с 1980 года. Маоистский коммунистический центр Индии создал по сути своё государство с народными судами (они выносят даже смертные приговоры), параллельным правительством, налогами, его люди также строят больницы, школы, бурят скважины. Наксалиты опираются на широкую поддержку беднейших слоёв населения. Примечательный факт: несмотря на то, что наксалиты официально объявлены террористами, борьбу с ними (не очень успешную) ведут только полицейские силы. Вооружённые силы Индии всячески уклоняются от операций против наксалитов, заявляя, что они не давали присяги воевать с собственным народом.

### Нагаленд
Очагом этнического терроризма является Нагаленд с его преимущественно христианским населением. За 1992—2012 годы в штате погибли в ходе боев 3432 человека (преимущественно боевики, жертвы среди правоохранителей и гражданских лиц намного меньше — за 2003—2012 годы убиты 10 сотрудников сил безопасности).

### Бодоленд
В конце 1980-х годов началась волна терроризма на территориях, населённых племенами бодо в штате Ассам. С 2003 года, когда было решено предоставить им автономию, она пошла на спад, но конфликт продолжает тлеть.

### Манипур
В 1980 году в Манипуре начались вооружённые выступления мейтеев (манипурцев), выступавших против правления Индии и за изгнание «маянгов» (чужаков). За 2013 год в Манипуре произошло 225 терактов. В основном в терактах гибнут сами боевики, жертвы среди сотрудников служб безопасности и мирного населения единичны.

### Трипура
Возникновение сепаратизма в бывшем княжестве Трипура связано с притоком беженцев из Бангладеш, в результате чего местные горные племена (трипури и другие) оказались в меньшинстве, что привело к их консолидации и началу в 1979 году этнического конфликта.
Хотя в 1988 году было подписано соглашение с правительством и сепаратистами, вооружённые нападения продолжились: за 2003—2012 годы в штате было совершено 1038 терактов, имеют место набеги с территории соседнего Бангладеш. Основные жертвы терактов — сами сепаратисты, число погибших мирных жителей и сотрудников сил безопасности гораздо меньше.

### Джамму и Кашмир
В 2012 году на северо-западе Индии было совершено 1025 терактов, правда жертвы от них были сравнительно невелики — погибли 97 гражданских лиц и 14 сотрудников сил безопасности.

### Комментарии
1. 1 2  Индийское правительство считает, что Индия также граничит с Афганистаном, так как рассматривает всю союзную территорию Ладакх индийской территорией, включая ту его часть, которая граничит с Афганистаном. Граница между Индией и Пакистаном была заморожена в 1948 году, после прекращения огня, ООН. Вследствие этого регион, граничащий с Афганистаном, оказался на территории, подконтрольной Пакистану.
2. ↑  Шьяма-аяс IAST: śyāma ayas — в буквальном переводе «чёрный металл»